# Église Saint-Martin de Cauvigny
L'église Saint-Martin est une église catholique paroissiale située à Cauvigny, dans le département de l'Oise, en France. Sa fondation remonte au moins au XIe siècle, et le mur méridional de la nef englobe des vestiges de cette époque. Sinon, l'église est principalement de style gothique flamboyant, et date pour l'essentiel du premier tiers du XVIe siècle, mais elle comporte des éléments intéressants de deux campagnes de construction au XIIe siècle. Ce sont d'abord trois voûtes d'ogives archaïques des années 1140, sans leurs supports, dans le collatéral nord ; puis le croisillon sud des années 1150 / 1160, qui a été repris à la période flamboyante ; et surtout un élégant clocher octogonal de la fin du XIIe siècle avec une lanterne coiffée d'une flèche de pierre, qui compte parmi les plus beaux représentants de ce type de clocher dans la région. Le clocher, le croisillon sud, la tourelle d'escalier polygonale et la haute abside des années 1520 forment un ensemble pittoresque. À l'intérieur, l'architecture du chœur est tout à fait remarquable, notamment pour son plan octogonal. La première travée s'ouvre depuis la base du clocher, et ses murs s'écartent progressivement afin d'obtenir une largeur plus importante à partir de l'arc-doubleau intermédiaire. Il n'y a pas de fenêtres dans cette travée, mais de grandes arcades assurent la communication avec les chapelles latérales. La seconde travée est une abside à pans coupés, très lumineuse grâce à quatre hautes fenêtres à verre transparent. Les voûtes sont agrémentées de liernes et tiercerons, et leurs nervures se fondent dans des piliers ondulés engagés dans les murs, qui sont munis de curieux chapiteaux pseudo-corinthiens. Quant aux autres parties de l'église, elles offrent une rare complexité, avec de nombreuses campagnes de construction qui s'enchevêtrent, ce qui est particulièrement évident autour de la base du clocher. Néanmoins, la nef et son collatéral paraissent assez homogènes à la première vue. L'église Saint-Martin a été classée au monuments historiques par arrêté du 20 octobre 1920, et bénéficié d'une restauration complète depuis. Elle est aujourd'hui affilié à la paroisse Saint-Yves-d'Auteuil du pays de Noailles, qui s'étend sur vingt-trois communes, et les messes n'y sont plus célébrées que rarement.

## Localisation
L'église Saint-Martin est située en France, en région Hauts-de-France et dans le département de l'Oise, dans le pays de Thelle, sur la commune de Cauvigny, au centre du village, face à la mairie, au carrefour RD 44 (route de Noailles et rue de Senlis) / RD 55 (rue du général de Gaulle). La façade regarde vers la place centrale du village et la mairie, tandis que l'élévation méridionale est alignée sur la RD 55, en provenance de Mouy. À l'est et au nord, des propriétés privées s'approchent de l'église de près, et le chevet et l'élévation septentrionale ne peuvent pas être appréciés dans leur ensemble avec quelque recul, mais l'église est néanmoins dégagée de constructions mitoyennes.

## Histoire

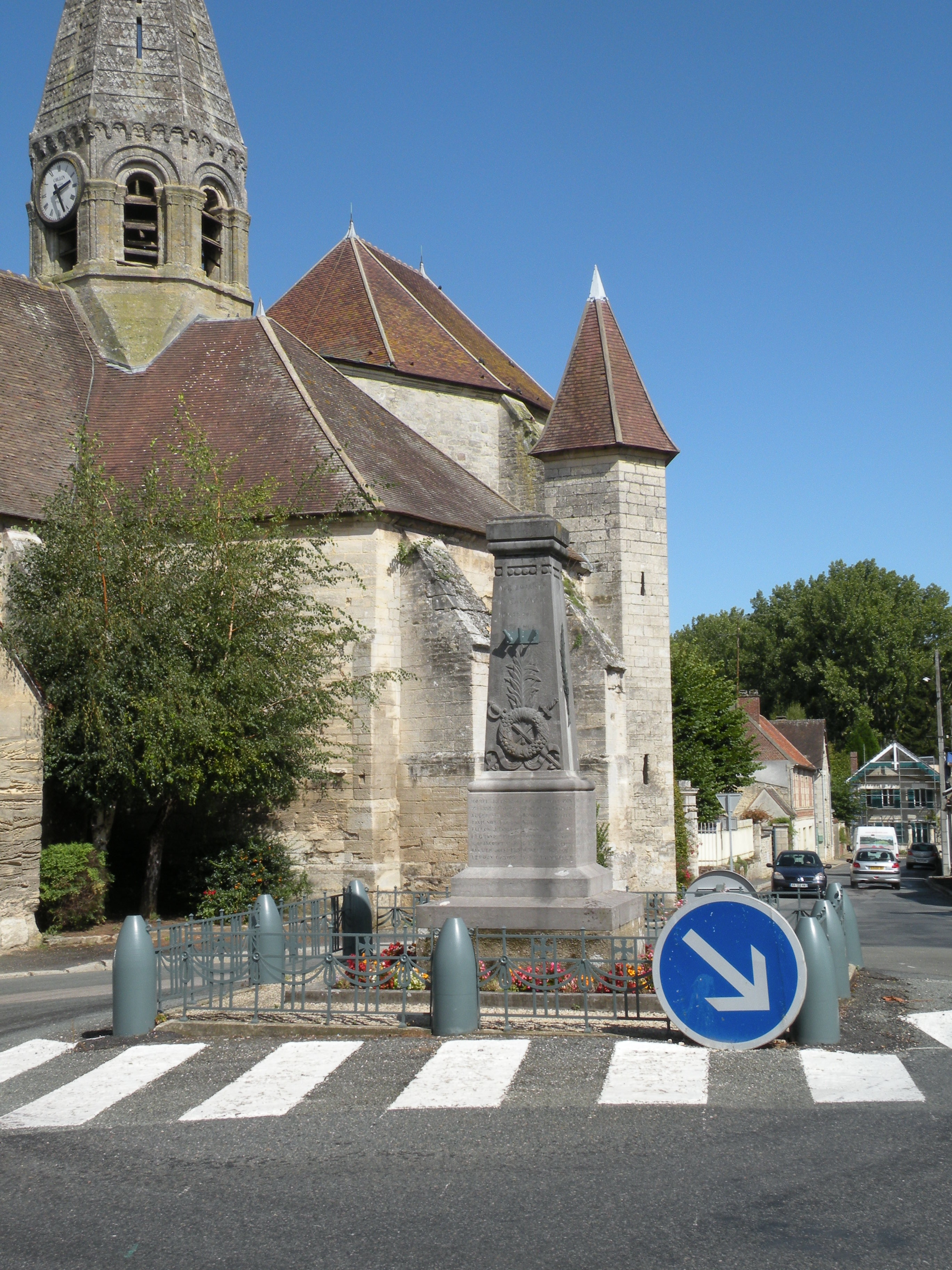
Vue sur les parties orientales depuis le sud-est.

Les origines de la paroisse se perdent dans le temps. Son saint patron est Martin de Tours, ce qui indique généralement des fondations anciennes. Sous l'Ancien Régime, la paroisse de Cauvigny relève du doyenné de Mouchy-le-Châtel, de l'archidiaconé de Clermont et du diocèse de Beauvais. Une église existe au XIe siècle : le mur méridional de la nef comporte des éléments remontant à cette époque, dont notamment deux fenêtres bouchées au début et à la fin. Pendant longtemps, Cauvigny fait partie de la baronnie de Mouchy-le-Châtel, et le patronage de l'église est usurpé par le seigneur Dreux de Mouchy ou l'un de ses ancêtres. Le seigneur a des démêlés avec le roi Louis VI le Gros, et est excommunié pour ses déprédations envers l'Église. En 1130, Dreux de Mouchy décide de faire amende honorable, et donne le patronage de la cure, ainsi que ses droits sur les hôtes et sujets habitant le bourg, au chapitre de la cathédrale de Beauvais. Il promet également à quiconque qui donnerait des terres à Cauvigny au chapitre de Saint-Pierre, qu'il resterait exempt de toute justice en ce lieu. La donation est d'un effet favorable pour la prospérité du bourg, car une dizaine d'années plus tard, l'église est agrandie par l'adjonction d'un collatéral, qui est voûté d'ogives dès le départ. L'église Saint-Martin fait ainsi partie de la quarantaine d'édifices religieux du département qui possèdent des voûtes d'ogives de la période romane, antérieures à 1150. Ce sont les voûtes de la travée au nord de la base du clocher, et des deux travées précédentes. L'on ignore si le collatéral va déjà jusqu'à la façade de la nef ; Dominique Vermand suppose que ce n'est pas le cas.

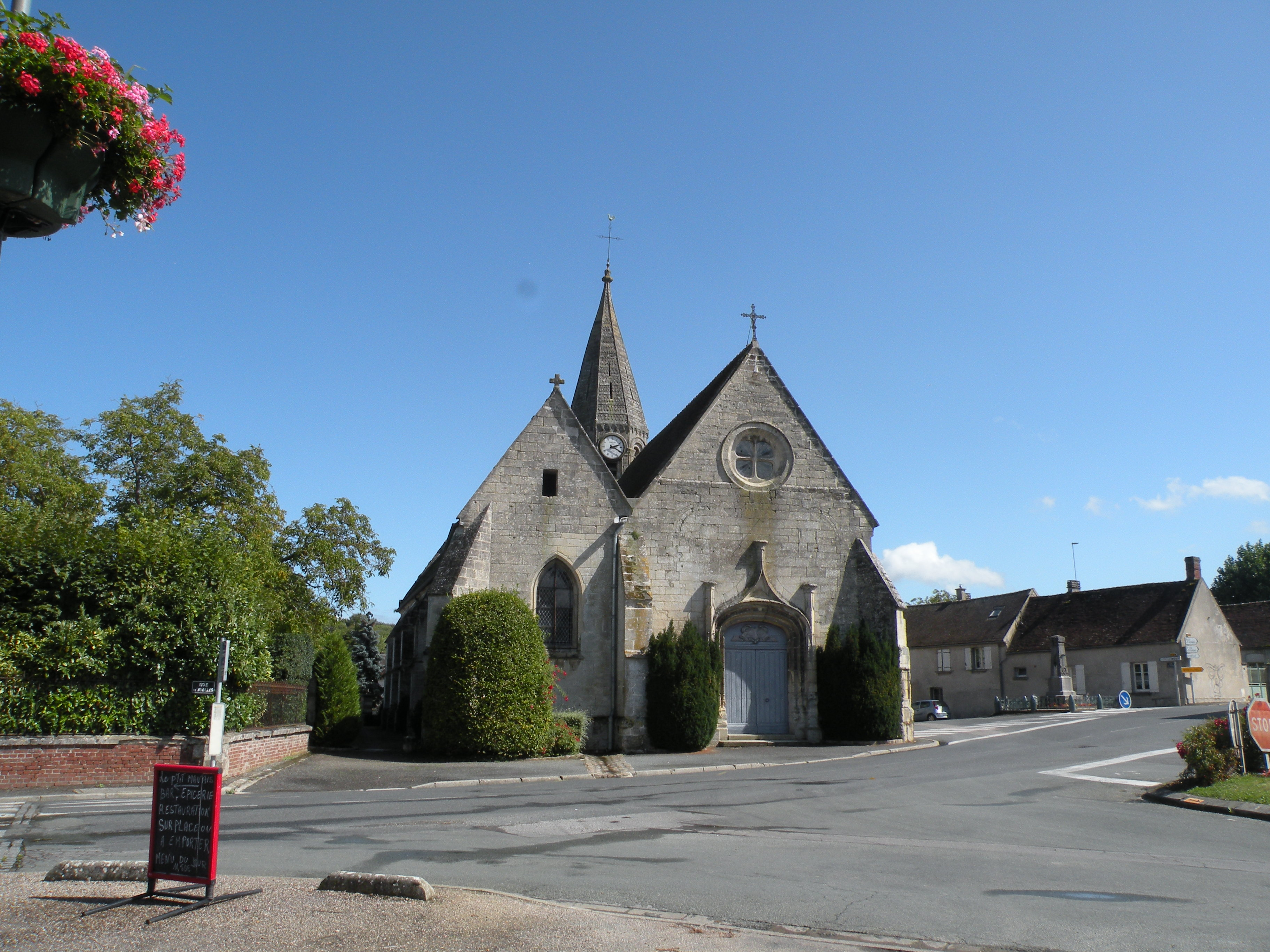
Approche depuis l'ouest.

Au cours des années 1150 / 1160, l'agrandissement de l'église et sa remise au goût du jour se poursuivent. Elle est pourvue d'un nouveau clocher, qui se remarque par son étage de beffroi octogonal, qui est identique au clocher de Cambronne-lès-Clermont, sauf que ce dernier comporte un étage supplémentaire. Ce clocher est encore clairement roman, alors que son achèvement se situe en pleine période gothique, proche de l'an 1200. Toujours sous la même campagne, la façade occidentale est refaite selon la même disposition qu'à Ully-Saint-Georges, avec deux baies en plein cintre désaxées au-dessus du portail, et la nef est pourvue d'une nouvelle corniche côté sud. Il est possible que d'autres travaux sont encore entrepris avant la fin du XIIe siècle, mais ils n'ont pas laissé de traces, et les fenêtres de la façade sont bouchées depuis le XVIe siècle. Vers 1300, la fenêtre occidentale de la travée triangulaire qui précède le croisillon sud est repercée, et pourvue d'un remplage de style gothique flamboyant. Ensuite, l'église demeure plus ou moins inchangée jusqu'au début du XVIe siècle. Elle connaît alors une troisième et dernière grande campagne de travaux. Au début, les arcades au nord, à l'ouest et au sud de la base du clocher sont retaillées selon le goût gothique flamboyant. Puis, la voûte et l'arcade orientale de la base du clocher sont supprimées, et la travée est nettement exhaussée, ce qui n'est toutefois visible que depuis l'est. En même temps, un nouveau chœur est bâti suivant un rare plan outrepassé ; les croisillons du transept sont prolongés par des chapelles flanquant le chœur, qui remplacent des chapelles plus anciennes ; la nef est voûtée d'ogives et dotée de nouveaux portails ; et le collatéral est prolongé jusqu'à la façade ou profondément remanié. Par la forme des piliers et le profil des arcades, l'on peut distinguer au moins trois campagnes rapprochées, mais leur ordre chronologique relève de la pure spéculation. Seulement le chœur peut être daté avec une certaine fiabilité. En 1528, l'une de ses fenêtres reçoit un vitrail dédié aux saints Pierre et Paul, qui part pour la cathédrale de Beauvais dès 1551. Au début de la Seconde Guerre mondiale en 1939, il est démonté et mis à l'abri, mais il n'a plus été retrouvé après.

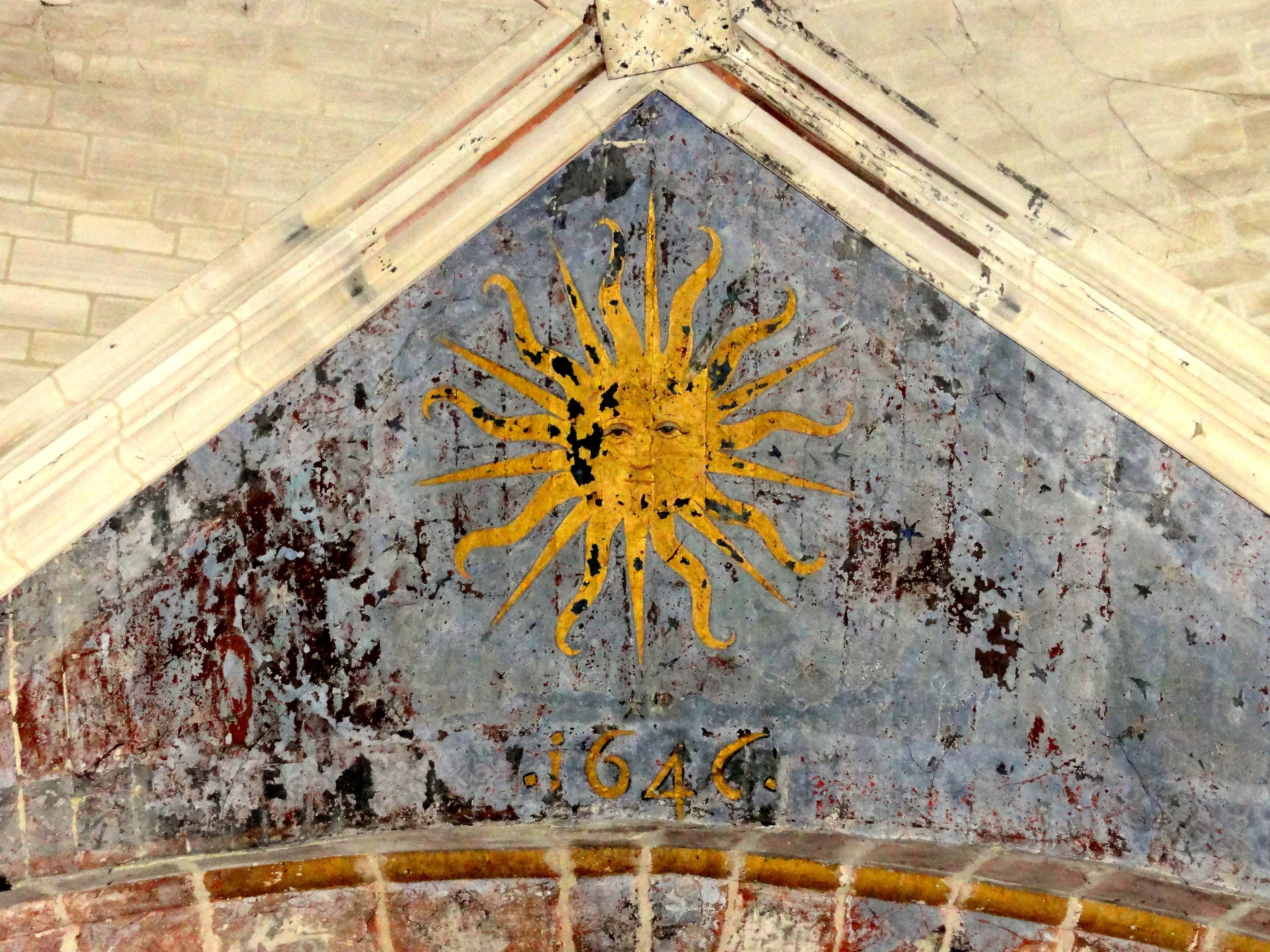
Nef, voûte devant le clocher avec la date de 1646.

Selon une date inscrite sous la voûte de la dernière travée de la nef, des réfections ont lieu autour de la base du clocher en 1646. Les différents culs-de-lampe sans style particulier et le dernier pilier au nord de la nef pourraient dater de cette époque. — D'après Emmanuel Woillez, toute l'église est réparée en 1755. — La Révolution française supprime l'ancienne hiérarchie ecclésiastique, mais le diocèse de Beauvais est maintenu jusqu'à l'interdiction du culte à l'automne de l'année 1793, avec un territoire modifié qui est analogue au nouveau département de l'Oise. Sous le Concordat de 1801, il est provisoirement annexé au diocèse d'Amiens, puis est rétabli en 1822. — L'église est classée au monuments historiques par arrêté du 20 octobre 1920. — Lors de son excursion du 24 avril 1932, la Société archéologique et historique de Clermont-de-l'Oise trouve l'église Saint-Martin dans un triste état de délabrement, tout comme sa voisine d'Ully-Saint-Georges. Aujourd'hui, le monument se présente dans un excellent état. — Cauvigny est affilié à la paroisse Saint-Yves-d'Auteuil du pays de Noailles, qui s'étend sur vingt-trois communes, et compte autant d'églises. Le curé demeure au presbytère de Noailles, et assure le service de cette grande paroisse sans l'aide d'un vicaire. Les messes sont célébrées occasionnellement en l'église Saint-Martin, en principe le dimanche à 9 h 30.

## Description

### Aperçu général

Plan de l'église.

À peu près régulièrement orientée, avec une déviation de l'axe de 12° vers le nord-est du côté du chevet, l'église répond à un plan irrégulier et se compose d'une nef de cinq travées, accompagnée d'un unique collatéral au nord ; d'une base du clocher dans l'axe de la nef ; d'un chœur composée d'une travée trapézoïdale et d'une abside à cinq pans ; d'une chapelle latérale au sud de la base du clocher et de la première travée du chœur ; et d'une chapelle latérale de même longueur au nord, dans le prolongement du collatéral de la nef. Comme annexes, il l'on peut citer le porche au sud de la quatrième travée de la nef ; une tourelle d'escalier polygonale au sud de la seconde travée de la chapelle latérale sud ; et la sacristie dans l'angle entre le chevet de la chapelle latérale nord et l'abside. Quelques particularités de plan sont à signaler. La quatrième travée de la nef et du collatéral est nettement plus profonde que les précédentes, et la cinquième travée est également plus profonde, mais moins que la précédente. Elle est reliée à la chapelle latérale sud par une petite travée triangulaire. La première travée de la chapelle latérale sud est l'ancien croisillon sud. En considérant l'ensemble formant par ses deux travées, le chœur adopte un plan outrepassé, et correspond à un octogone irrégulier. L'ensemble de l'église est voûté d'ogives. Les voûtes de la quatrième, cinquième et sixième travée du collatéral possèdent des voûtes d'ogives des années 1140. La voûte de la première travée complète de la chapelle latérale sud date des années 1150 / 1160. Les autres voûtes sont flamboyantes. L'on accède à l'église par le portail occidental de la nef, ou par le petit portail sous le porche. Le clocher octogonal est coiffé d'une flèche de pierre. Le collatéral et la nef sont munis de toitures indépendantes à deux rampants, avec pignons à l'ouest et à l'est. L'ancien croisillon sud et le chœur possèdent des toits à croupe, et la seconde travée de la chapelle latérale sud est pourvue d'un toit en appentis faiblement incliné.

### Intérieur

#### Base du clocher

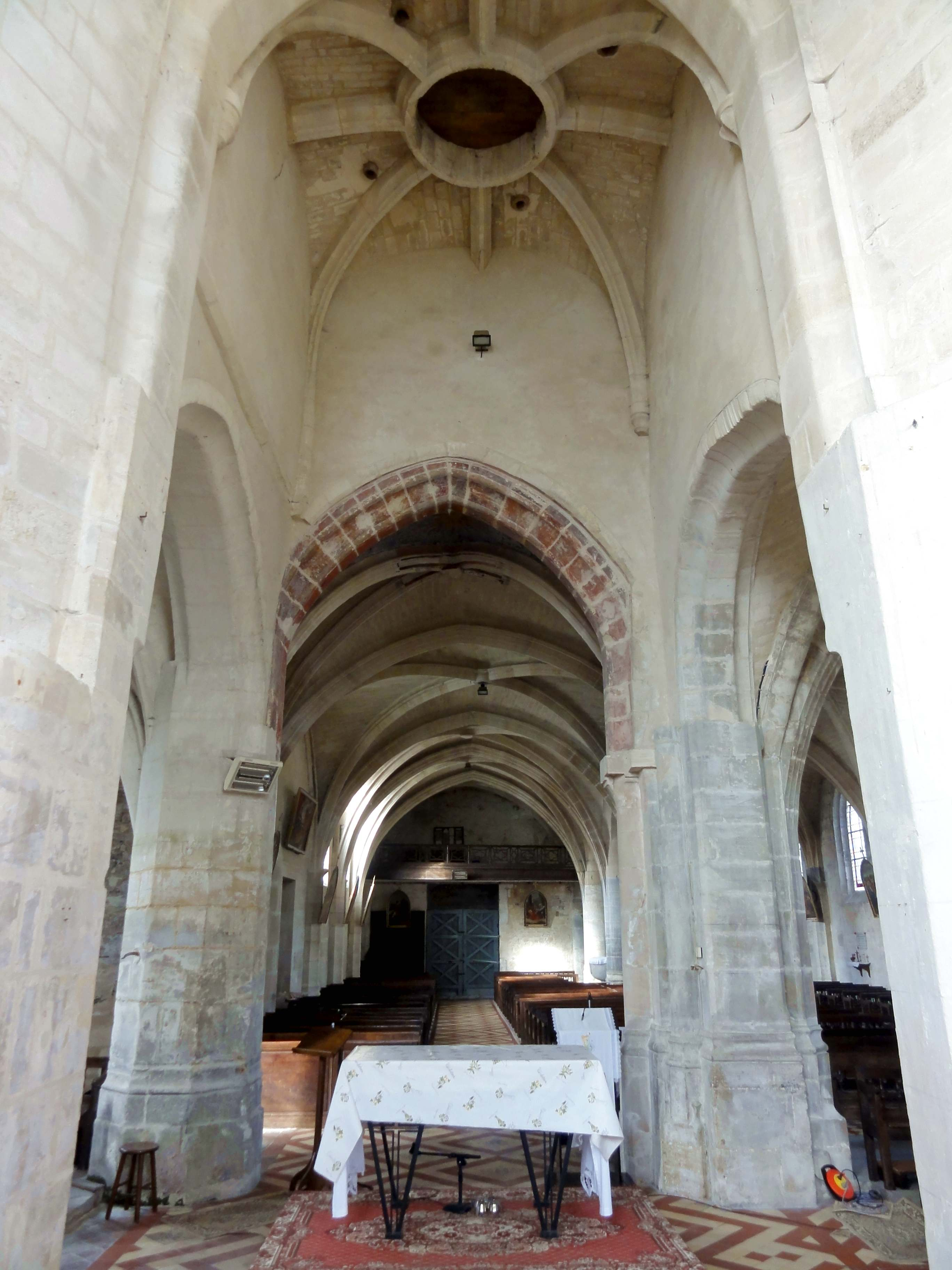
Vue vers l'ouest.

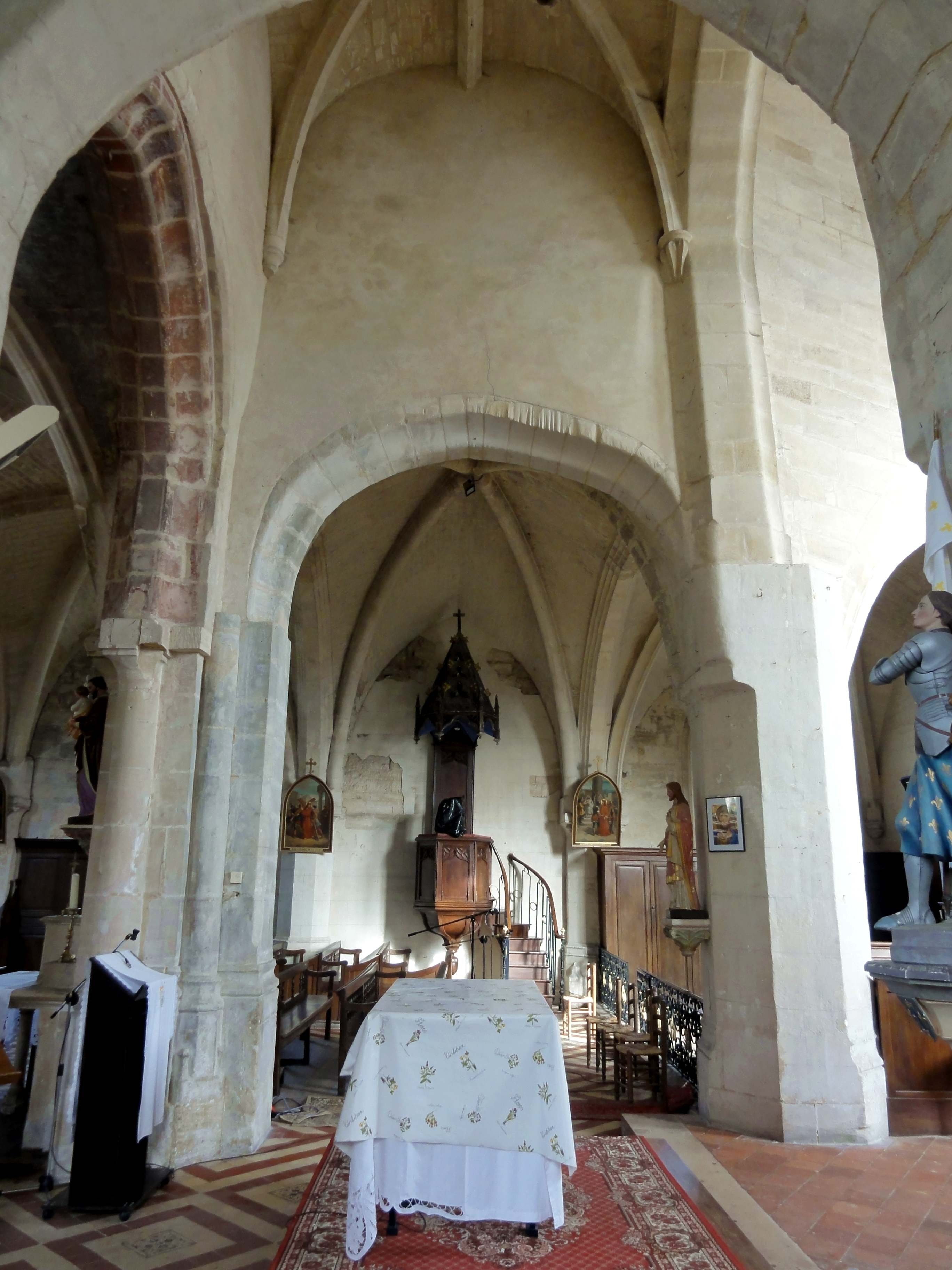
Vue vers le nord.

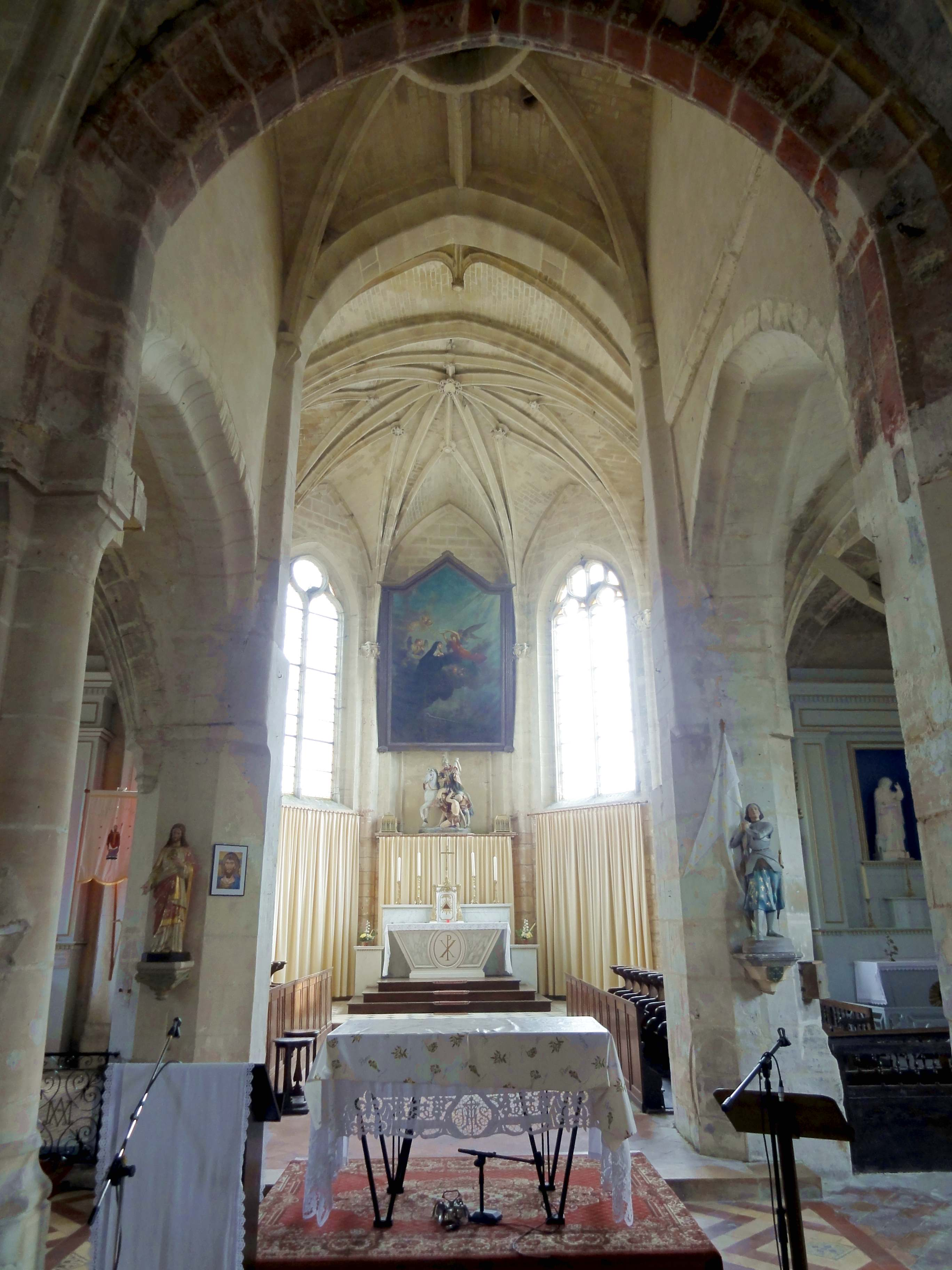
Vue vers l'est.

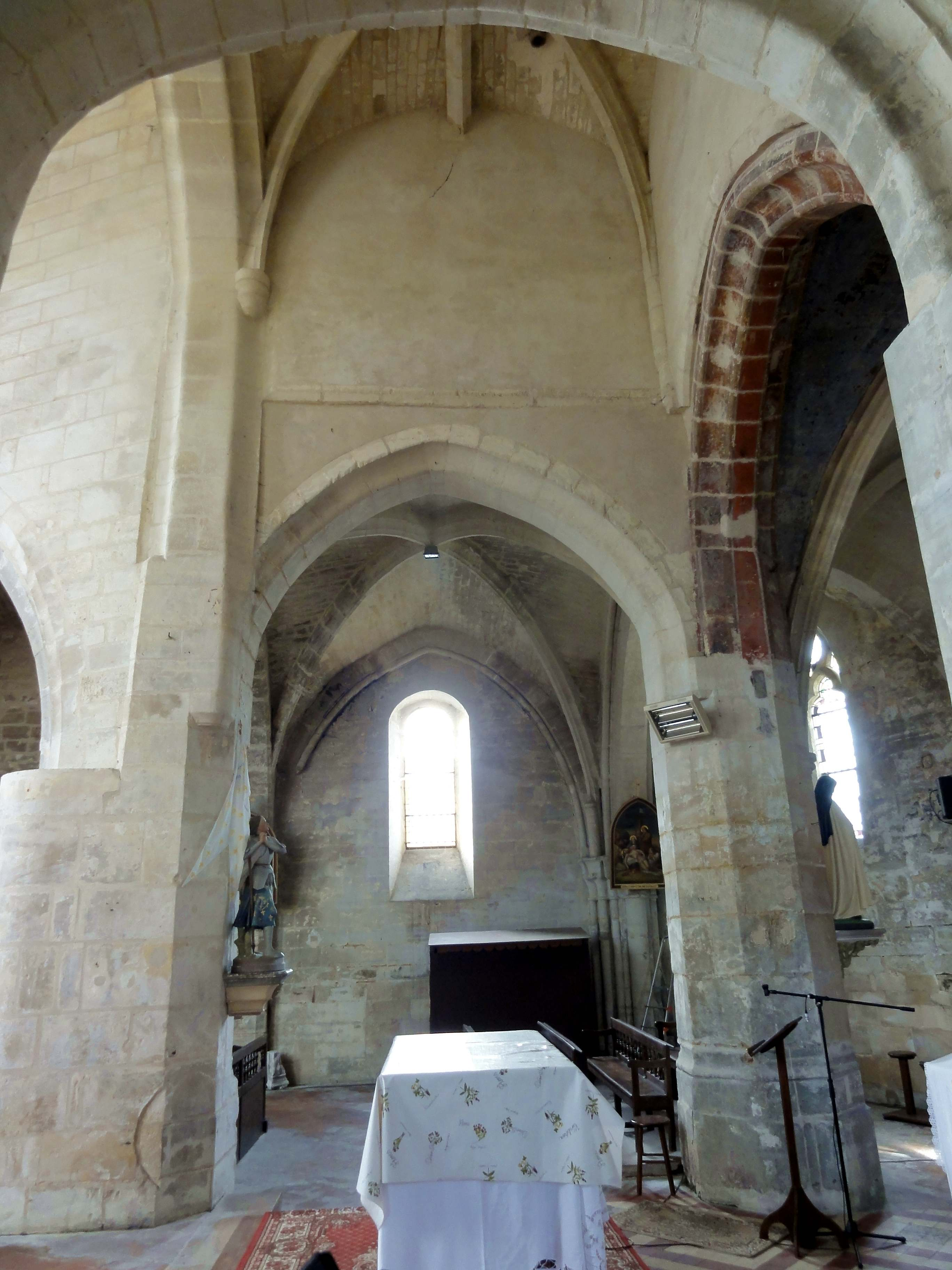
Vue vers le sud.

La base du clocher n'est pas la partie la plus ancienne de l'église, mais c'est ici que toutes les campagnes de construction se côtoient, et ont laissé leurs traces sous la forme d'arcades, arc-doubleaux et ogives de différents profils, ce qui permet de les distinguer. L'analyse des rapports de la base du clocher avec les travées voisines permet donc de comprendre l'évolution de l'édifice. En effet, « peu d'églises illustrent aussi bien que Saint-Martin à quel point l'histoire d'un édifice peut être complexe, l'état actuel n'étant finalement que le résultat des innombrables modifications qui ont jalonné son existence » (Dominique Vermand). Une image homogène ne s'offre qu'en regardant la base du clocher depuis le chœur. À l'intérieur de la travée, la homogénéité est également relativement bonne, mais comme autour de la travée au nord, à l'ouest et au sud, l'on constate que les arcades ou doubleaux ne concordent généralement pas avec les piles, et un décrochement est visible au niveau des impostes. Toutes les piles ont été modifiées, et trois ont été reprises en sous-œuvre. Mais dans un premier temps, les arcades nord, ouest et sud ont été retaillées, plutôt que réappareillées, comme le montre l'imperfection des profils et l'irrégularité du tracé des arcs, ainsi que la rupture des profils au début des piédroits, alors que trois piles sur quatre ont quand même des bases de style flamboyant tardif, sous la forme de plinthes moulurées. Le doubleau vers la nef présente un méplat entre deux faibles gorges, qui sont délimitées par des boudins non dégagés. Les doubleaux vers les anciens croisillons ou chapelles latérales affectent le même profil, avec les boudins en moins. C'est aussi le profil de la haute arcade vers le chœur, dont la belle régularité contraste avec la maladresse des autres, puisque cette arcade date entièrement du premier tiers du XVIe siècle. L'enfilade de doubleaux séparant la nef du collatéral affiche encore le même profil, ce qui démontre que l'exhaussement de la base du clocher et le voûtement de la nef ont été entrepris sous une même campagne de travaux. En ce qui concerne la voûte de la base du clocher, elle est de type flamboyant, et difficilement datable ; ses ogives complétées par quatre liernes sont reçues sur des culs-de-lampe diversement taillés ou moulurés dans les angles. Un trou pour la remontée des cloches est ménagé au centre de la voûte. Les arcs d'inscription sont en cintre surbaissé. Il n'y a pas de formerets.
La pile nord-ouest, à gauche en regardant depuis la nef, est la seule qui comporte des vestiges de la période romane, qui ne sont peut-être pas authentiques mais ont été reconstitués lors d'une restauration au XXe siècle. Il s'agit d'une colonne engagée avec un chapiteau à la corbeille arasée et un tailloir difforme au nord de l'arc triomphal, et un pilastre avec une corbeille de chapiteau arasée et un tailloir mouluré à la retombée de l'ogive nord-est de la dernière travée de la nef. Ces vestiges devraient rappeler le chœur ou le clocher primitif, car le niveau des tailloirs est trop bas par rapport à l'arc triomphal actuel. Malgré ces vestiges, la pile possède une base flamboyante tardive, sauf du côté de la nef. Le doubleau de la nef, dont le profil a déjà été signalé, se fond directement dans la pile. Au nord, un pilier engagée y a été adossée. Ses angles sont abattus et taillés concavement. Le doubleau du collatéral se fond directement dans ce pilier engagé, tout comme par ailleurs l'ogive des années 1140, et l'absence de tout décrochement ou changement de modénature prouve qu'il date de la même époque que la réfection de la pile (premier tiers du XVIe siècle). Le doubleau est au profil d'un méplat entre trois étroites gorges de chaque côté. Ce profil ne réapparaît que sur le doubleau suivant, c'est-à-dire le dernier doubleau du collatéral, mais il montre un lien de parenté avec les moulures entourant les fenêtres du collatéral, et les deux premières fenêtres de la nef au sud. Sans qu'il y ait eu une interruption du chantier, le maître d'œuvre est susceptible d'avoir changé. Toujours à propos de la pile nord-ouest, reste à mentionner un fût de colonnette sans emploi dans l'angle nord-ouest de la base du clocher. Il devrait être en lien avec une voûte d'ogives romane contemporaine du clocher actuel, mais possède néanmoins une base flamboyante : si ce n'est pas le résultat d'une erreur lors de la restauration au XXe siècle, se pose la question pourquoi le fût n'a pas été supprimé lors de la modification de la base du clocher au XVIe siècle.
La pile nord-est du clocher, qui supporte également le dernier doubleau du collatéral nord et la grande arcade au nord du chœur, est octogonale, et possède aussi une base de type flamboyant tardif, sous la forme d'une plinthe moulurée. Sauf le haut doubleau faisant communiquer la base du clocher avec le chœur, tous les autres doubleaux, ainsi que les ogives, ne se fondent pas directement dans la pile, et sont reçus sur une tablette sommairement moulurée, qui, sur les faces obliques nord-ouest et nord-est de la pile, est soutenue par deux culs-de-lampe différents. Sans style véritable, ils sont décorés de moulures simples, et pourraient dater de 1646. En tout cas, la reprise en sous-œuvre est postérieure à tous les arcades et doubleaux autour de la pile, car la continuité stylistique fait défaut tout autour. Le profil du dernier doubleau du collatéral nord a déjà été signalé. La grande arcade au nord du chœur fait intervenir un quatrième profil pour les arcades et doubleaux, depuis les trois qui ont déjà été décrits. Ce quatrième profil consiste d'un gros boudin entre deux gorges, et séparé par un filet, d'une seconde gorge qui marque le rang de claveaux supérieur. Des arcades similaires s'observent aussi à Armancourt, Boran-sur-Oise, Jagny-sous-Bois, Jaux, Survilliers, Vauréal et Vineuil-Saint-Firmin. Il s'agit d'une alternative aux profils prismatiques, tel que l'adoptent les deux doubleaux signalés du collatéral, et l'on peut conclure à la signature artistique d'un troisième maître d'œuvre. La grande arcade au sud du chœur est identique. Quant à la pile voisine, la pile sud-est du clocher, elle a été reprise en sous-œuvre à deux reprises : dans un premier temps, elle fut rendue octogonale, avec un pilier engagé à l'est pour la grande arcade, et une plinthe moulurée subsiste de cette époque à l'angle sud-ouest. Dans un deuxième temps, la pile a été reprise en même temps que le pilier engagé à l'est, dont le profil n'a pas été refait : à l'est, la pile est simplement arrondie. L'on a également renoncé à refaire les bases, qui font donc entièrement défaut, sauf à l'angle sud-ouest. Au sud de la pile sud-est, une portion de la pile antérieure a apparemment été maintenue, car elle forme corps avec le doubleau non mouluré qui sépare l'ancien croisillon de la chapelle latérale sud. Le doubleau est susceptible de remonter à la même période que le croisillon, soit les années 1160. Ses arêtes sont chanfreinées. Les ogives se fondent directement dans la pile, et datent sans doute de la même campagne que la première reprise en sous-œuvre. Les travées du sud auraient donc été remaniées après les travées du nord.
La pile sud-ouest est la seule pile octogonale régulière. Une ogive flamboyante et un formeret des années 1160 se fondent directement dans la pile, tandis que le doubleau séparant le croisillon sud de la petite travée triangulaire à l'ouest, analogue au précédent mais moins large, ne se fond qu'à moitié dans la pile. C'est une conséquence de la forme octogonale de celle-ci. Une moitié du doubleau est donc reçue sur un cul-de-lampe mouluré, qui est appliqué contre la face oblique sud-ouest de la pile. Toujours sur la même face oblique, un cul-de-lampe assorti, mais non identique, reçoit un autre formeret des années 1160. En haut de la face occidentale de la pile, un court fût de section cylindrique est engagé, et une ogive de la nef et le doubleau séparant la nef de la travée triangulaire pénètrent directement dans ce fût, à l'instar des trois premiers piliers libres de la nef. Le court fût est supporté par un cul-de-lampe agrémenté de moulures en hémicycle, alors que les deux cul-de-lampe voisins adoptent un plan carré. Ce cul-de-lampe arrondi pourrait dater de 1646. La retombée du fût jusqu'au sol aurait été plus esthétique, mais l'accès à la travée triangulaire aurait été rendu trop étroit. — Cauvigny ne fournit pas le seul exemple de la base d'un clocher roman, où l'architecture romane n'a laissé pratiquement aucune trace évidente. À Mogneville, la base du clocher a été exhaussée dès la fin de la période romane. À Ennery, l'opération remonte à la période de la construction du clocher de Cauvigny, et a été exécutée avec beaucoup d'habileté, en obtenant un résultat homogène. À Rully et Sarcelles, la reprise en sous-œuvre pendant la première moitié du XIIIe siècle a été totale, et l'architecture gothique de ces bases est tellement régulière que rien ne permet de soupçonner le remaniement, s'il n'y avait pas le clocher roman visible depuis l'extérieur. À Ève et Jouy-le-Moutier, la reprise en sous-œuvre fut exécutée à la même époque qu'à Cauvigny, et dans ce dernier cas, sans effacer les traces des siècles précédents, mais avec néanmoins beaucoup plus d'adresse, car les faces des piliers qui se regardent sont toujours symétriques. Enfin, Villers-sous-Saint-Leu et Frémécourt offrent des exemples de reprises en sous-œuvre sans préoccupations stylistiques, en adoptant des dispositions purement fonctionnelles. Dans le cas de Frémécourt, il s'agit d'un clocher roman octogonal, comme à Cauvigny.

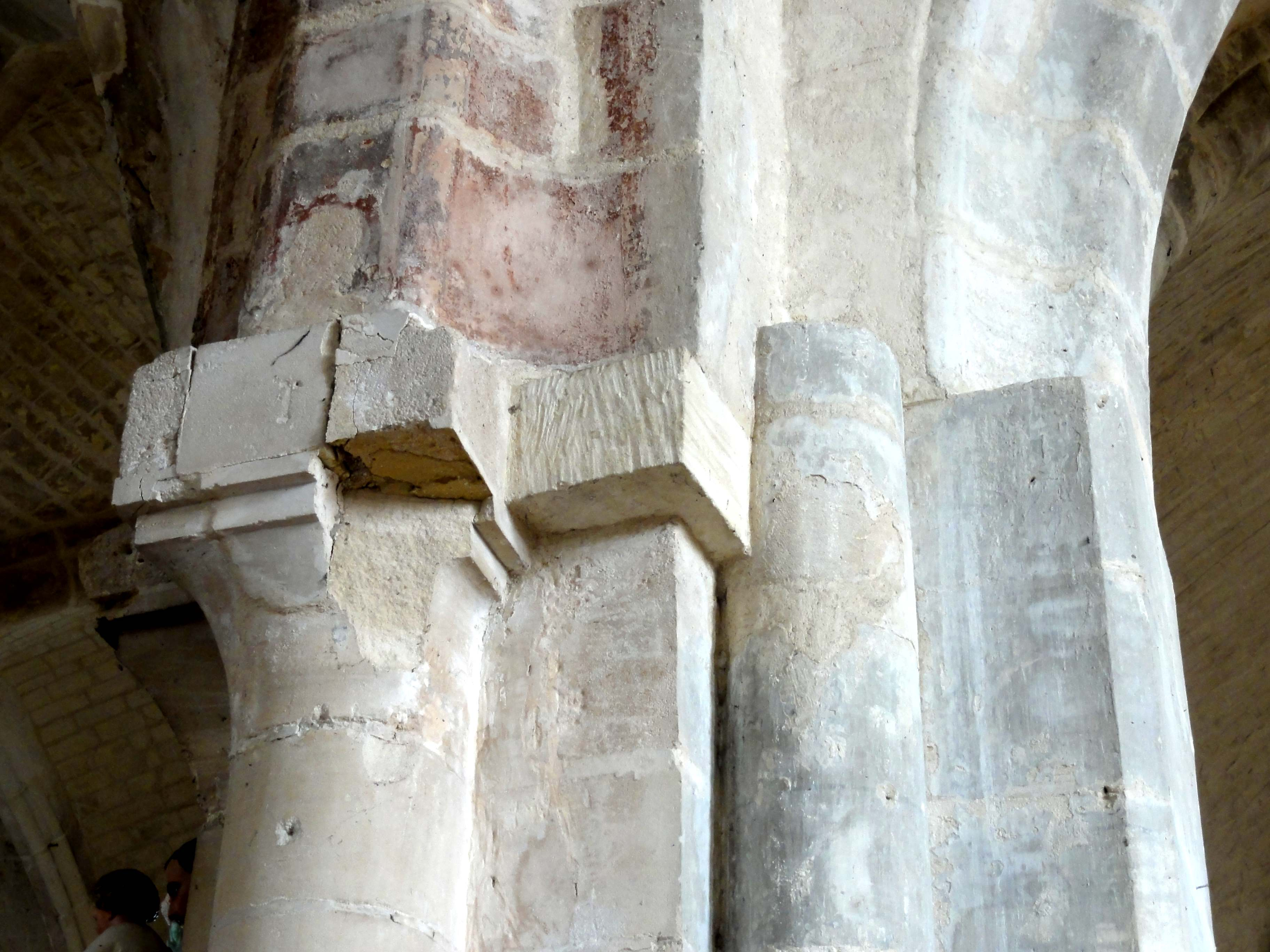
Pile nord-ouest, supports dans l'angle nord-ouest.
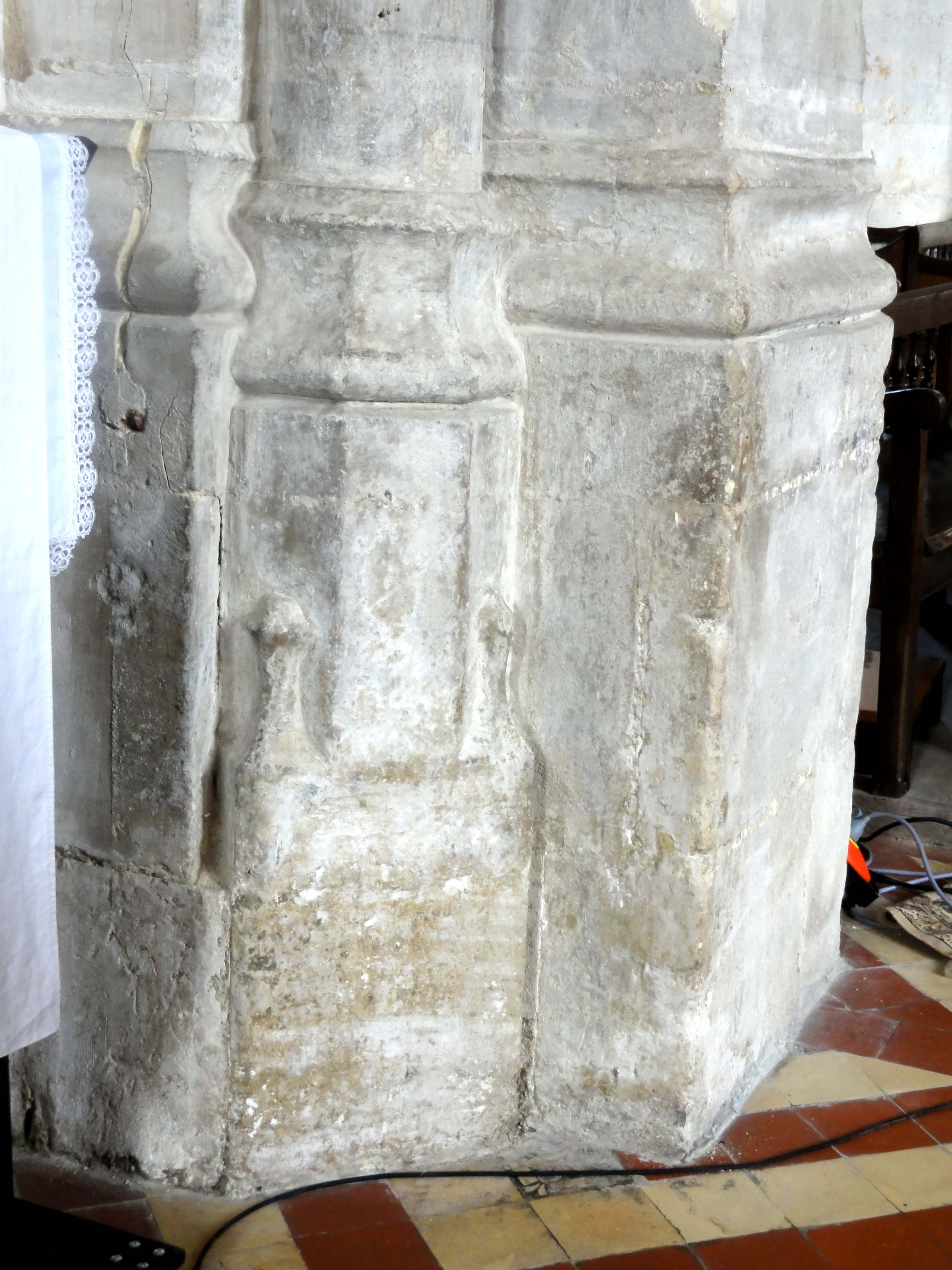
Base flamboyante tardive de la même pile.
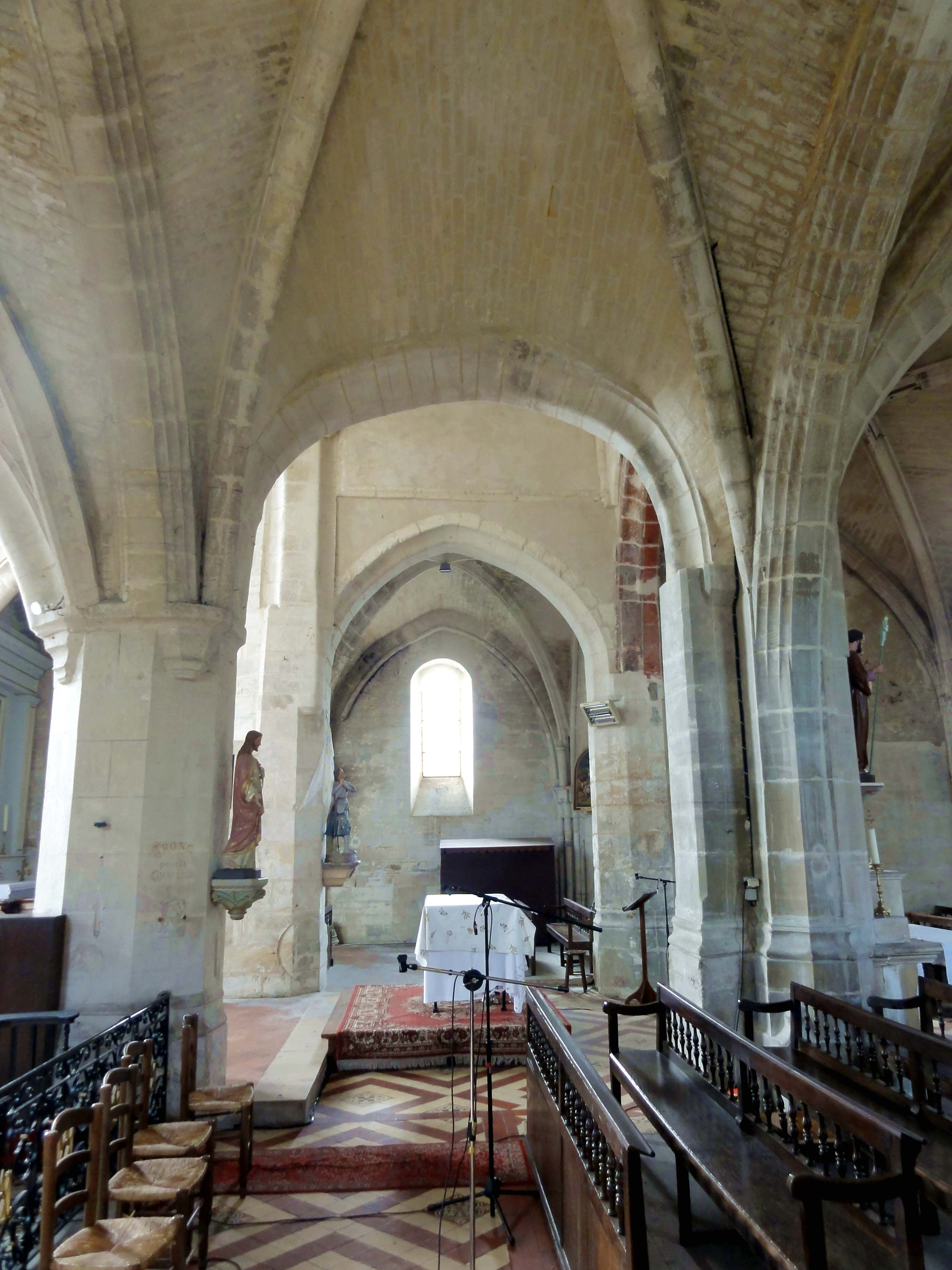
Vue depuis le nord (collatéral nord).
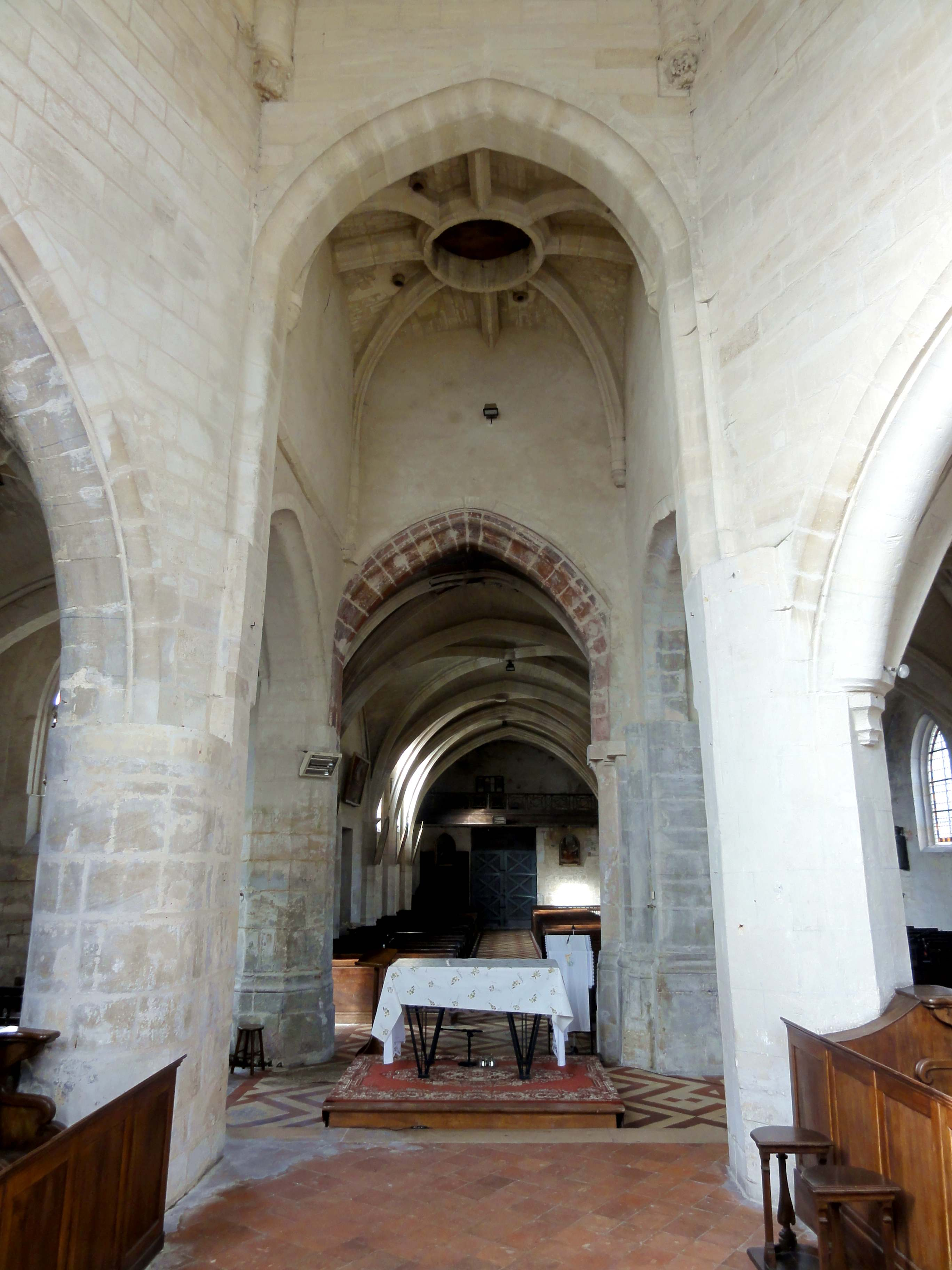
Vue depuis l'est (chœur).
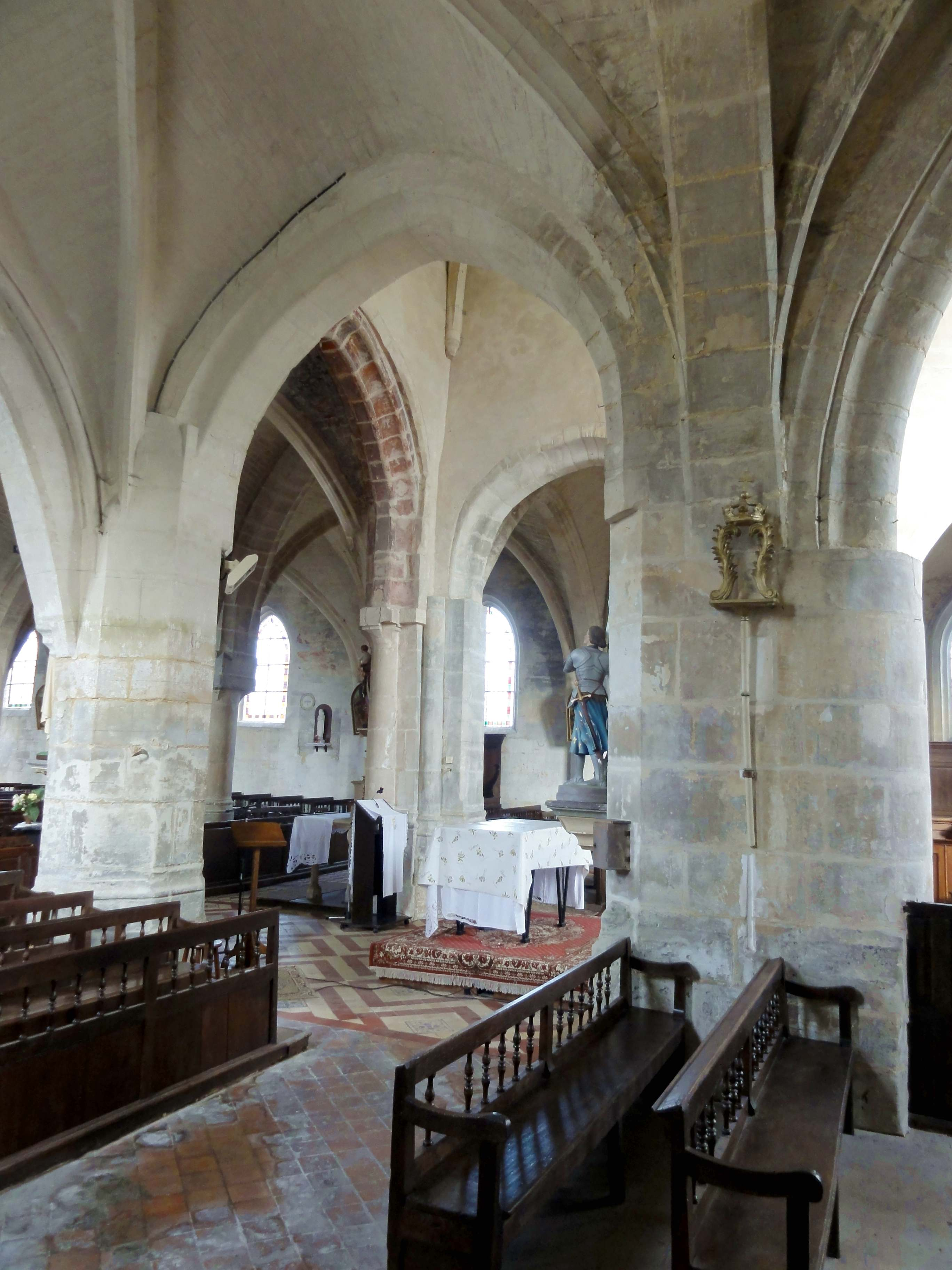
Vue depuis le sud-est (croisillon / chapelle).
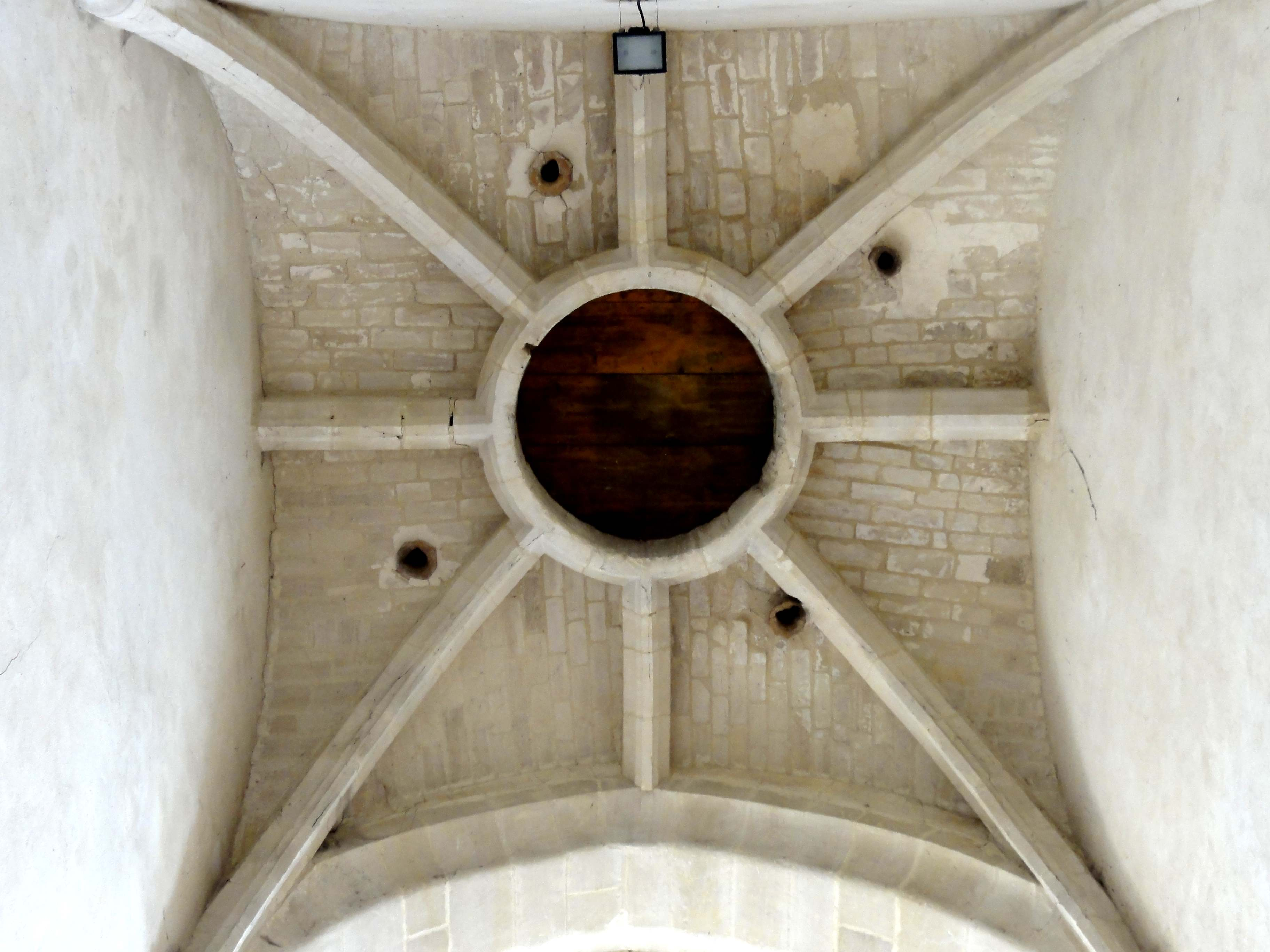
Voûte.

#### Collatéral et chapelle latérale nord

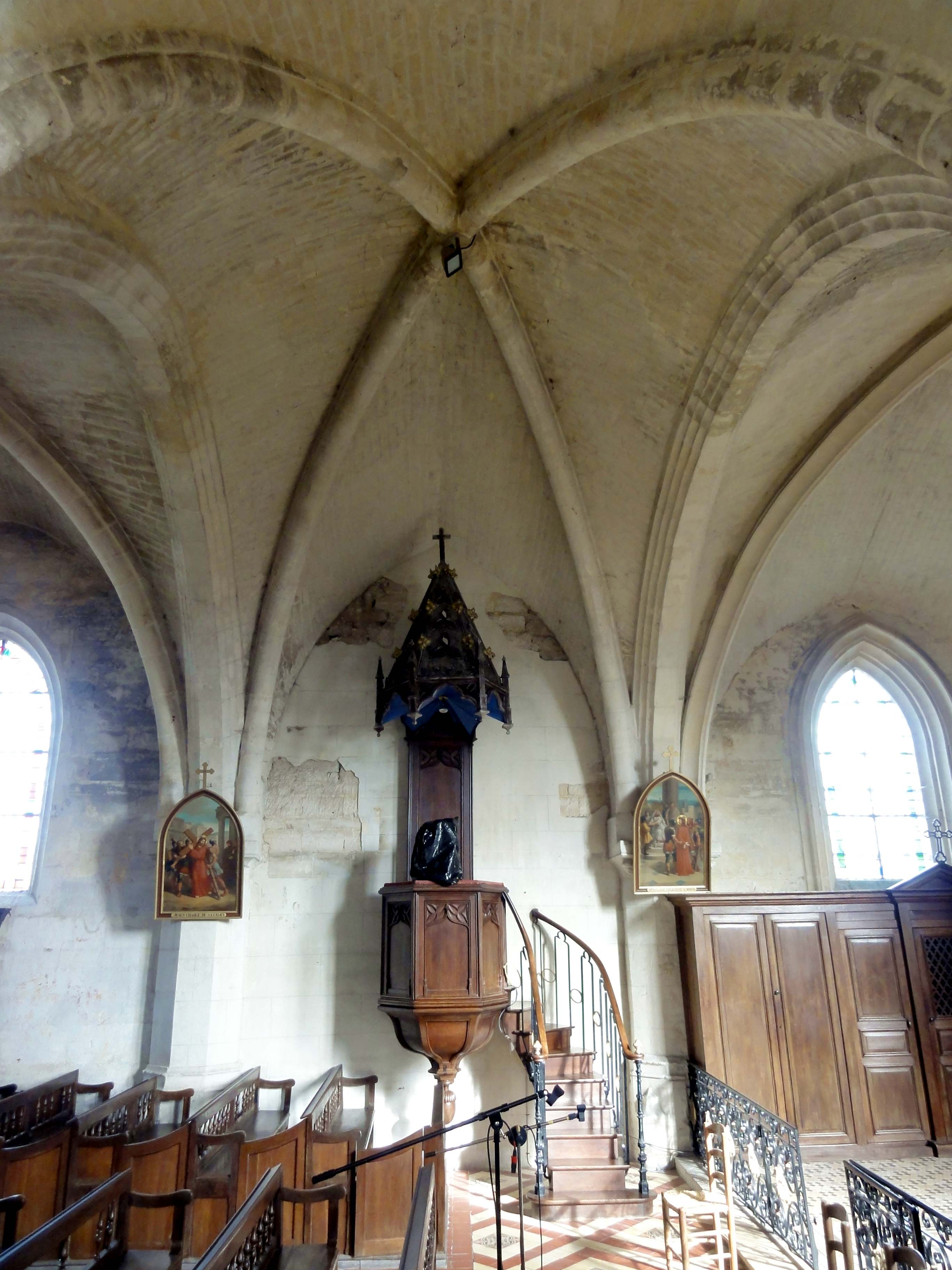
Travée au nord du clocher avec voûte d'ogives des années 1140.

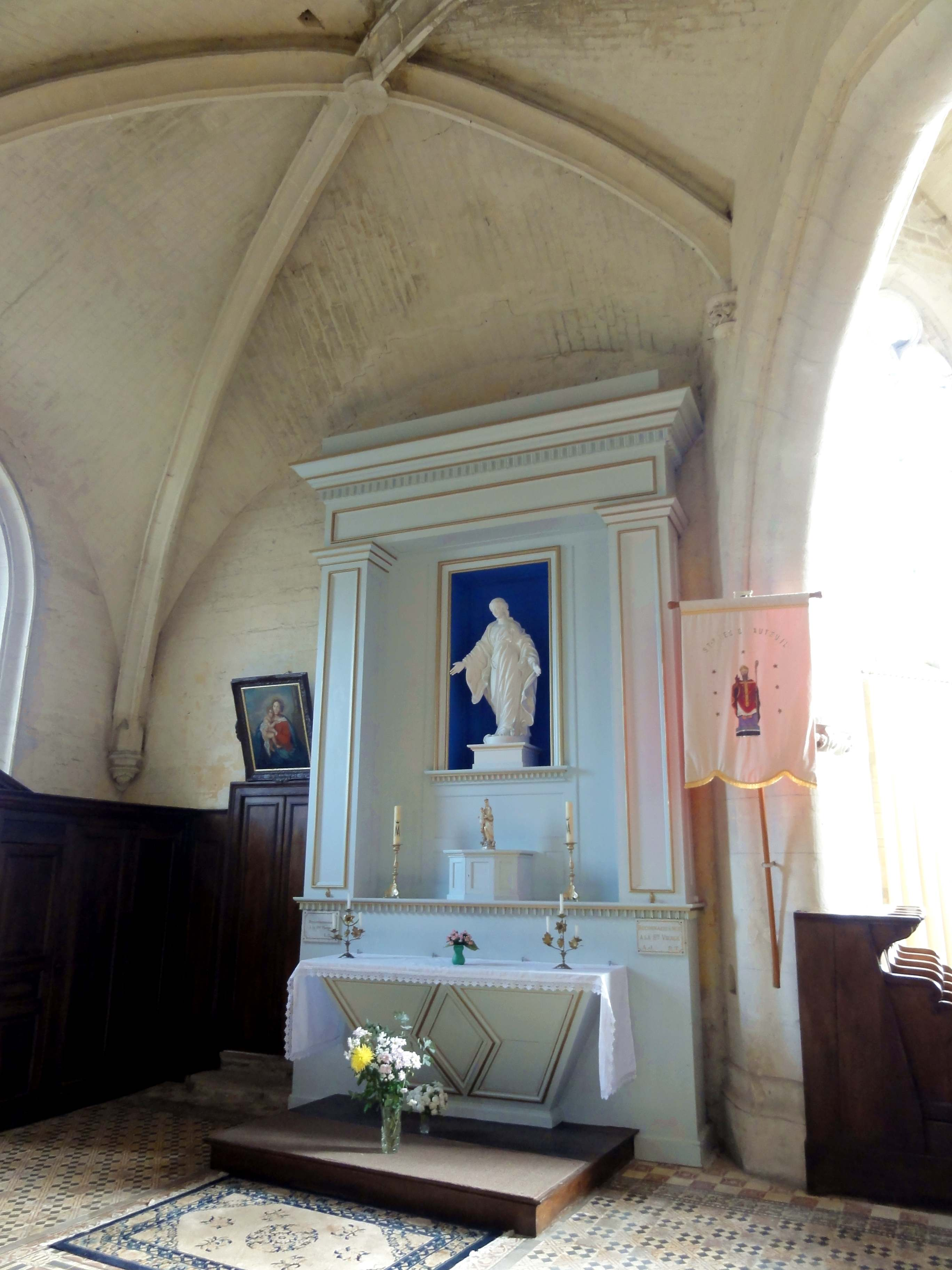
Chevet, autel de la Vierge.

Le collatéral nord de la chapelle, y compris la travée au nord du clocher ou croisillon nord et la chapelle latérale au nord de la première travée du chœur, comporte au total sept travées. Elles proviennent d'au moins deux campagnes de construction bien distinctes, l'une pendant les années 1140, et l'autre pendant le premier tiers du XVIe siècle. Le mur gouttereau nord est néanmoins tout à fait droite. La quatrième travée et les deux travées qui succèdent conservent des voûtes d'ogives romanes, ou plutôt des ogives romanes, car les voûtains de la quatrième et de la cinquième travée auraient été remplacés au XVIe siècle selon Dominique Vermand. Seule la voûte au nord du clocher remonte donc à la période romane dans son intégralité. Les ogives romanes de Cauvigny se caractérisent par leur profil monotorique assez épais ; l'absence de formerets ; et un fort bombement, c'est-à-dire, la clé de voûte se situe plus haut que les sommets des arcs d'inscription, et les lignes de faîte de la voûte sont incurvées. Même la voûte de la cinquième travée est appareillée très régulièrement, perpendiculairement au mur et aux arcs d'encadrement. En même temps, le tracé des ogives ne suit pas un arc régulier, mais l'on est plus proche de l'arc brisé que de l'arc en plein cintre. Les clés de voûte ne sont pas décorées. On peut faire le rapprochement avec plusieurs voûtes de l'église d'Ully-Saint-Georges. Dans l'angle sud-ouest de la quatrième travée, l'ogive est reçue sur un petit cul-de-lampe, et dans l'angle sud-est de la même travée, elle s'arrête net un peu avant d'atteindre le bloc cubique qui sert de tailloir au dernier pilier de la nef, vraisemblablement reprise en sous-œuvre en 1646. Devant la pile nord-est du clocher, l'ogive romane retombe sur un tailloir moderne avec les autres nervures. Partout ailleurs, les ogives romanes se fondent dans les piliers,.
Les voûtes flamboyantes du collatéral, que l'on trouve dans les trois premières et la dernière travée, adoptent le profil prismatique complexe et aigu caractéristique de l'époque. Les clés de voûte ne sont pas décorées, ou seulement garnies d'un écusson vierge, et les formerets font défaut. Les deux doubleaux au nord du clocher ont déjà été signalés. Le doubleau précédent est entaillé de deux faibles gorges de chaque côté (au lieu de trois) ; les pourtours des fenêtres en tiers-point, toutes identiques, sont moulurés de la même façon. Enfin, les deux premiers doubleaux affichent un profil prismatique aigu plus sophistiqué, plus représentatif de l'architecture flamboyante. Aucun des doubleaux ne suit les irrégularités des voûtes romanes ; selon les cas, des décrochements sont donc visibles au-dessus des doubleaux. Les supports engagés dans le mur gouttereau sont des piliers carrés aux angles abattus, ce qui correspond à un plan en demi-octogone. Si ces piliers sont munies de plinthes à l'instar de trois des quatre piles du clocher, leur plan au sol est toujours rectangulaire, et la transition vers le plan octogonal s'opère par des doubles plans inclinés. Cette complexité accrue confirme l'antériorité à la reprise en sous-œuvre de trois piles du clocher. Au niveau du quatrième, du cinquième et du sixième doubleau, les piliers engagés possèdent des chapiteaux à la corbeille très basse, fortement élargie vers la gauche et vers la droite, et portant des tailloirs moulurés d'une baguette dégagée et d'une plate-bande. Aux angles des corbeilles, des moulures se profilent, évoquant certains culs-de-lampe de la pile sud-ouest du clocher. Dans trois cas, l'on trouve même des motifs sculptées, à savoir une feuille, une tête humaine et un génie, ces deux derniers motifs excluant la période romane. Deux autres culs-de-lampe existent dans les angles près du chevet. L'un représente une tête humaine, et l'autre des feuillages. Sinon, la sculpture se fait rare en l'église Saint-Martin ; l'on peut seulement signaler la frise de feuillages à l'est de la grande arcade vers le chœur. Pour venir aux piliers, les deux premiers adoptent un plan globalement ovale, et sont légèrement ondulés, alors que le troisième est simplement monocylindrique. Les bases sont celles déjà indiquées pour les piliers engagées. Le quatrième pilier possède un étrange chapiteau assez semblable à ceux engagées dans le mur extérieur. Ici, une maigre feuille d'érable se profile à chaque angle. Aucun auteur ne cite ce chapiteau parmi les éléments romans de l'église, mais sa facture à la marge des courants stylistiques défie la datation.

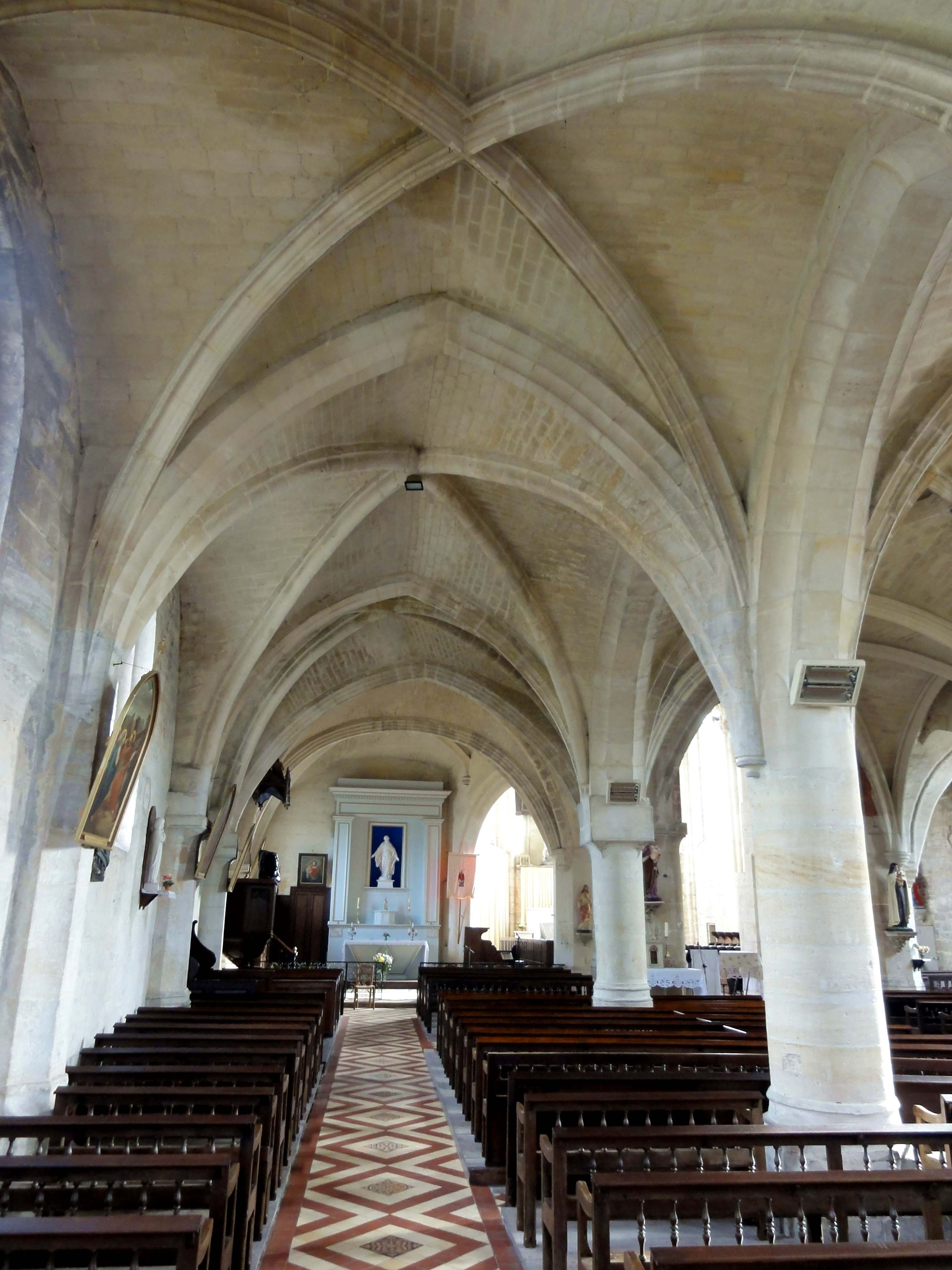
3e travée, vue vers l'est.
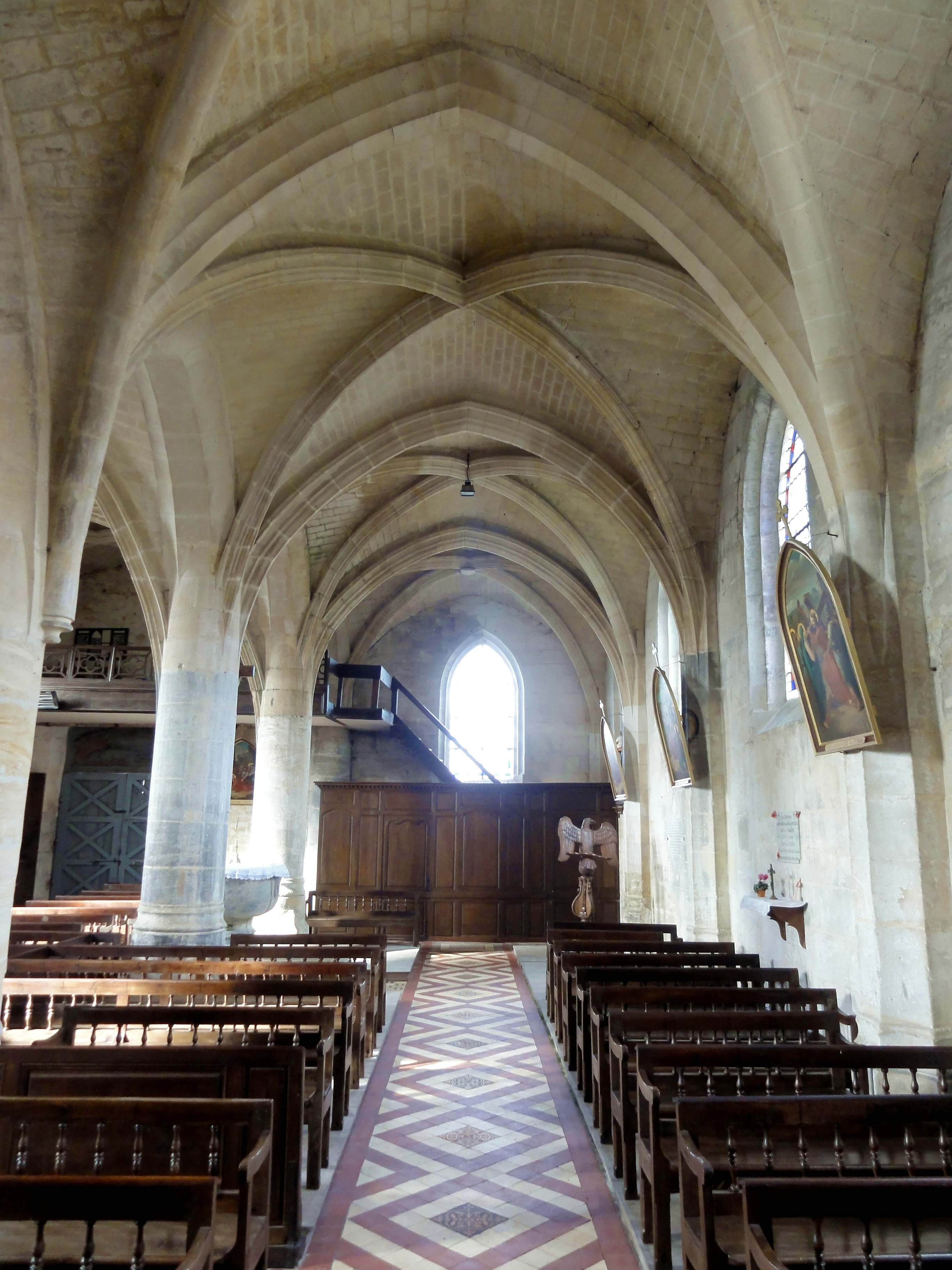
4e travée, vue vers l'ouest.
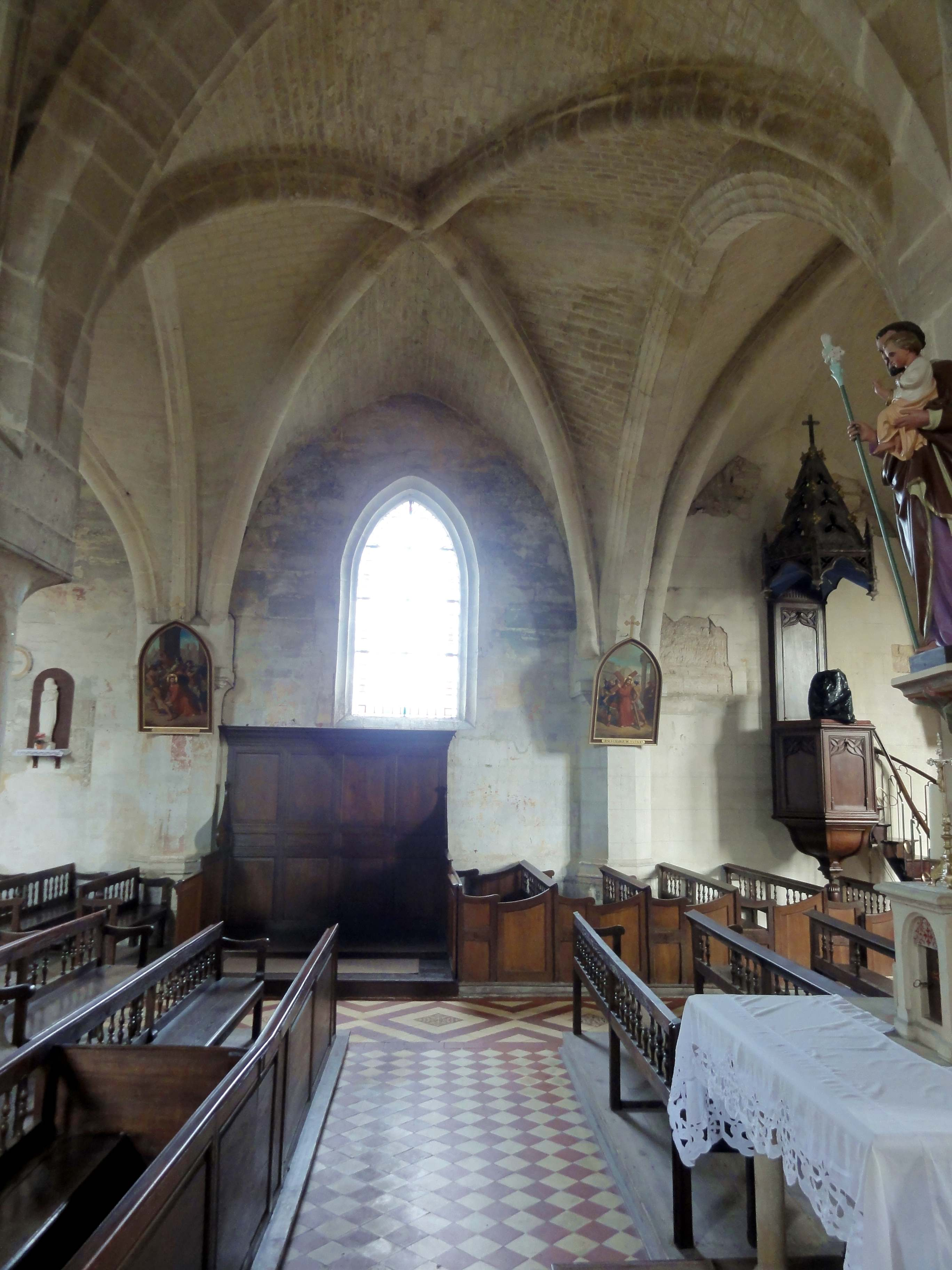
5e travée, vue vers le nord ; ogives romanes.
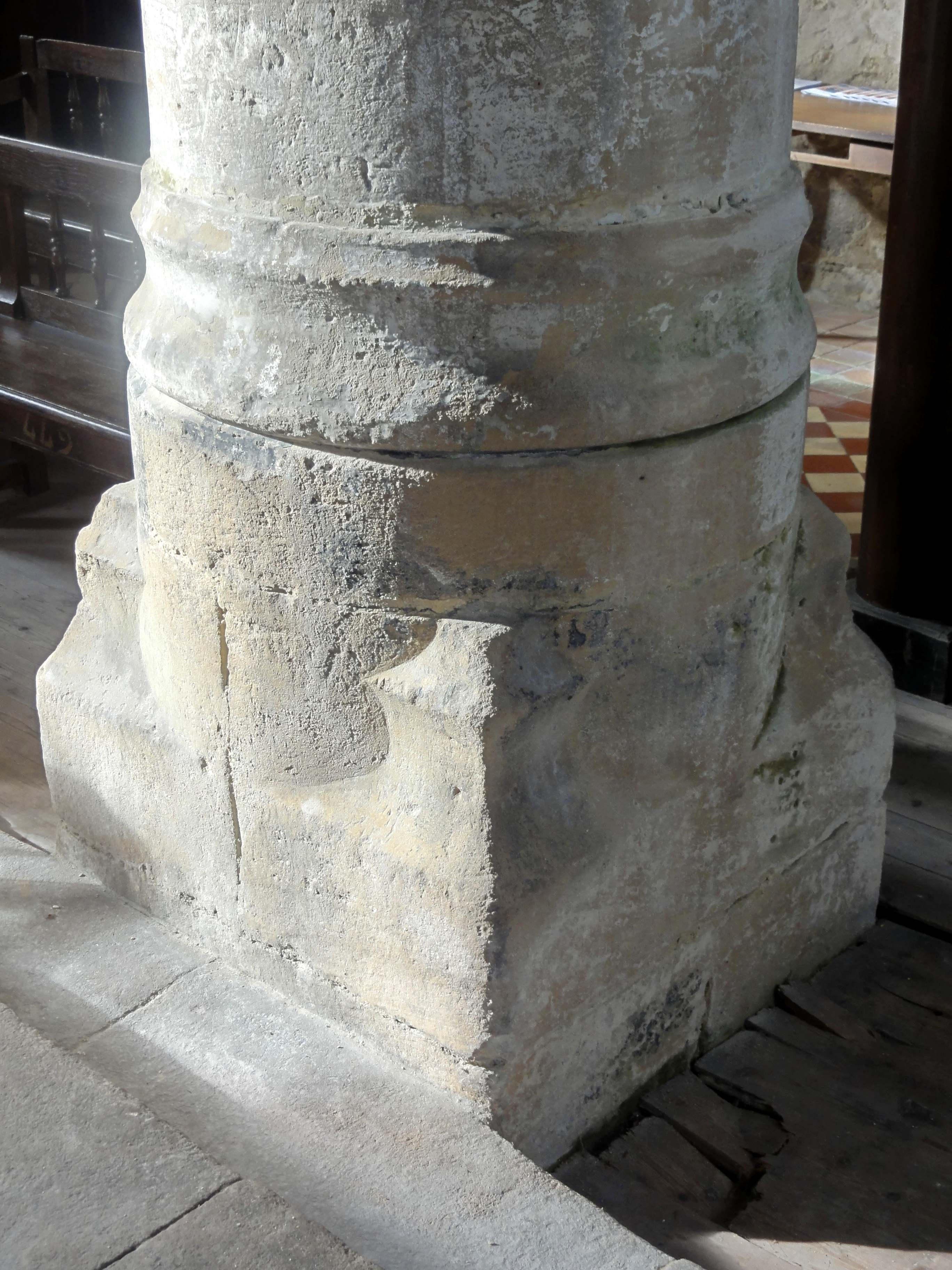
Base et socle flamboyants du 1er pilier.
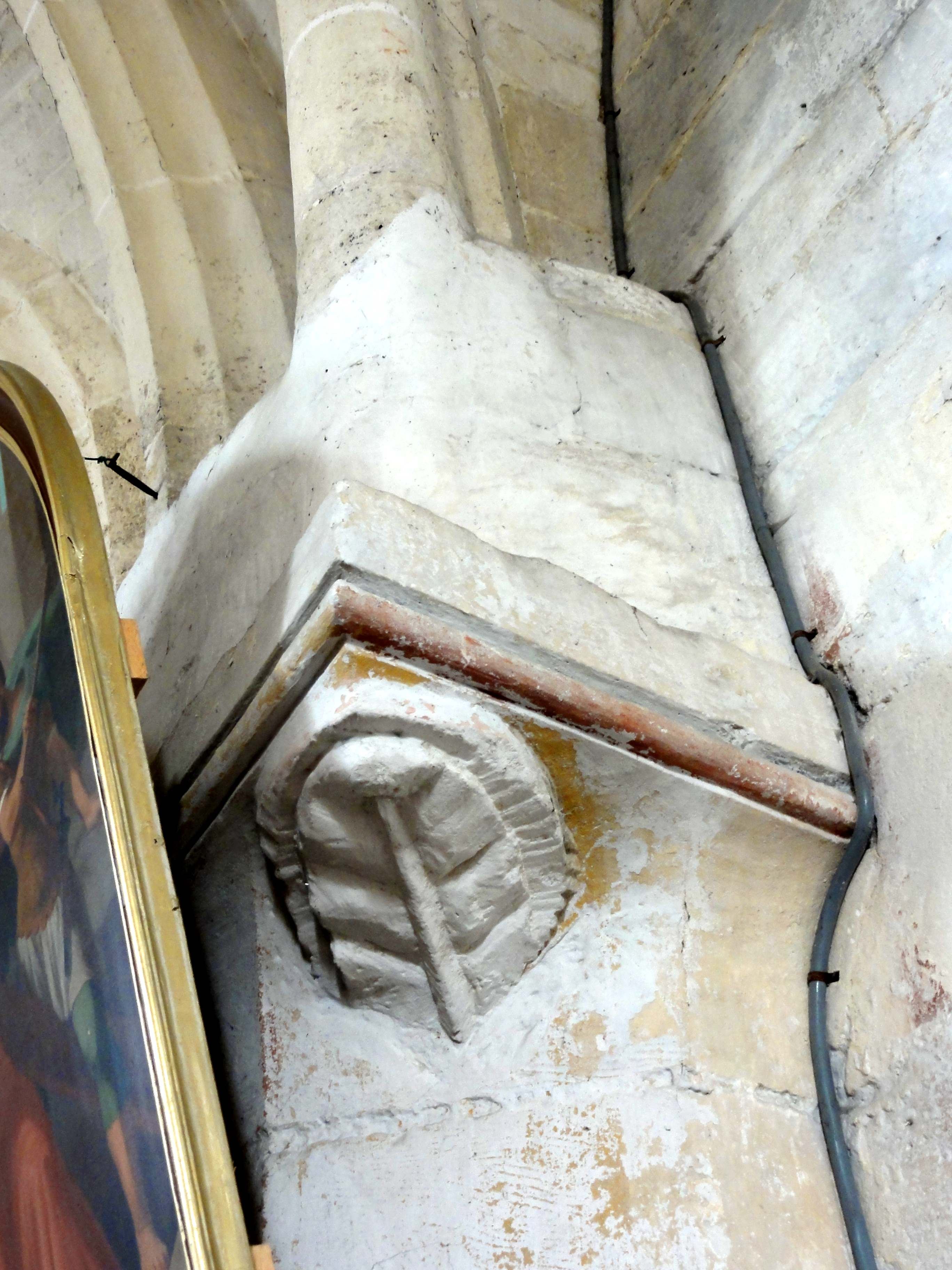
Chapiteau de la 5e travée, angle nord-ouest.
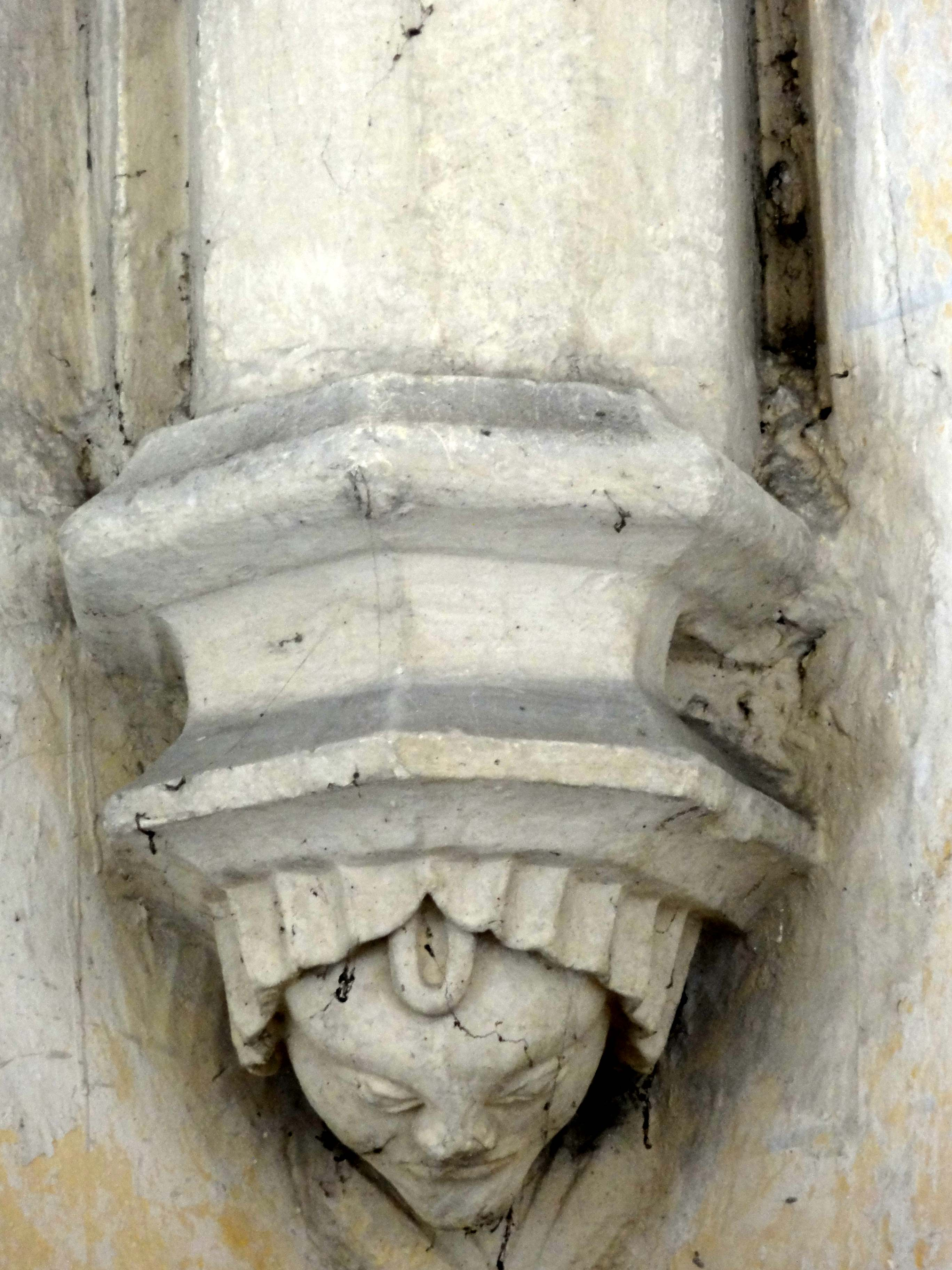
Cul-de-lampe de la 7e travée, angle nord-est.

#### Nef

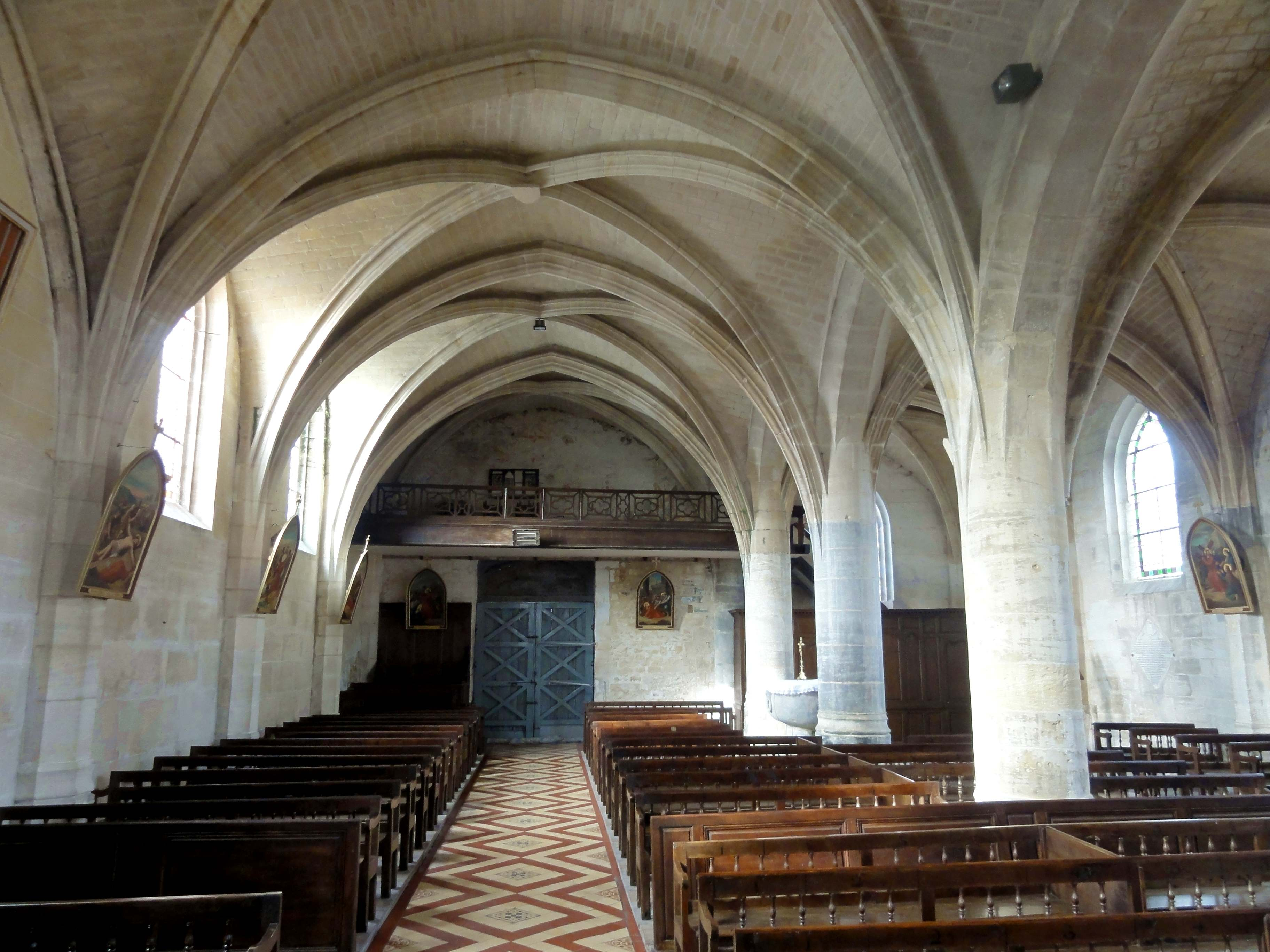
4e travée, vue vers l'ouest.

La nef avait déjà la même longueur au XIe siècle, comme le prouve la position des deux fenêtres bouchées visibles à l'extérieur, près du début et de la fin du mur gouttereau sud. Absolument rien ne subsiste à l'intérieur de l'architecture d'origine, ni même de la campagne de travaux des années 1150 / 1160 : en effet, le plafond ne devait pas être voûté avant le XVIe siècle, et la nef devait se présenter comme une simple salle rectangulaire, ornée tout au plus de peintures murales et d'éléments de charpente sculptés ou moulurés. La nef ne dépasse pas la hauteur, somme tout modeste, du collatéral, et sa largeur est presque équivalente, ce qui permet de parler d'une église à double nef, d'autant plus que le collatéral possède également un autel à son chevet. D'autres exemples d'églises à double nef dans la région sont Allonne, Duvy, Fitz-James, Fleurines, Genainville, Limay et Saintines. L'architecture de la nef n'appelle que peu de remarques. La profondeur inégale des deux dernières travées est fonction des travées contigües du collatéral, qui ont été voûtées en premier lieu. Les quatre piliers appartiennent à trois types différents, déjà décrits dans le contexte du collatéral. Dans le troisième pilier, les nervures ne pénètrent pas parallèlement, mais dessinent un triangle. Les piliers engagés répondent au même modèle que les trois premiers piliers engagés du collatéral, et les doubleaux adoptent le profil prismatique aigu des deux premiers doubleaux du collatéral. Le profil des ogives est calqué sur les voûtes flamboyantes du collatéral. La dernière travée est partagée, au sud, entre un pan de mur et une étroite arcade ouvrant dans la travée triangulaire, qui permet de passer de la nef au croisillon sud. L'arcade proprement dite a la particularité de buter, à l'est, contre le doubleau occidental du croisillon, mais c'est un formeret analogue aux ogives qui délimite la dernière voûte de la nef au sud. Une petite voûte sans nature bien définissable s'insère entre le formeret et l'arcade.

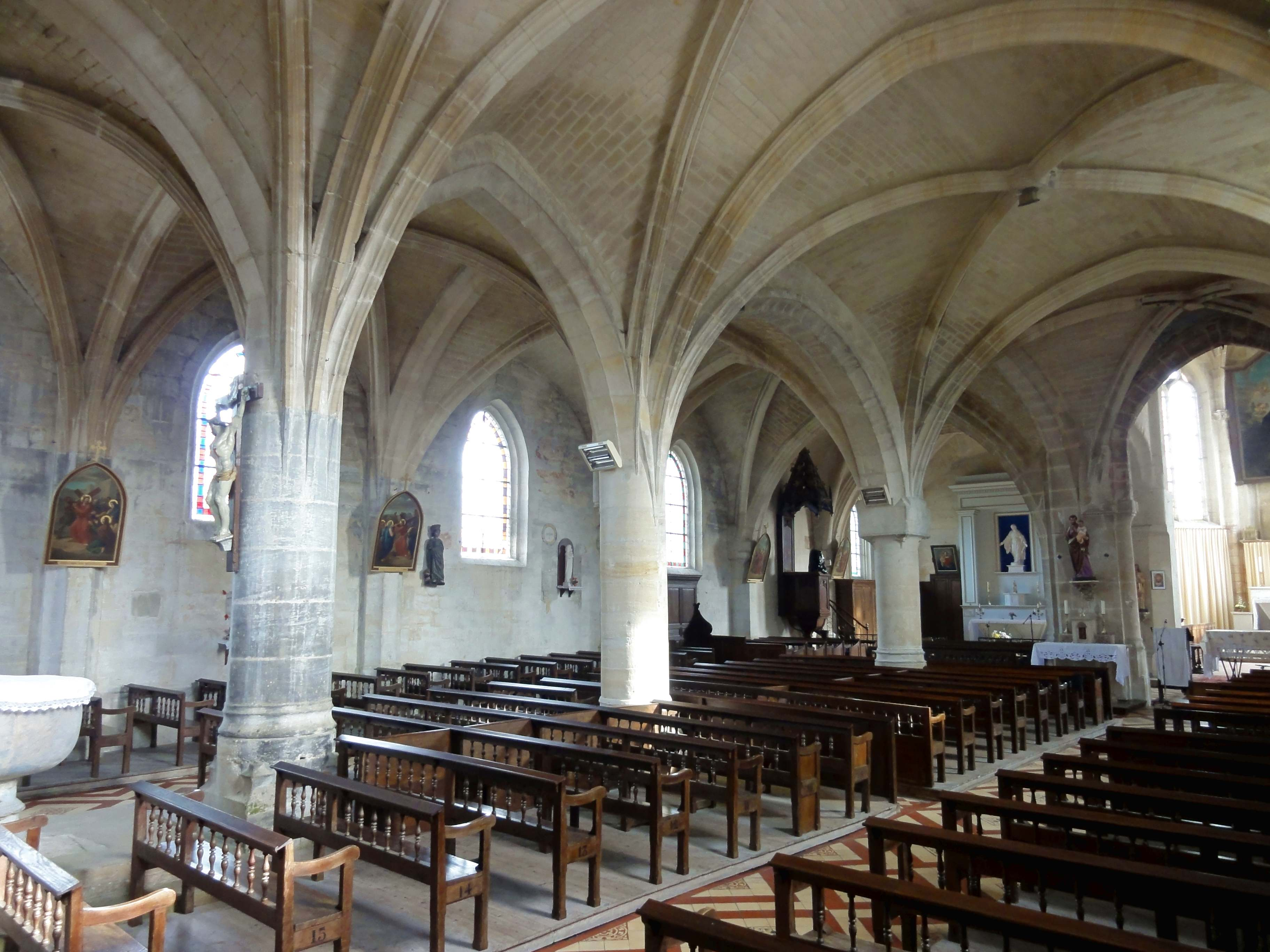
Grandes arcades.
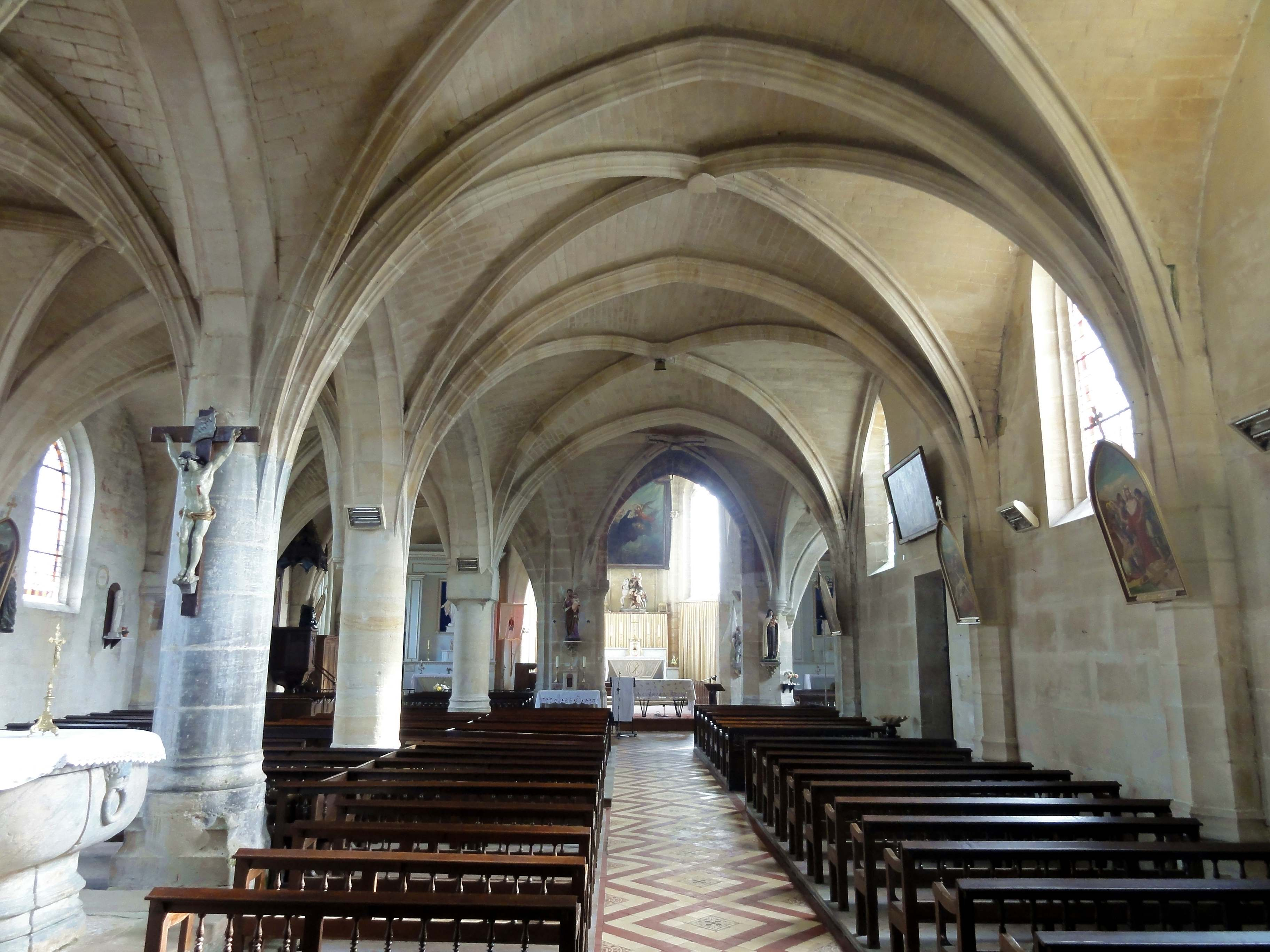
2e travée, vue vers l'est.
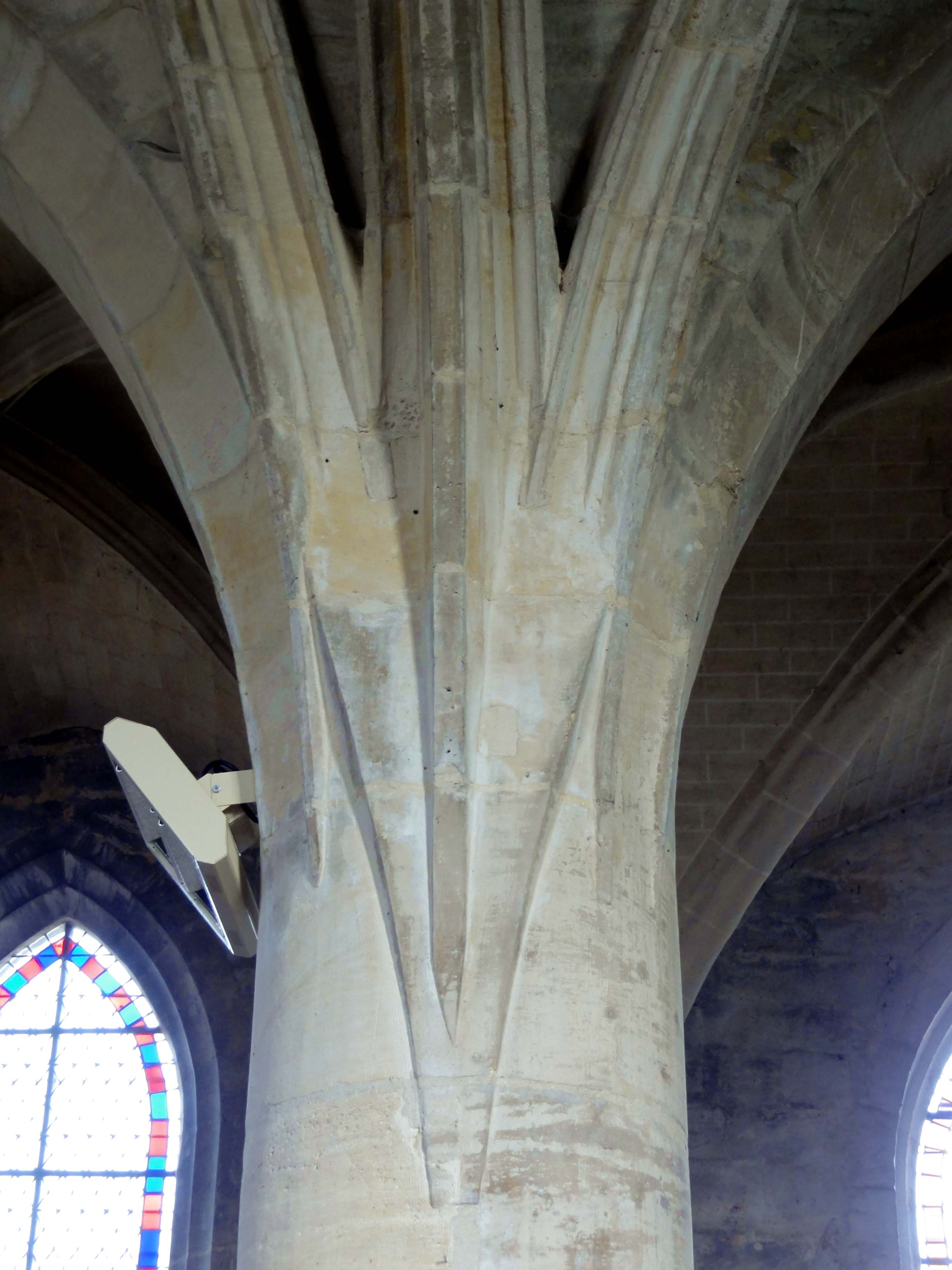
Détail du 3e pilier.
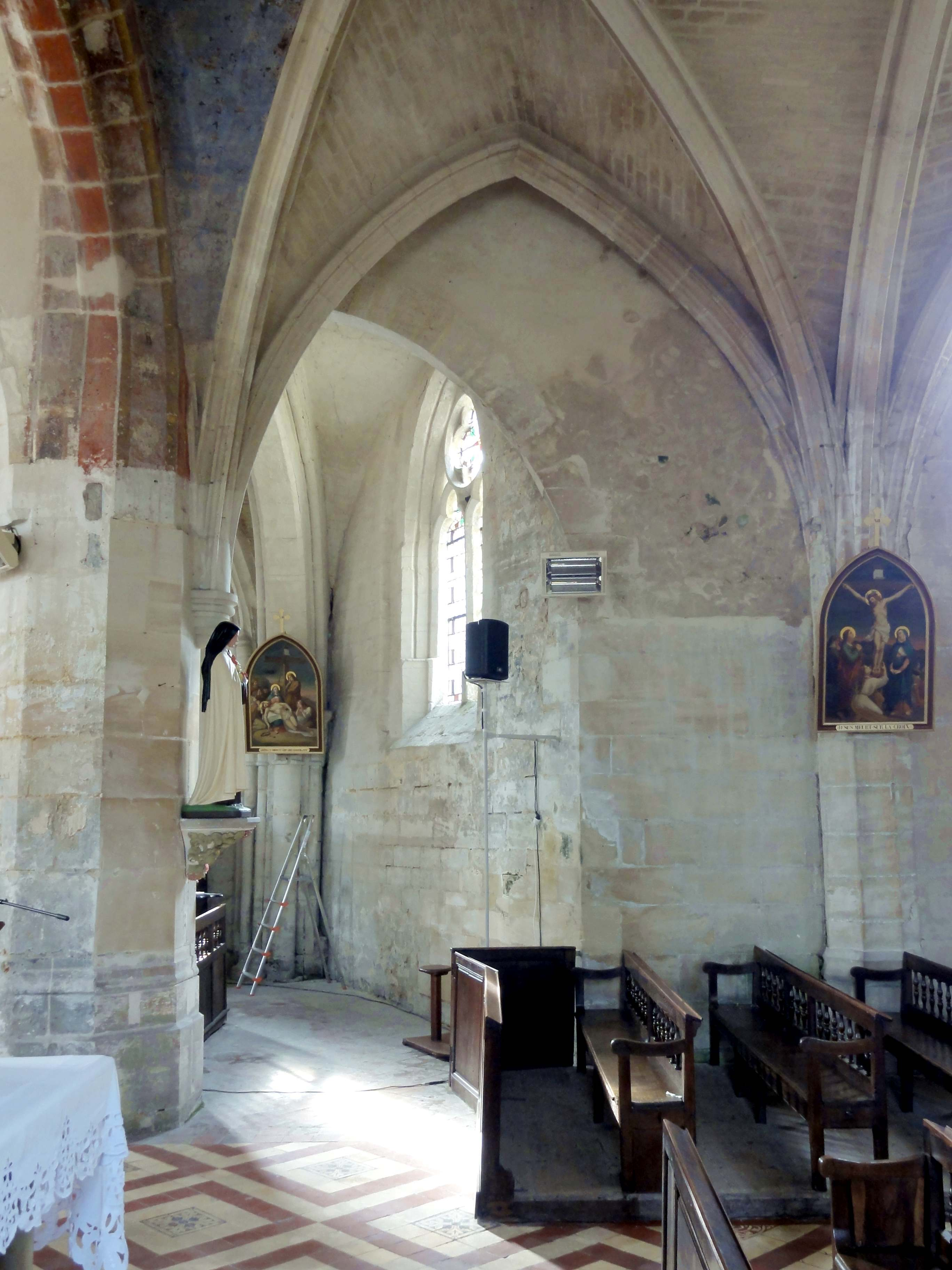
5e travée, vue vers le sud.
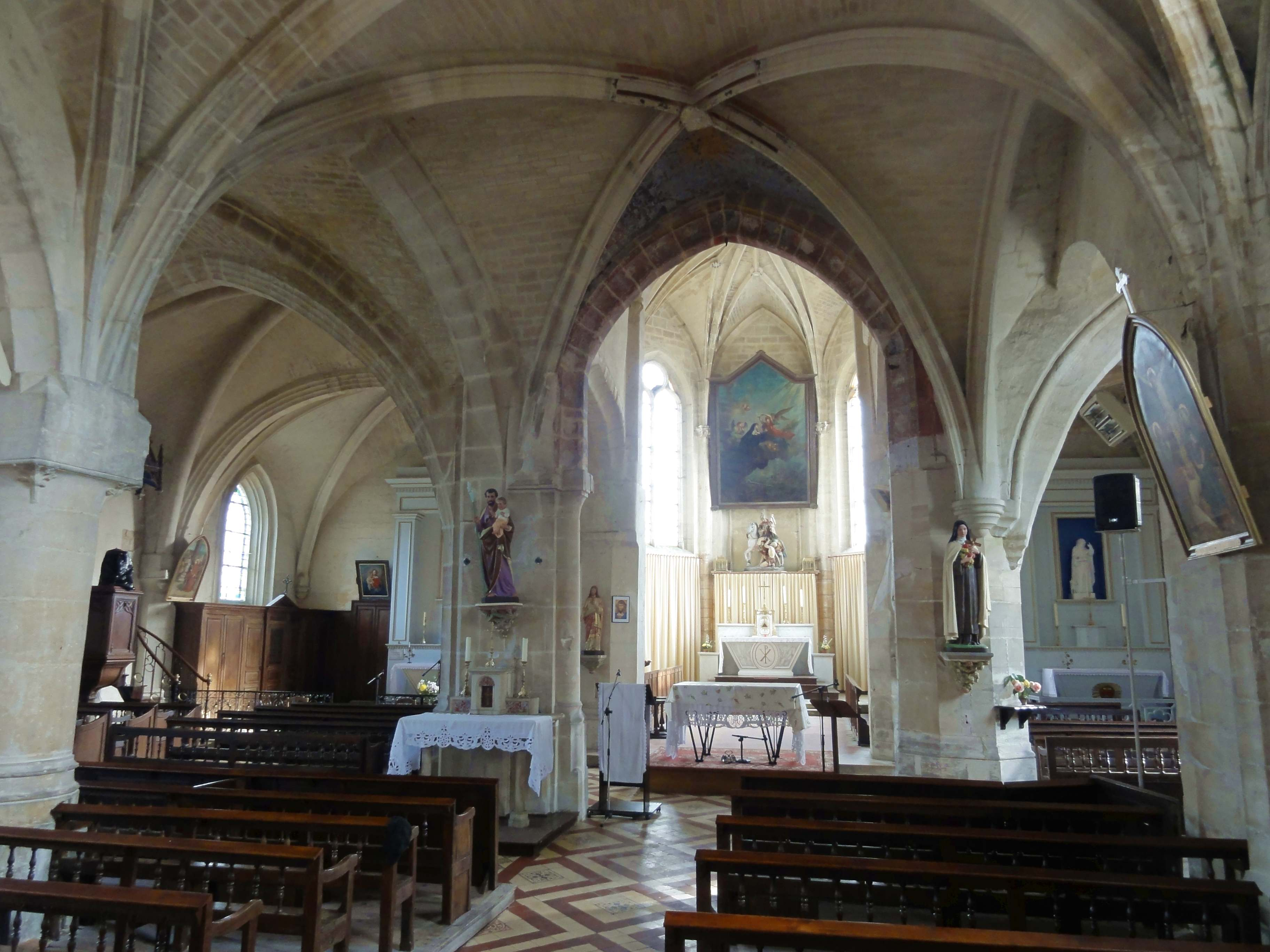
5e travée, vue vers l'est.
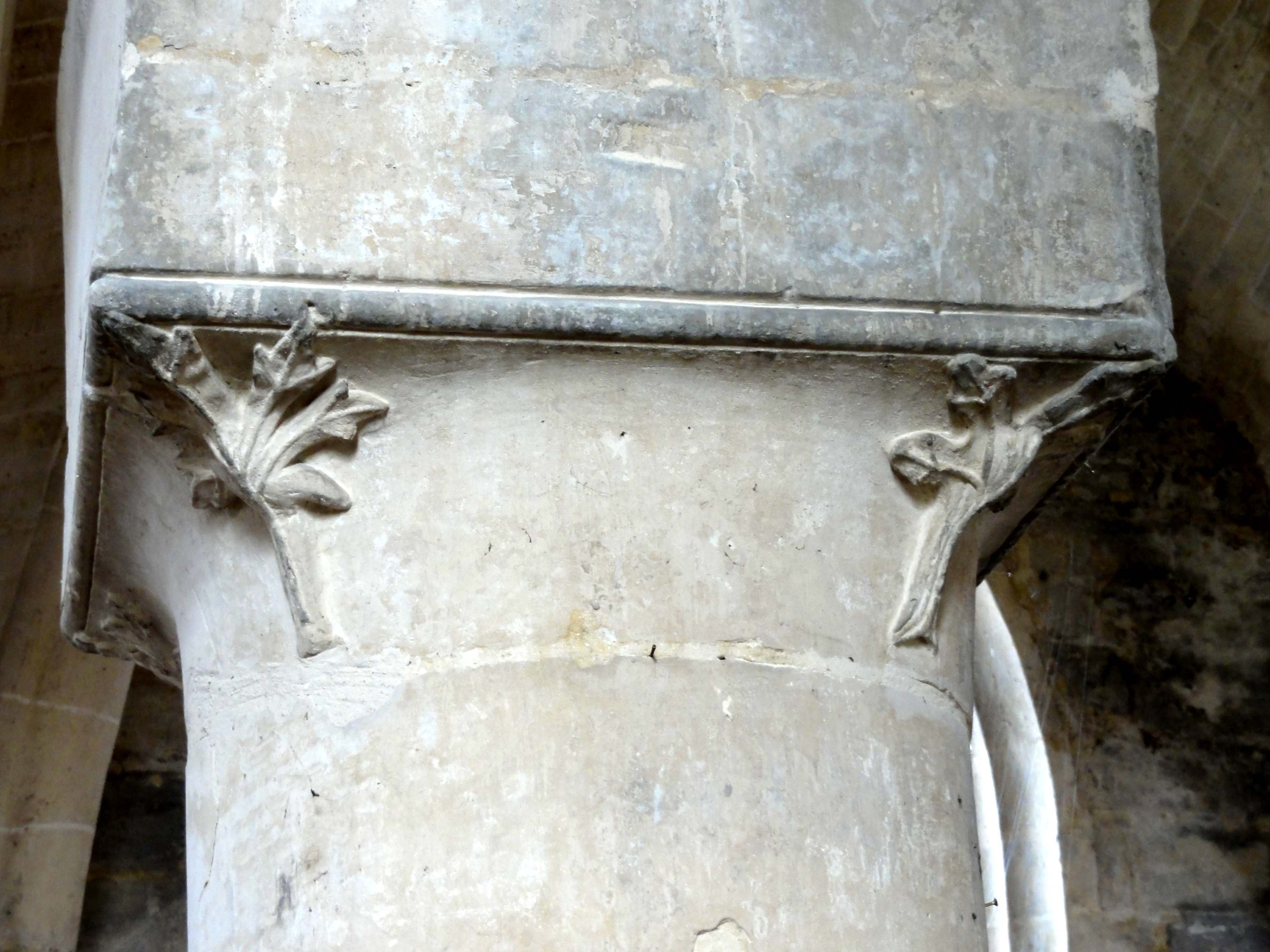
Chapiteau du 4e pilier.

#### Croisillon et chapelle latérale sud

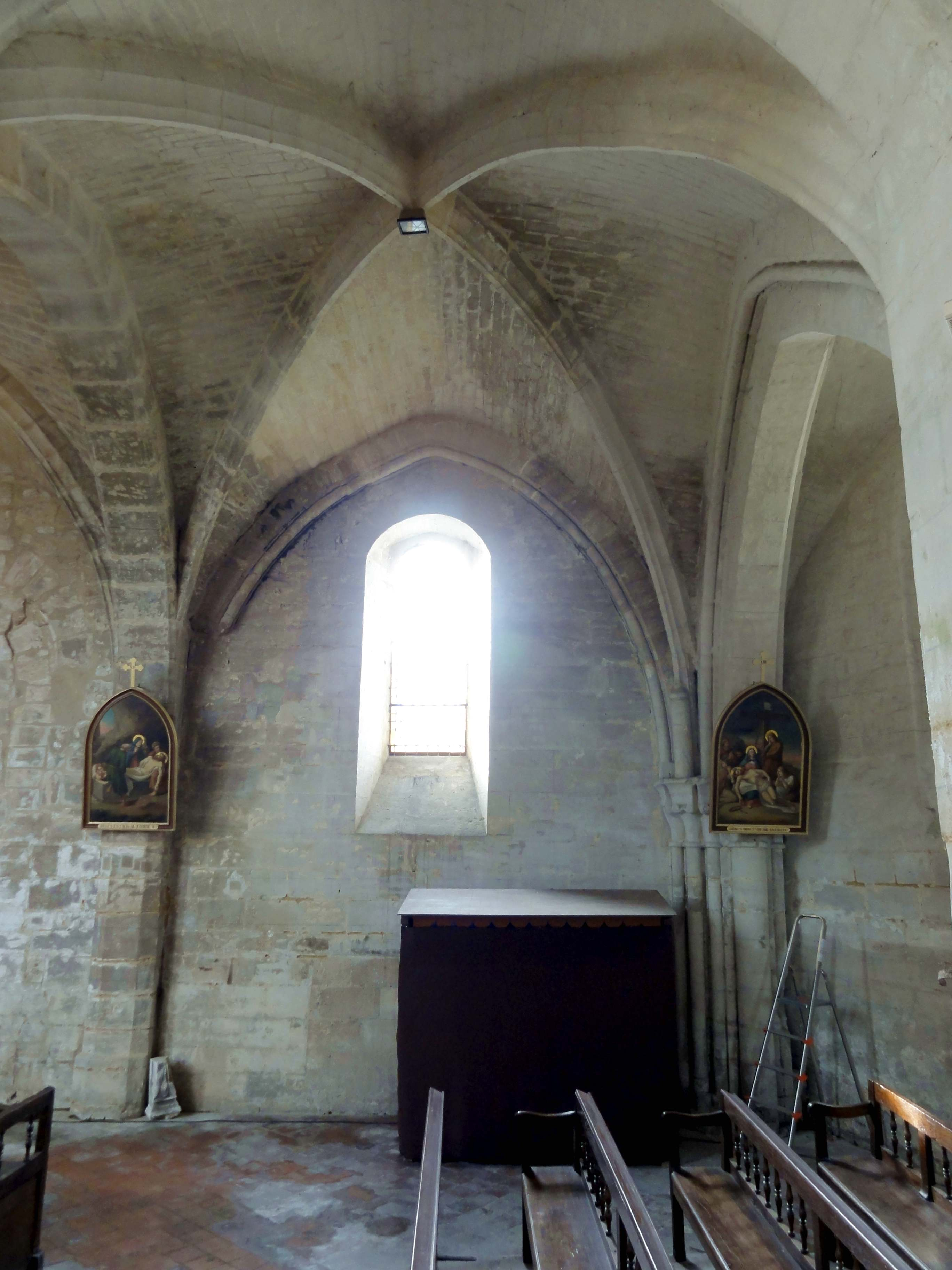
Croisillon, vue vers le sud.

Eugène Woillez, qui a étudié l'église au cours des années 1840, considère le mur extérieur du croisillon sud comme roman. Il note l'irrégularité de l'ébrasement de la fenêtre, pourtant à peine perceptible à l'œil nu, mais aussi son parfait alignement dans l'axe de la travée. La baie se situe à 2,72 m du sol. Un formeret composé d'un rang de claveaux et d'un tore de 10 cm de diamètre existe au droit du mur, et au-dessus du doubleau occidental vers la travée triangulaire. Eugène Woillez n'exclut pas que ce doubleau ait été remanié. C'est un arc en tiers-point non mouluré, et simplement chanfreiné. Dans l'angle sud-ouest du croisillon, soit à droite de la fenêtre, existe un faisceau de colonnettes, dont les fûts ont 2,25 m de hauteur sans les chapiteaux. Il s'agit des seuls supports fasciculés qui existent en l'église Saint-Martin. L'on relève un gros fût correspondant au doubleau, trois minces fûts à gauche et un mince fût à droite, qui sont réservés aux formerets et à l'une des ogives. Les bases ne se sont pas conservées, ou ont toujours été aussi frustes qu'elles se présentent actuellement. Les chapiteaux sont très allongés, et sculptés de feuilles lisses et volutes d'angle. Les tailloirs sont également très hauts, et composés, du haut vers le bas, d'un filet, d'un cavet et d'une plate-bande. La plupart des autres caractéristiques du croisillon et de la chapelle ont déjà été décrits dans le contexte de la base du clocher. Ne restent qu'à mentionner les ogives flamboyantes au profil aigu, et la fenêtre gothique rayonnante de la travée triangulaire. Son remplage des alentours de 1300 est composé de deux lancettes aux têtes trilobées, surmontées d'un quadrilobe, les écoinçons étant ajourés. Les meneaux sont munis de bases, mais pas de chapiteaux. La travée orientale ne possède plus de fenêtre, ce qui est dû à la construction d'une tourelle d'escalier au sud, et l'installation d'un retable au chevet. Dans les deux cas, des fenêtres bouchées demeurent visibles depuis l'extérieur,.

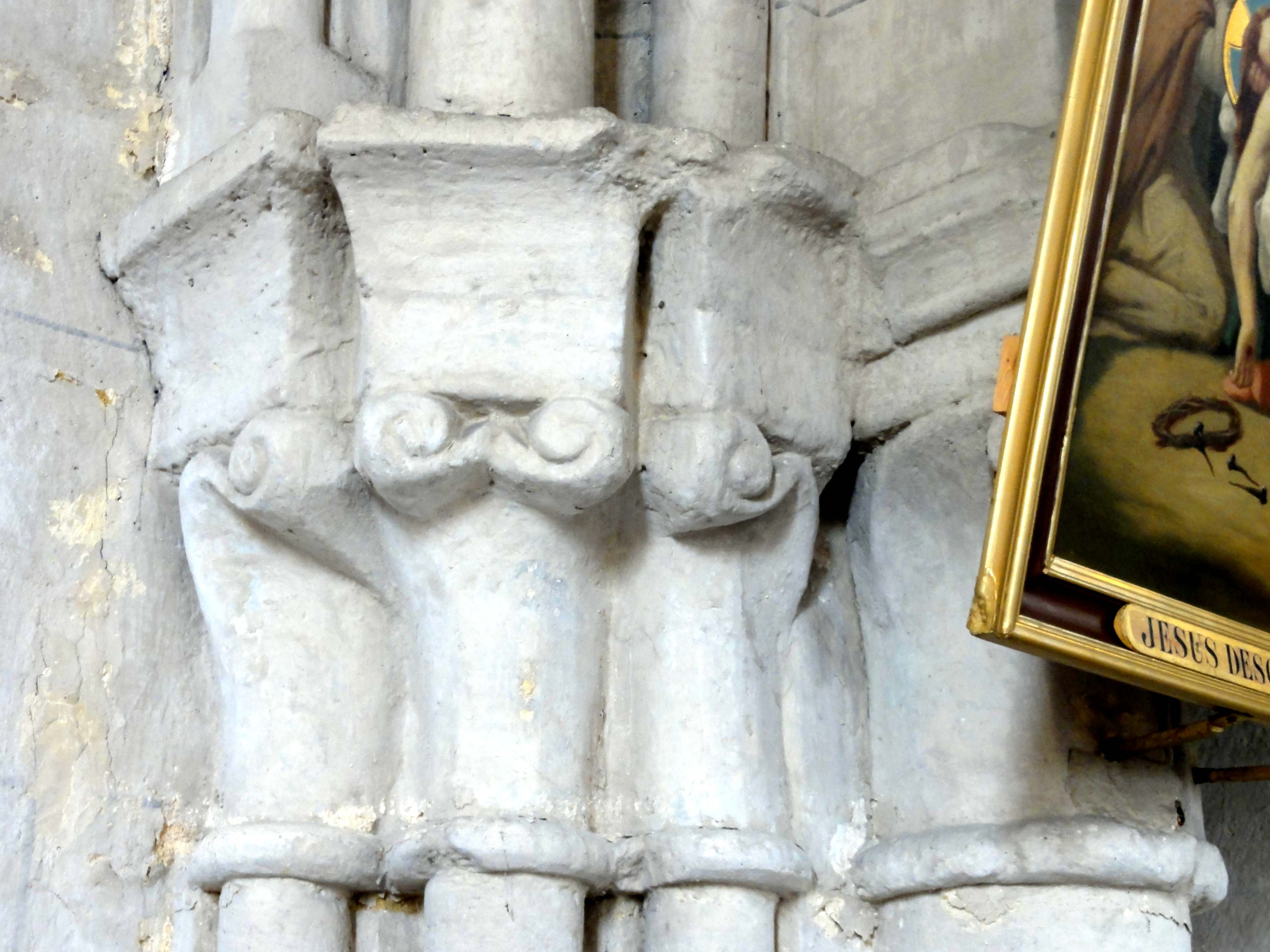
Chapiteaux du croisillon.
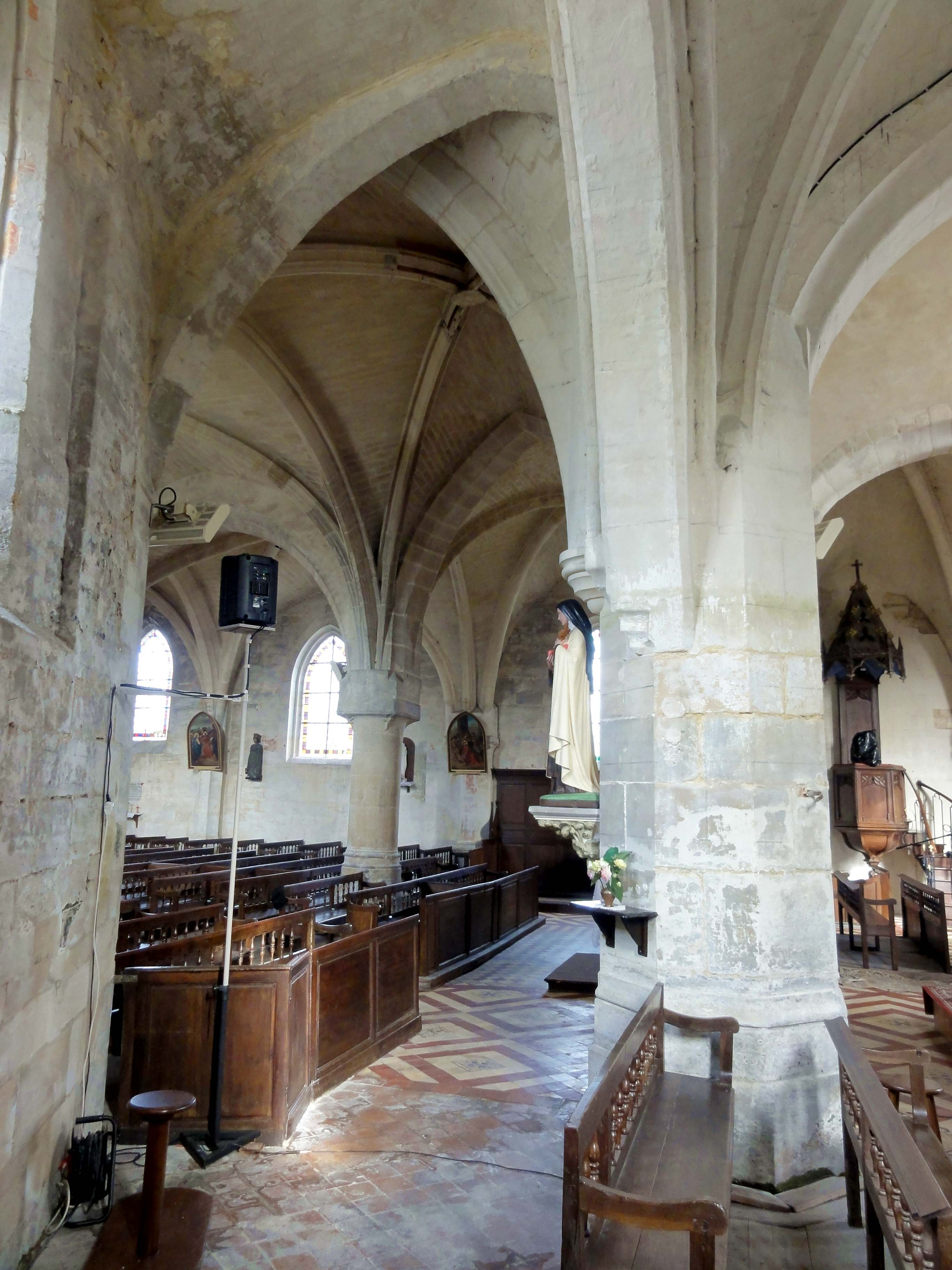
Travée triangulaire.
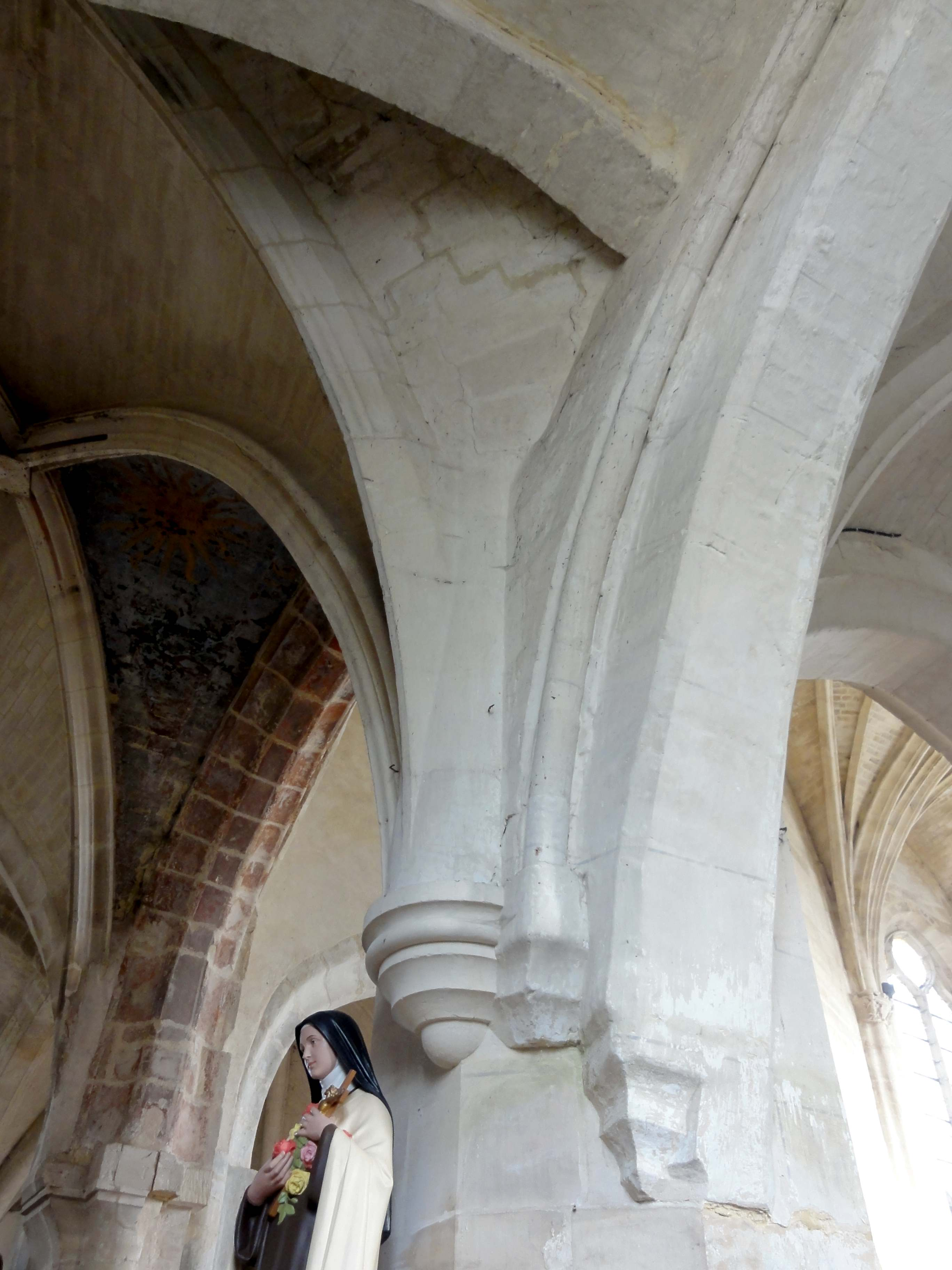
Pile sud-ouest du clocher.
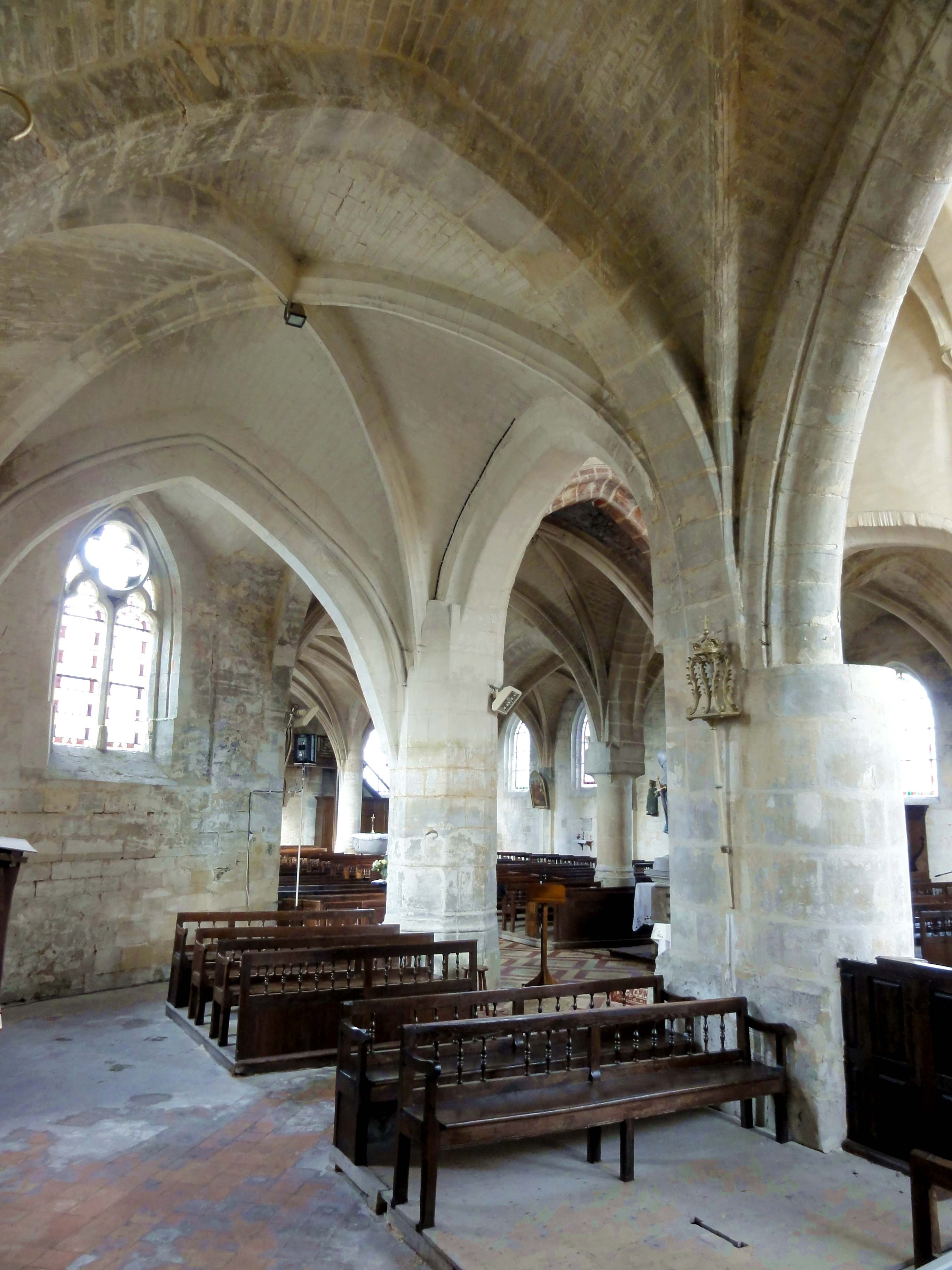
Vue vers l'ouest.
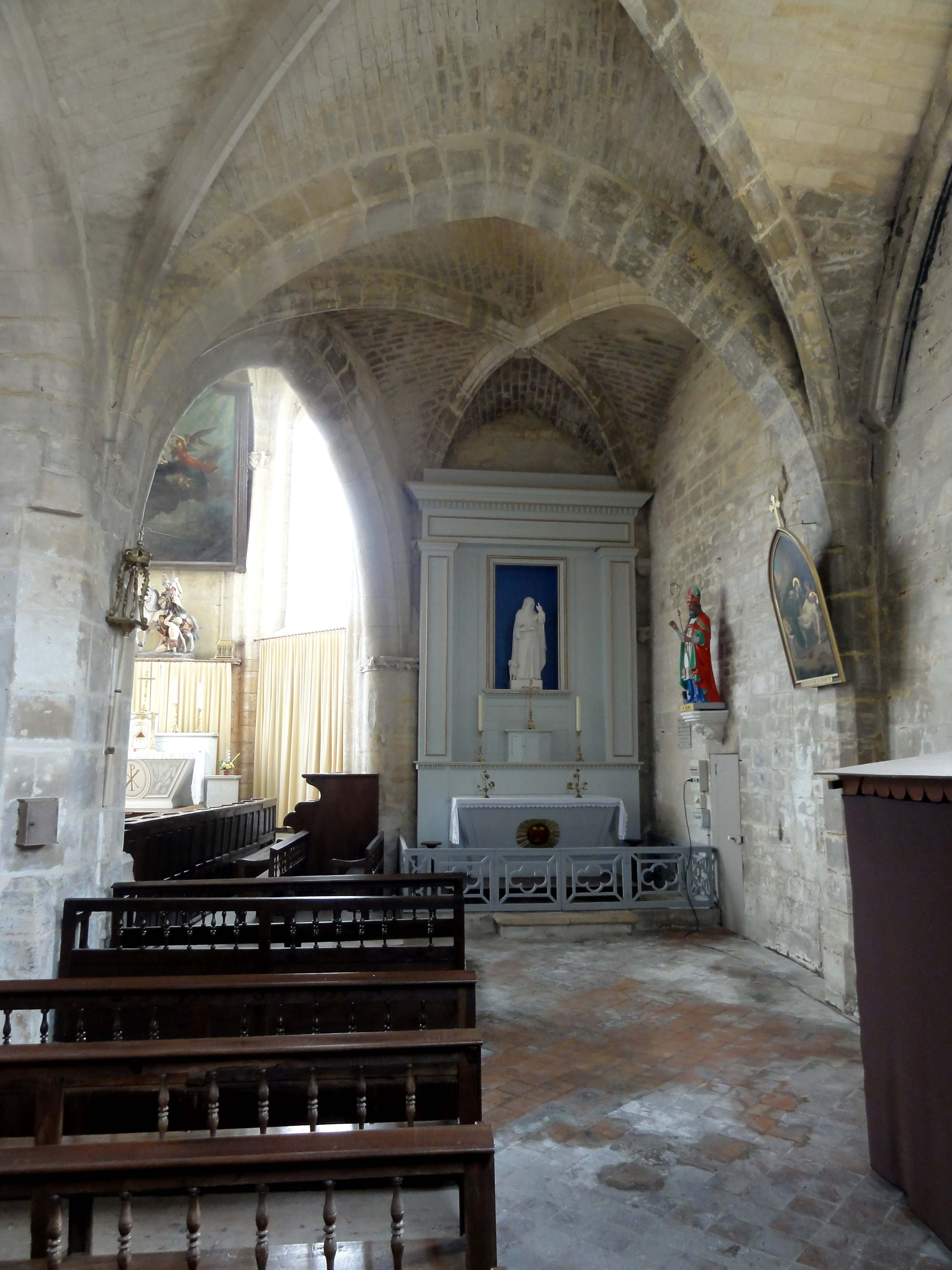
Vue vers l'est.
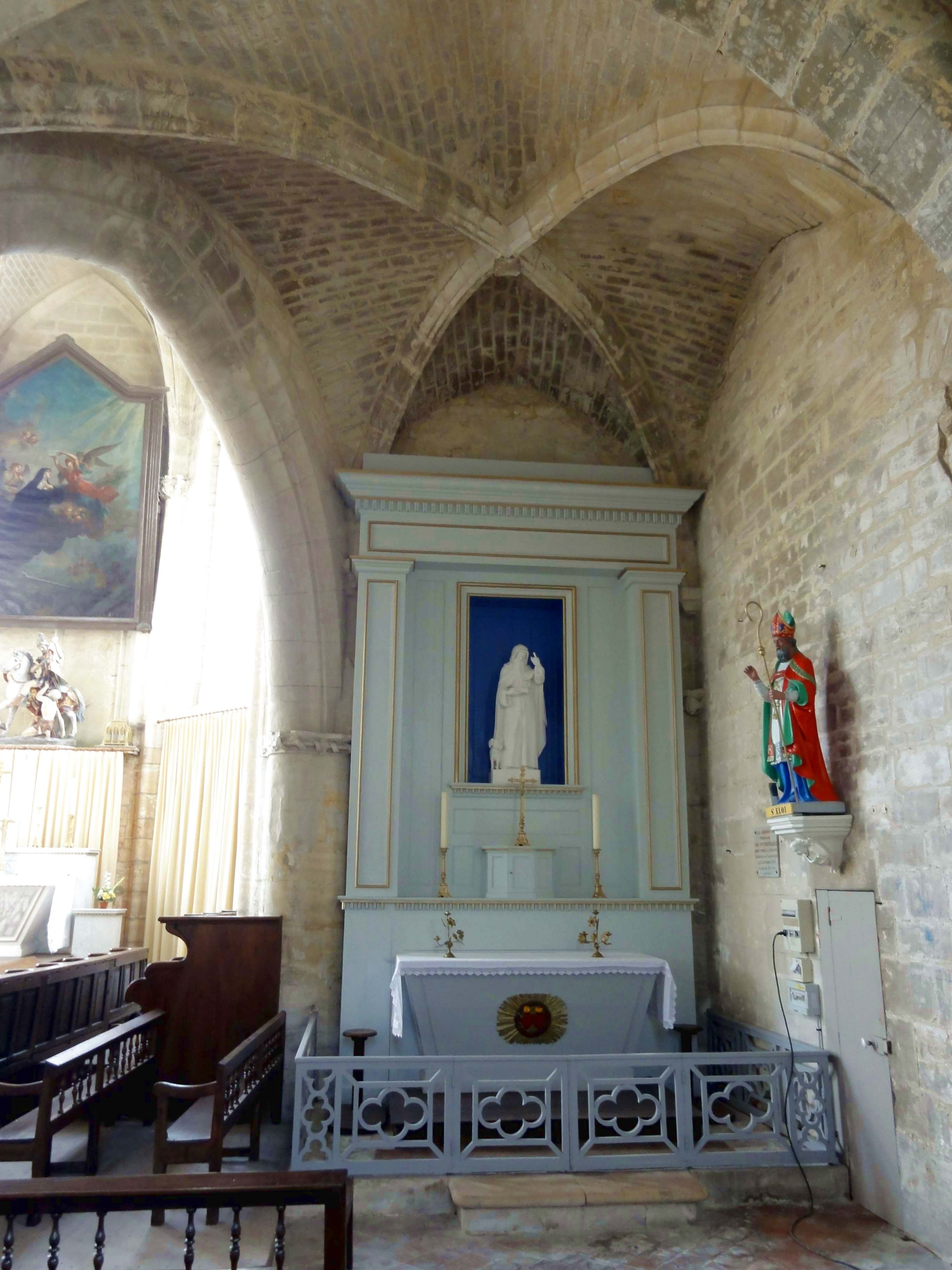
Chevet.

#### Chœur

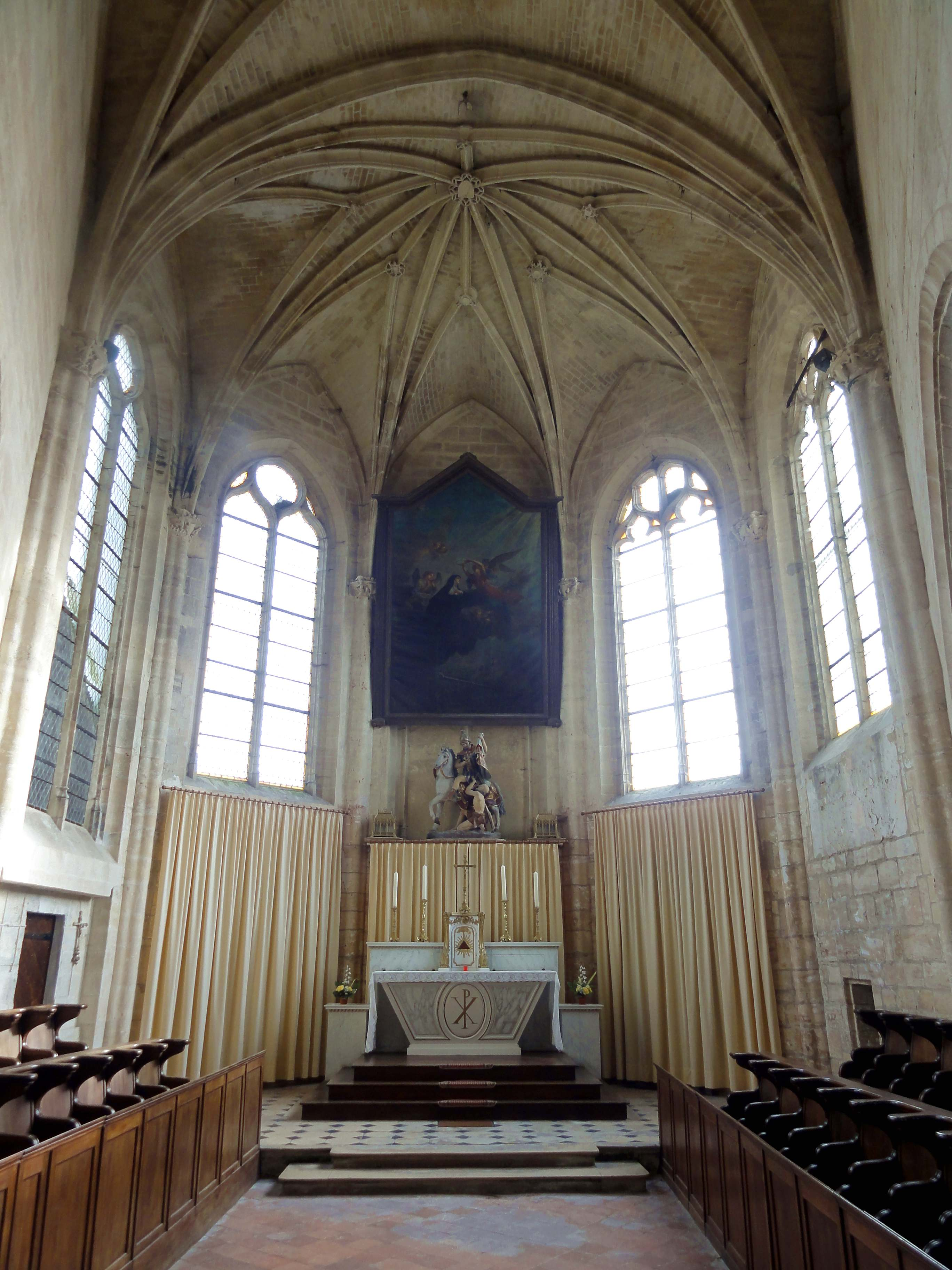
Abside.

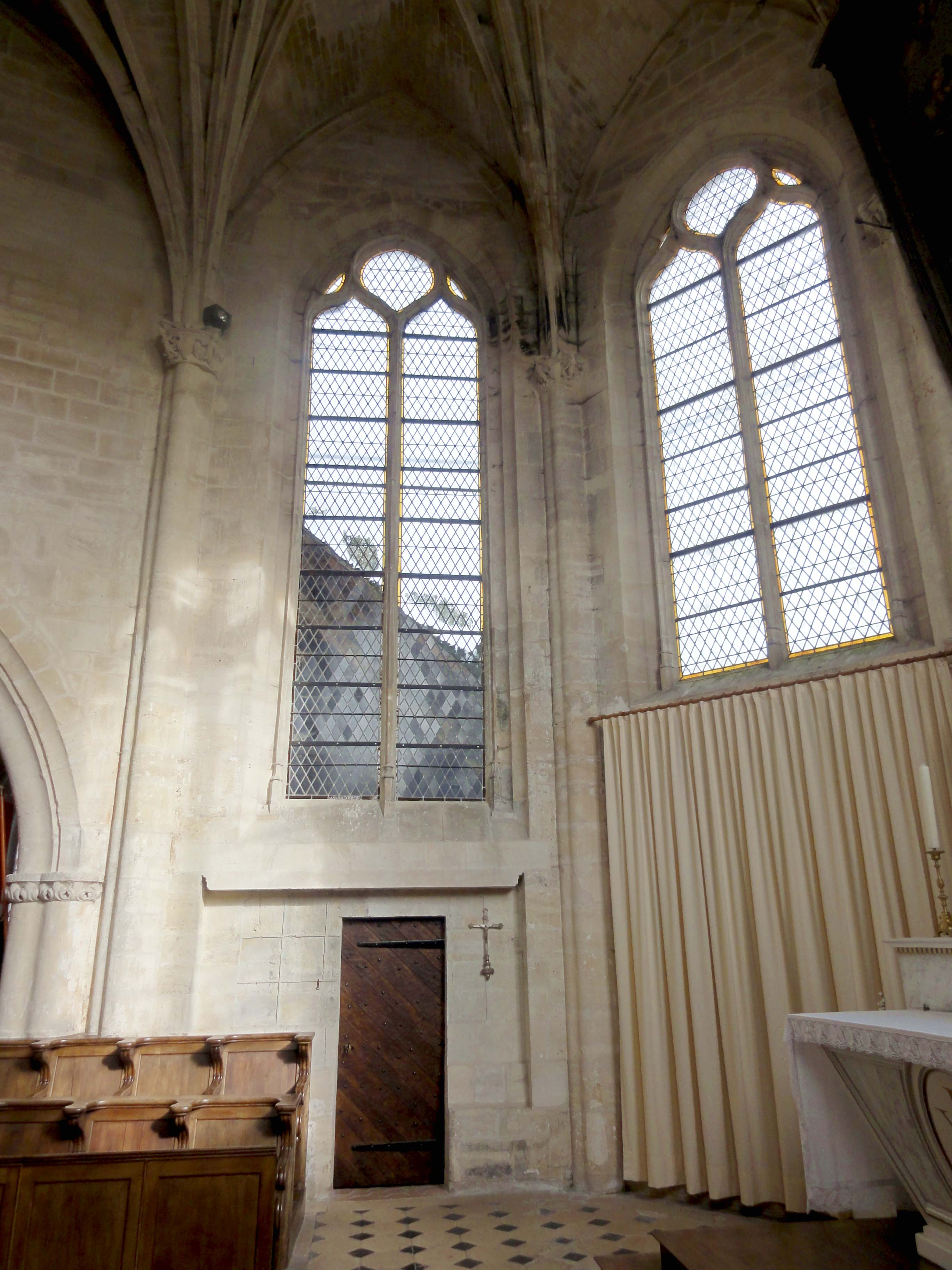
Abside, pan nord.

Si les autres parties de l'église sont surtout intéressantes pour leur histoire complexe, et que la qualité de l'architecture ne dépasse pas le niveau moyen des églises rurales de la région, le haut et lumineux chœur est un beau morceau d'architecture. Par son plan outrepassé, il est assez unique, et n'a pas son équivalent dans les environs. Le chœur d'Herblay commence aussi par une travée trapézoïdale, mais une travée droite est intercalée entre celle-ci et l'abside. Le chœur Saint-Vaast-lès-Mello affiche également un plan outrepassé, mais ne comporte que la travée de l'abside. Le contraste avec la nef et le collatéral, bien plus bas que hauts, et avec des voûtes aux doubleaux surbaissés, est assez saisissant. En regardant depuis le chevet, l'on peut constater que la hauteur du chœur est deux fois plus élevé. Le sanctuaire s'affirme comme un espace indépendant entièrement réservée à la célébration de la gloire de Dieu, cloisonné vers le monde extérieur par sa visibilité restreinte depuis la nef des fidèles, mais ouvert sur le ciel par les hautes verrières. Elles sont aujourd'hui au nombre de cinq, soit une par pan de l'abside, sauf pour le pan de l'axe du chevet, où la fenêtre a été bouchée pour permettre l'accrochage d'un tableau de retable, qui représente le couronnement de sainte Angadrême par des anges. Le réseau de la baie bouchée est encore visible depuis l'extérieur : il se compose de deux lancettes aux têtes trilobées, avec un lobe central très fermé, surmontées d'un soufflet resserré en son centre, qui est flanqué de deux paires de mouchettes ou écoinçons ajourés. Le remplage des autres fenêtres est nettement plus simple, et pourrait résulter de la disparition des têtes trilobées des lancettes, ainsi que du soufflet, ce qui donne deux lancettes terminées par une accolade, surmontées d'un oculus et de deux écoinçons ajourés.
La première travée n'a apparemment jamais possédé de fenêtres, car le bel appareil régulier en pierre de taille n'est pas enduit, et ne fait apparaître aucune trace de remaniements, si ce n'est l'arrachement de l'ancienne voûte, qui avait des arcs d'inscription réguliers en tiers-point. La voûte actuelle a le sommet des formerets latéraux déportés vers l'ouest, ce qui donne des formerets au tracé en arc brisé inachevé, et laisse apparaître une portion de mur plus important au-dessus de l'arcade ouvrant dans la base du clocher. Dans les deux angles près du clocher, par l'intermédiaire de fûts engagés dans les murs, les nervures retombent sur des culs-de-lampe. Par leur position, ils sont susceptibles de dater des années 1520. Or, l'un est enveloppé de deux rangs de feuillages travaillés dans le goût de la Renaissance, et l'autre représente deux dragons affrontés crachant du feu, qui sont assez éloignés de l'iconographie flamboyante habituelle. Le voûtain oriental est agrémenté d'une lierne, reliée aux extrémités de la voûte par des tiercerons. Les autres retombées s'effectuent moyennant de fins piliers ondulés engagés dans les murs. Ces piliers sont à trois renflements, et munis de chapiteaux dont la silhouette évoque l'ordre corinthien. En regardant de près, seulement les deux angles saillants se détachant au-dessus du tailloir en hémicycle sont directement inspirés de l'architecture antique, mais l'influence de la Renaissance italienne est indéniable. Une tête de chérubin flanquée de deux ailes se profile au milieu, au-dessus du tailloir, tandis que la corbeille est sculptée de deux anges en haut-relief, dont la partie inférieure du corps se transforme en cep de vigne, et qui tiennent un écusson ou plastron vierge. Les feuilles de vigne bien grasses sont quant à elles caractéristiques de la période flamboyante. La voûte de l'abside, « au magnifique réseau de liernes et de tiercerons » (Dominique Vermand), possède six clés secondaires et une clé centrale, qui sont ornées de découpages flamboyants relativement simples, comme dans une travée de la nef, et d'un écusson vierge pour la clé centrale. Étant donné la facture des culs-de-lampe et chapiteaux, l'on se serait plutôt attendu à des clés pendantes. Sans porter atteinte à l'harmonie de l'ensemble, cet anachronisme étonne.

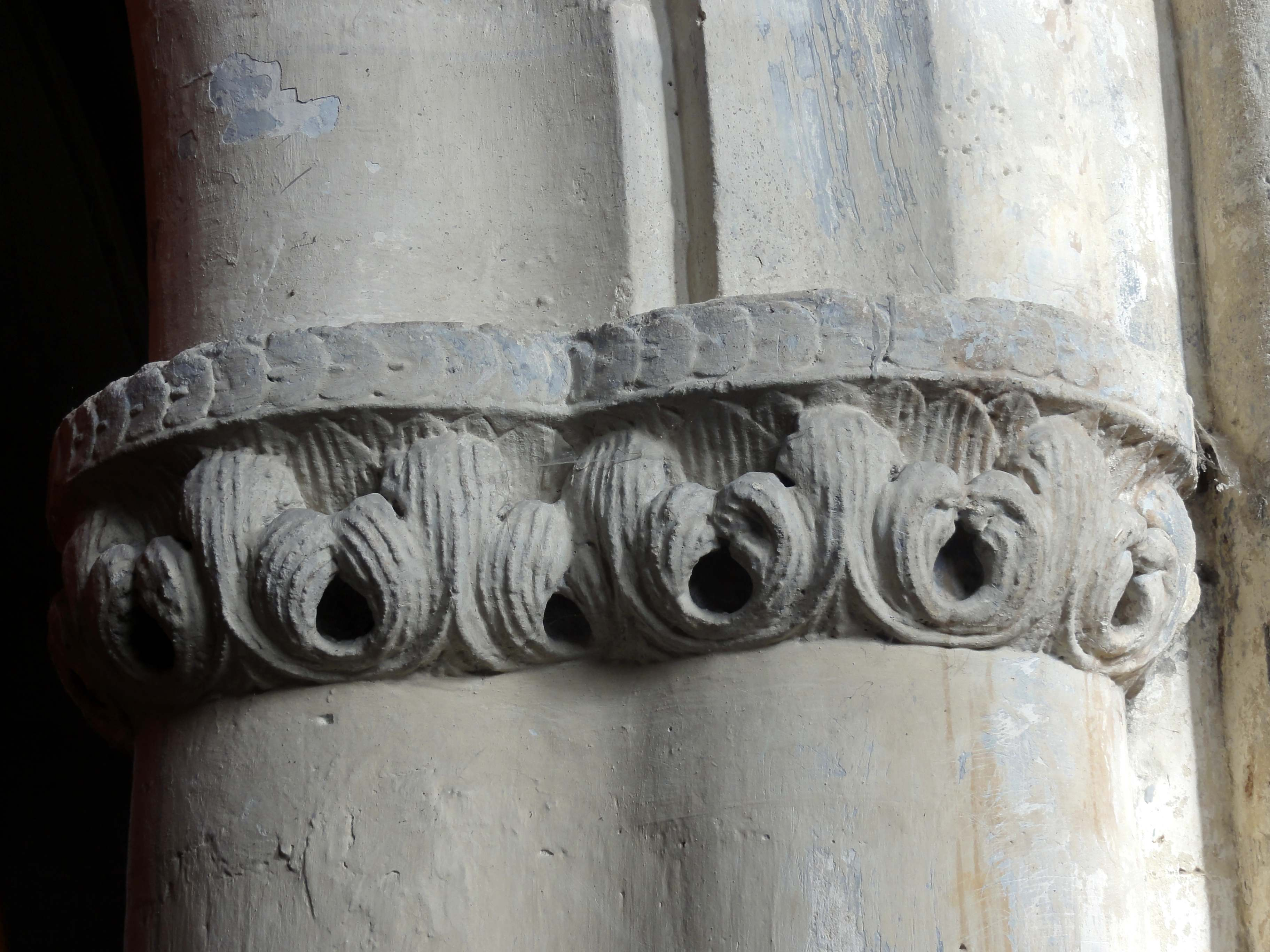
Frise à la fin de la grande arcade du nord.
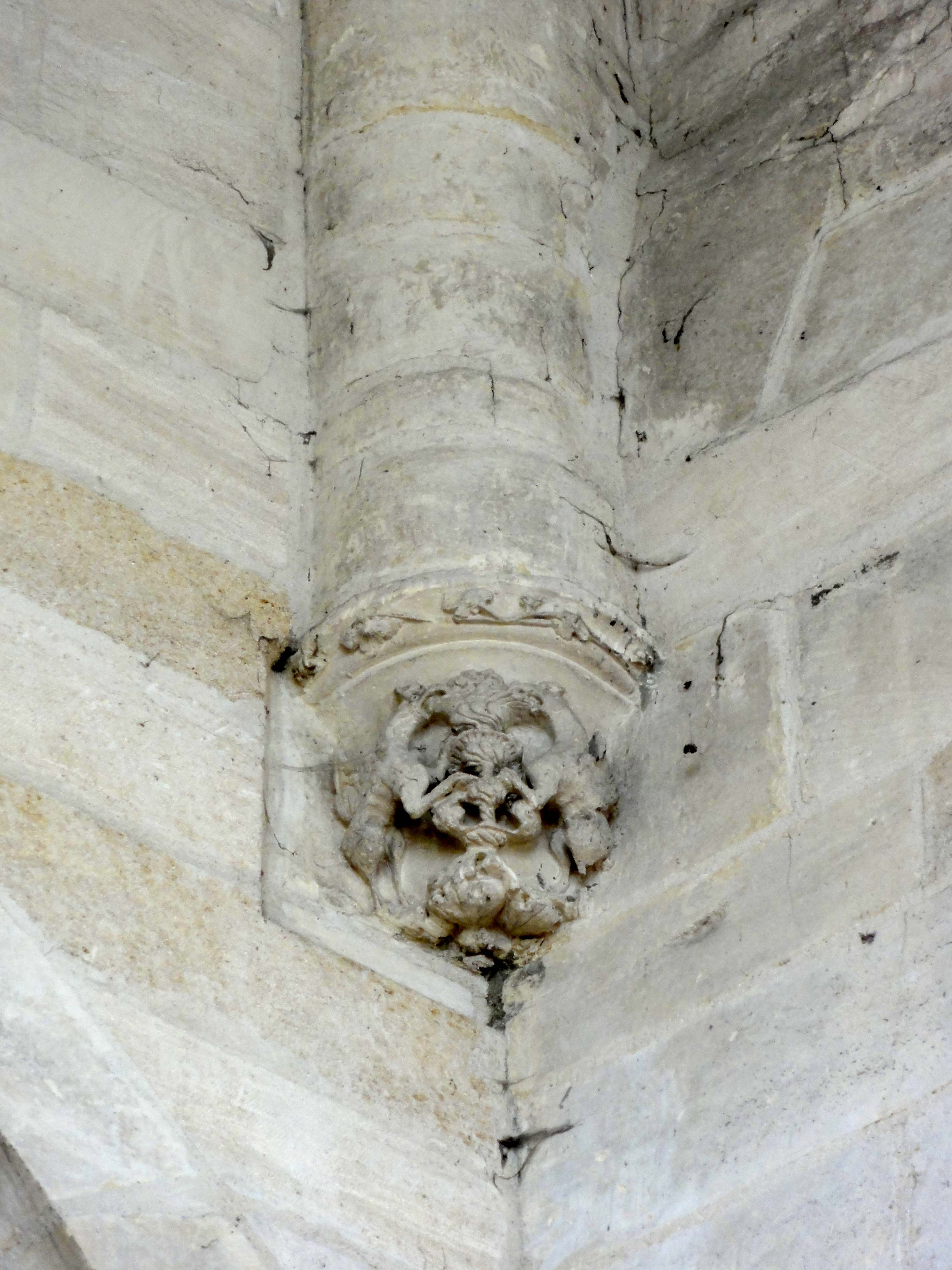
Cul-de-lampe dans l'angle de la 1re travée.
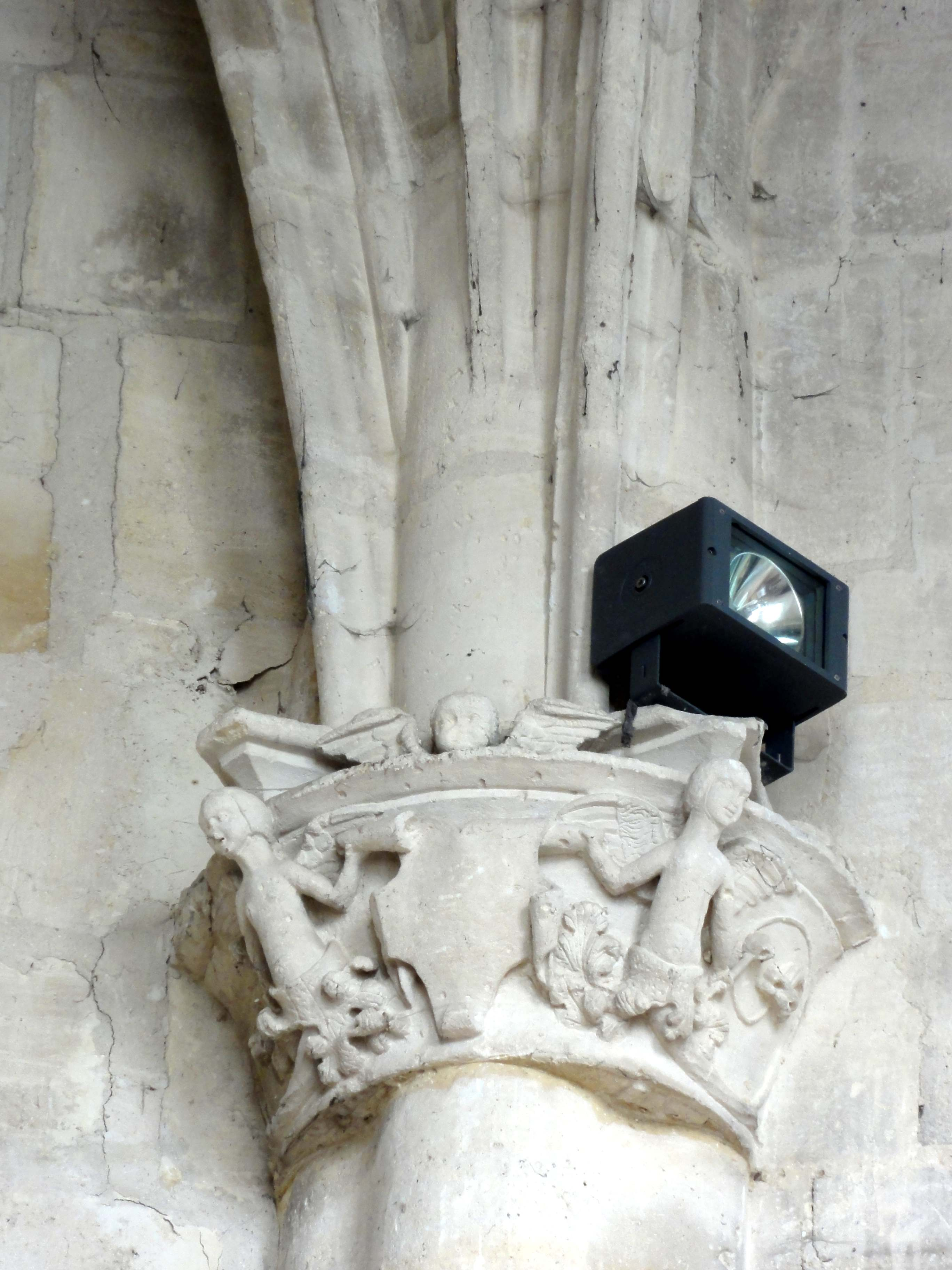
Chapiteau du doubleau intermédiaire, côté nord.
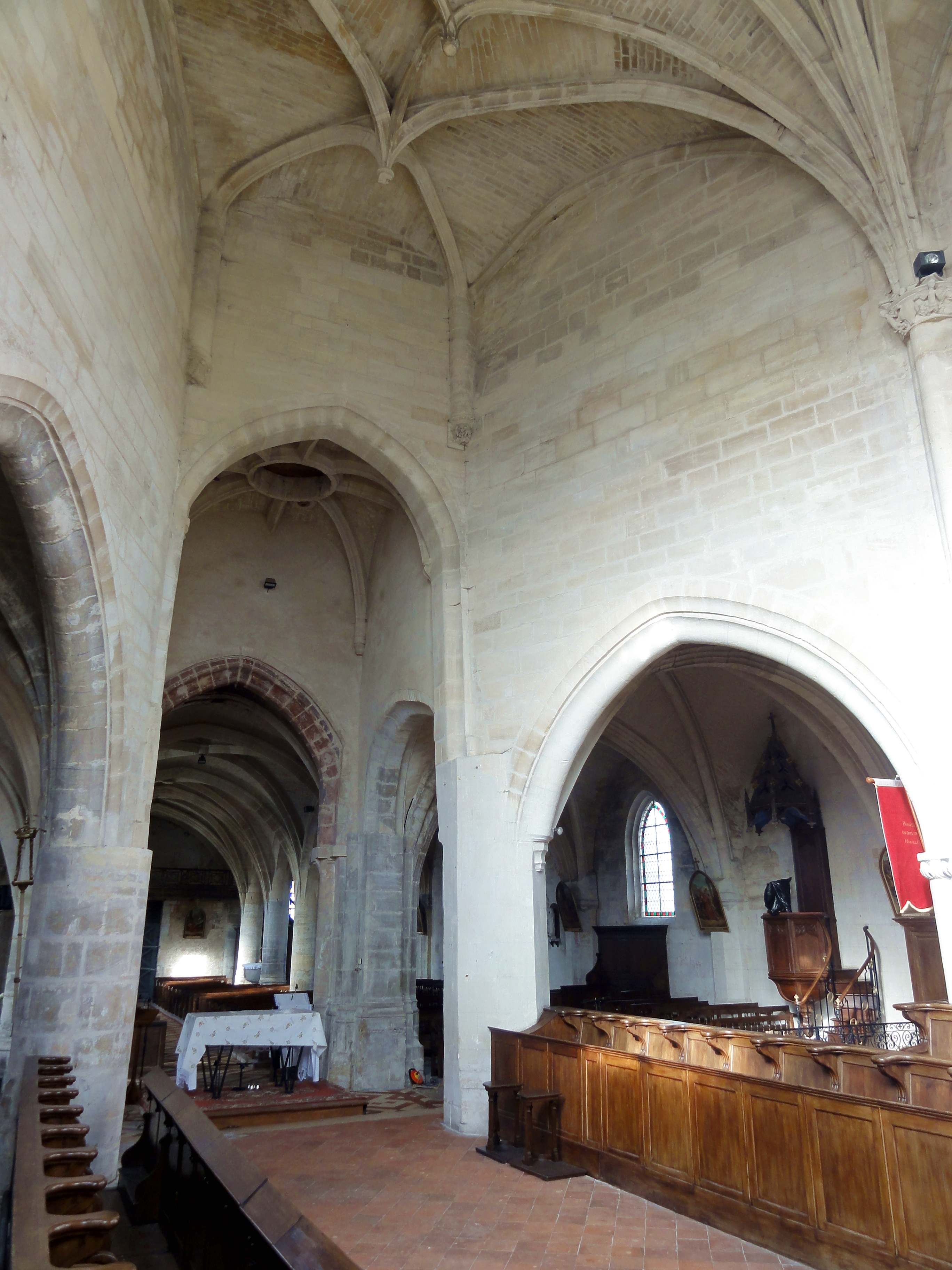
Abside, vue vers le nord-ouest.
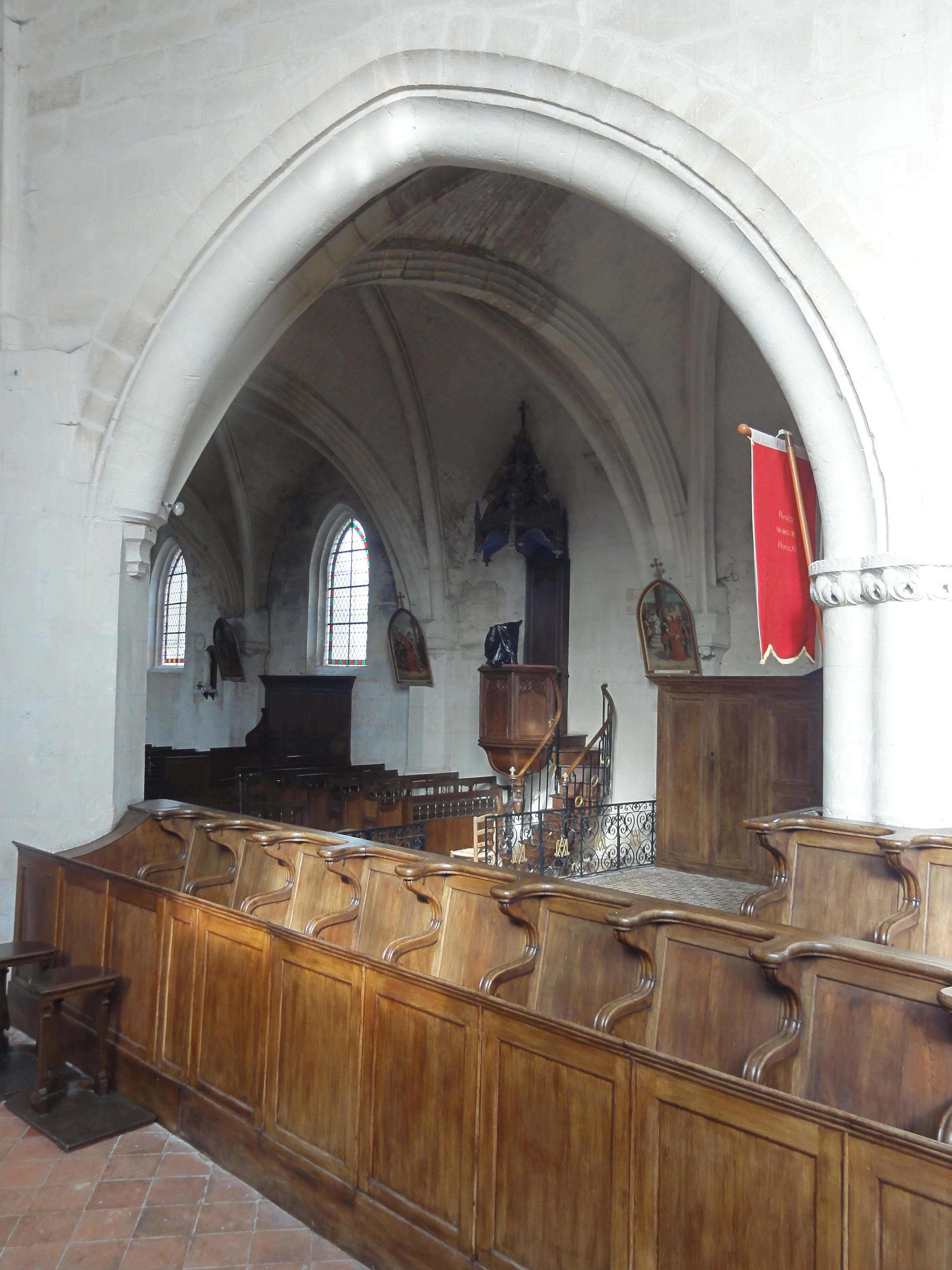
Grande arcade du nord, vue dans la chapelle.
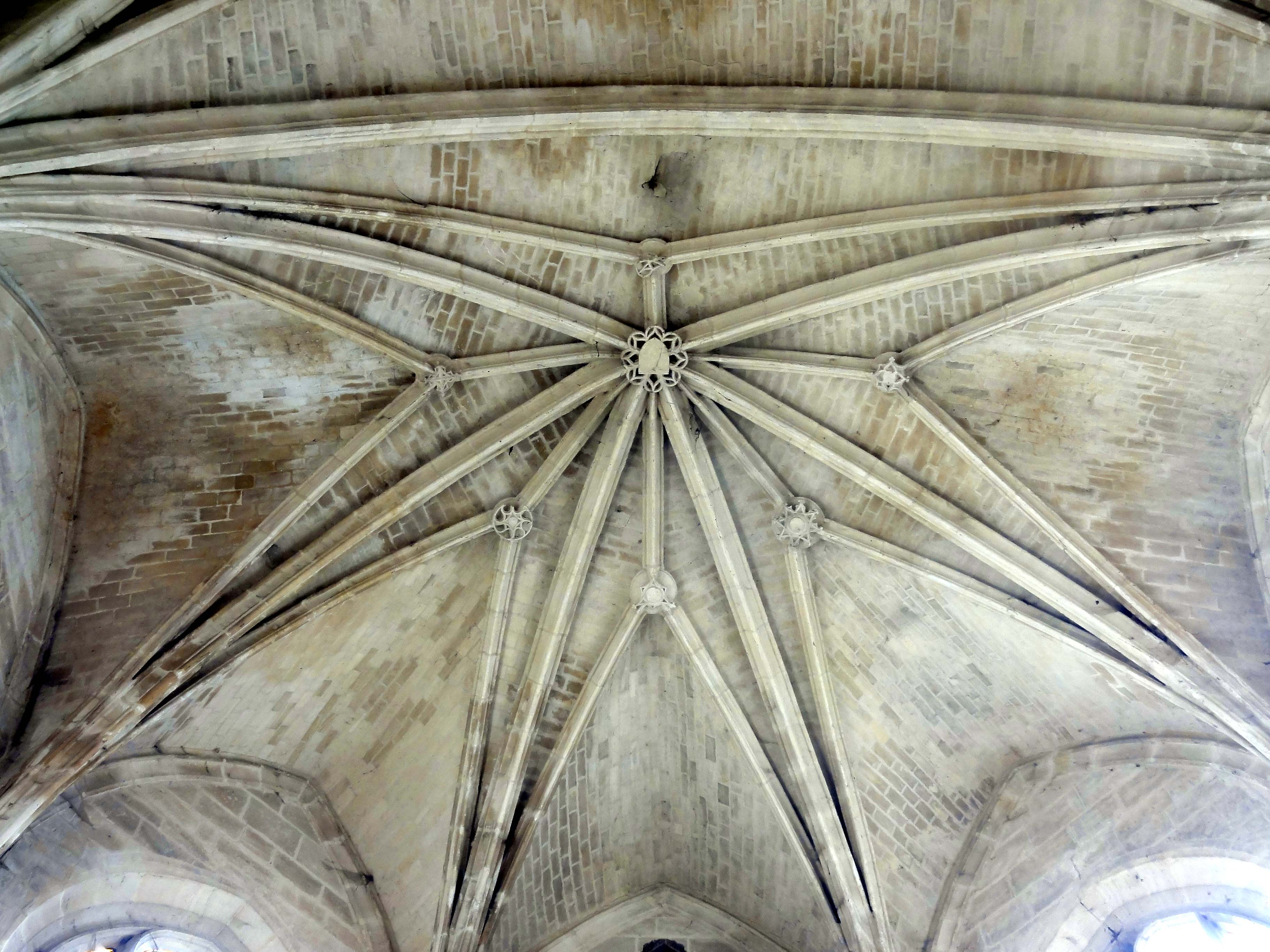
Voûte de l'abside.

### Extérieur

#### Nef et collatéral

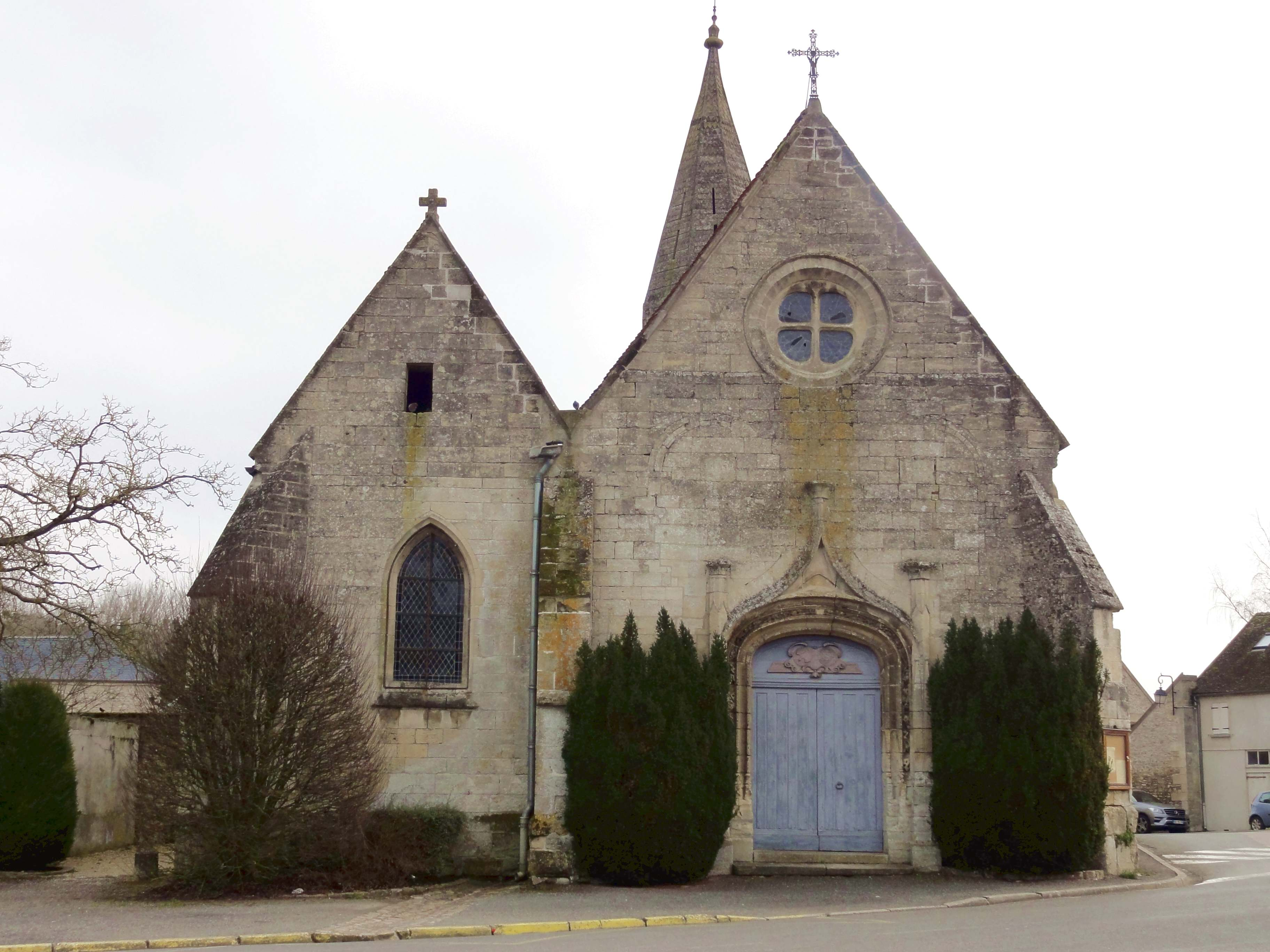
Façade occidentale.

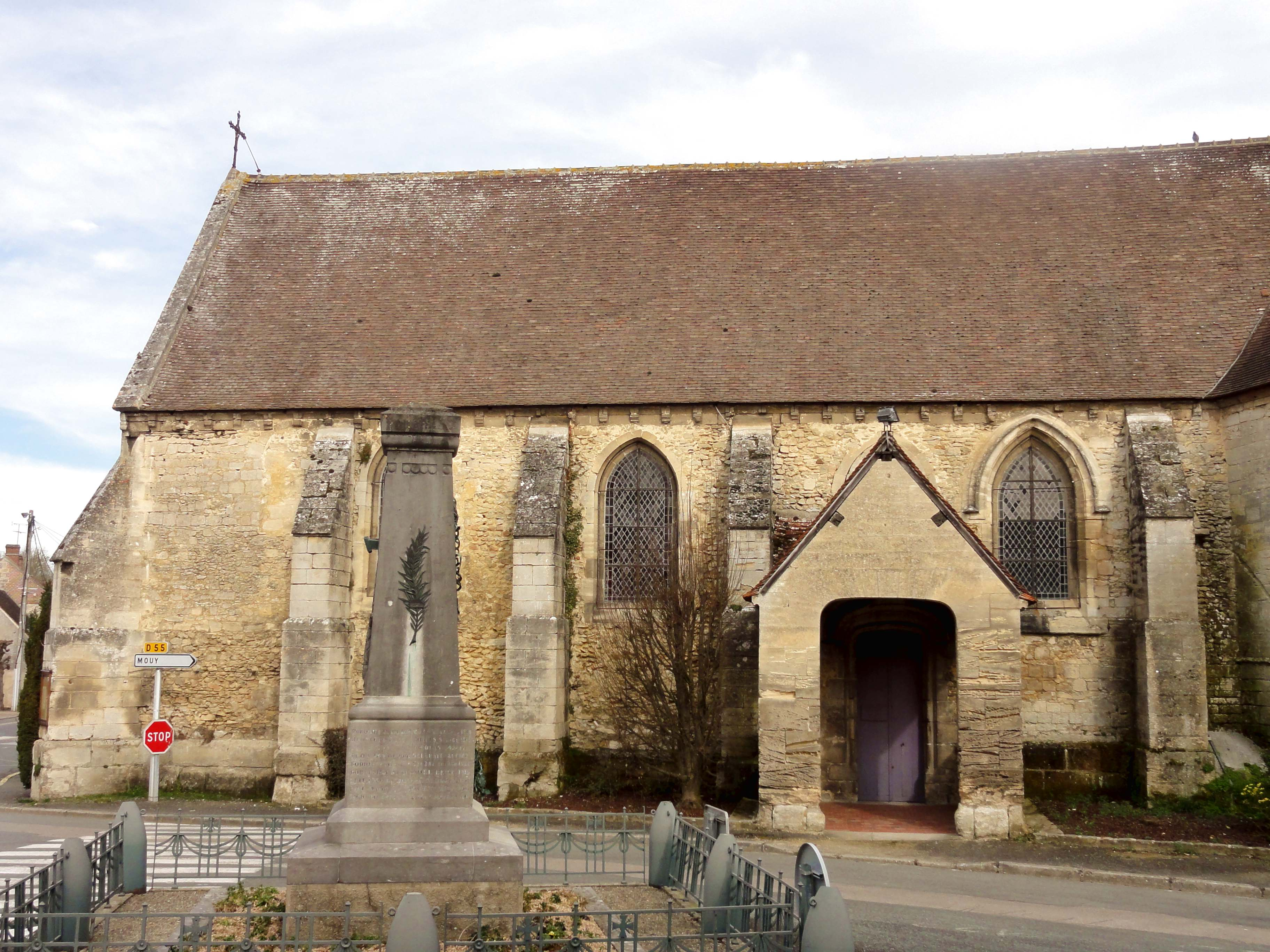
Nef, élévation méridionale.

La façade occidentale, régulièrement appareillée en pierre de taillé, comporte deux pignons, soit un pour le collatéral, et un autre, plus haut et plus large, pour la nef. Le pignon de gauche est sommé d'une croix de pierre en antéfixe, et celui de droite d'une croix de fer. Une simple ouverture rectangulaire suffit pour l'aération des combles du collatéral, tandis que les combles de la nef sont éclairés par un oculus entouré d'un biseau et d'un bandeau doublement biseauté. Cet oculus est muni d'un étrange remplage potentiellement flamboyant, dont les deux meneaux forment une croix, et qui suggère un trèfle à quatre feuilles. Les deux angles sont épaulés par des contreforts obliques uniques du XVIe siècle, qui se retraitent deux fois par des fruits, et s'amortissent pas un long glacis formant larmier. Un troisième contrefort plus ancien sépare le collatéral de la nef ; il est scandé par un larmier et s'achève par un long glacis formant larmier. Le collatéral ne dispose pas d'un portail : à sa place, son mur occidental présente une lancette simple en tiers-point, qui est ébrasée et entourée d'une gorge. Le portail occidental de la nef est en anse de panier, et à double vantail. Ses piédroits sont moulurés de deux gorges, et flanqués de petits contreforts ornés de discrets clochetons plaqués, qui se terminent par des consoles destinées à accueillir des statues. L'archivolte est moulurée de trois gorges, dont deux sont établies en continuité avec celles des piédroits. La gorge médiane est garnie d'une frise de feuillages bien fouillés. Une accolade prend appui sur l'extrados de l'archivolte supérieure. Elle bute également contre une console. Dans son ensemble, le portail est assez simple et d'une facture un peu sèche. Le tympan en bois arbore un bas-relief, formé d'un plastron où deux médaillons affichent la colombe de l'Esprit saint et l'inscription « HIC DEUM ADORA » (Ici, adore Dieu). Au-dessus du portail, les archivoltes et colonnettes des deux grandes fenêtres en plein cintre du troisième quart du XIIe siècle ont été arasées lors du remaniement de la façade à la période flamboyante, et au niveau du trumeau, le mur a même été réappareillé.
L'élévation septentrionale, très homogène, est bâtie en petits moellons. Sinon, elle ne fait que répéter la fenêtre et les contreforts que l'on voit à la façade, sauf que les contreforts sont bien entendu perpendiculaires au mur gouttereau. Les trois travées aux voûtes d'ogives romanes ne diffèrent pas des autres. L'ancienneté du mur méridional de la nef, en moellons irréguliers de mauvaise qualité, a échappé à Eugène Woillez. Pourtant, les deux fenêtres bouchées du XIe siècle demeurent bien visibles. L'une est seulement signalée par Dominique Vermand. Il devrait s'agir de celle de la dernière travée, dont ne subsistent que cinq pierres du piédroit droit et un claveau gravé de deux traits concentriques, qui suggèrent qu'il s'agit de trois étroits claveaux. L'on trouve la même disposition à Angy. Les autres fenêtres sont très proches de la corniche, dont les modillons sont les mêmes que celles qui portent la corniche beauvaisine du clocher. Les deux premières fenêtres actuelles ne sont pas ébrasées, mais des mêmes dimensions que celles du collatéral. La troisième fenêtre est entourée d'une gorge, et surmontée d'un bandeau en forme de sourcil qui se poursuit une courte distance au niveau des impostes, disposition fréquente à la première période gothique que l'on rencontre déjà à la fenêtre méridionale du croisillon sud. Les contreforts sont tous du même type que les contreforts biais de la façade. Le petit portail latéral, qui semble remplacer une fenêtre, est aussi de la même facture que le portail de la façade, mais bien plus simple : la porte est entourée d'une seule gorge au lieu de deux ; il n'y a ni frise au creux de la gorge ni contreforts ; et une unique console domine le portail. Le tympan en bois est sculpté de rinceaux, et arbore un écusson avec les initiales SM pour Saint-Martin. Le porche qui abrite le portail est sans caractère, et difficilement datable.

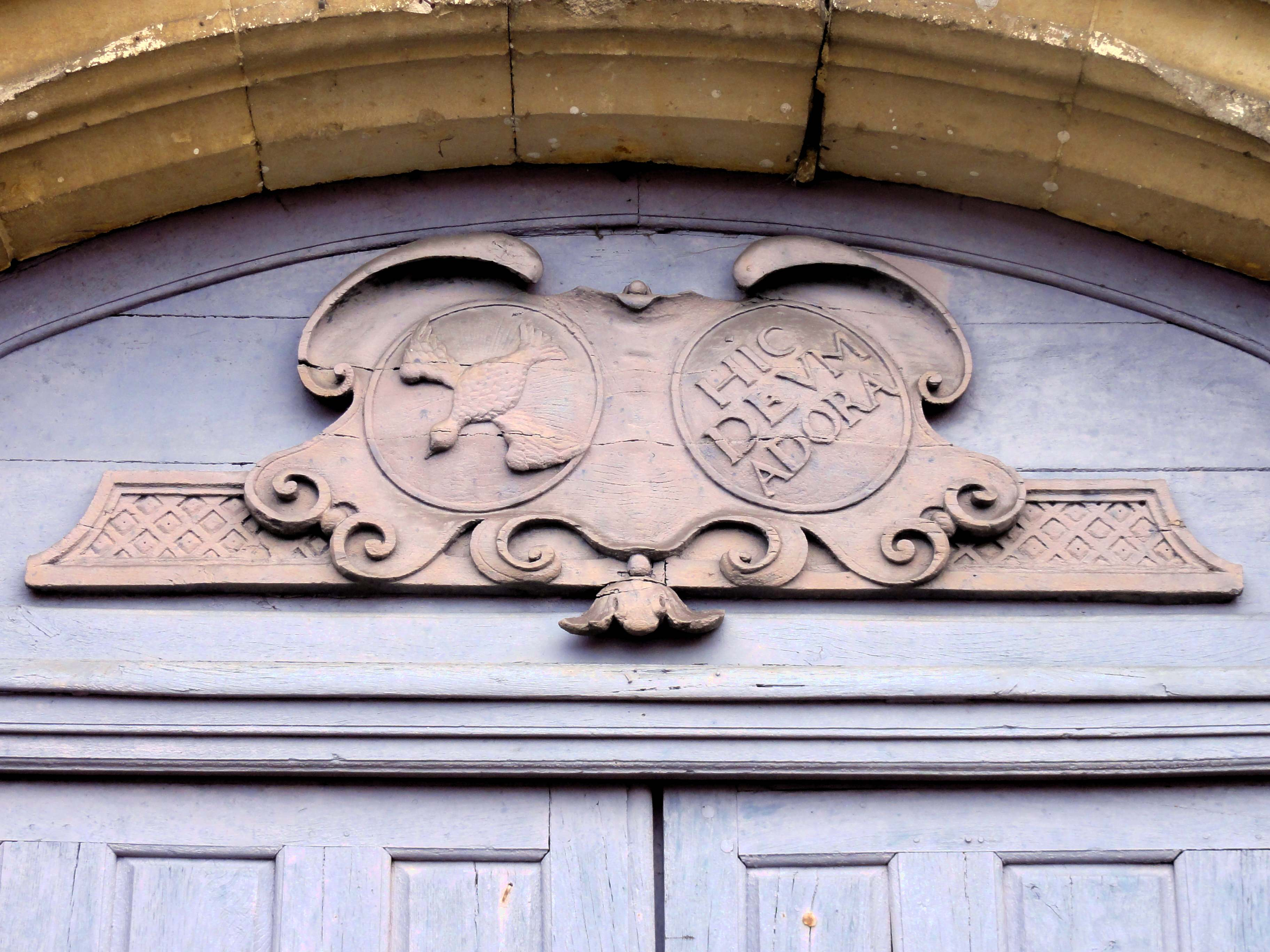
Tympan du portail.
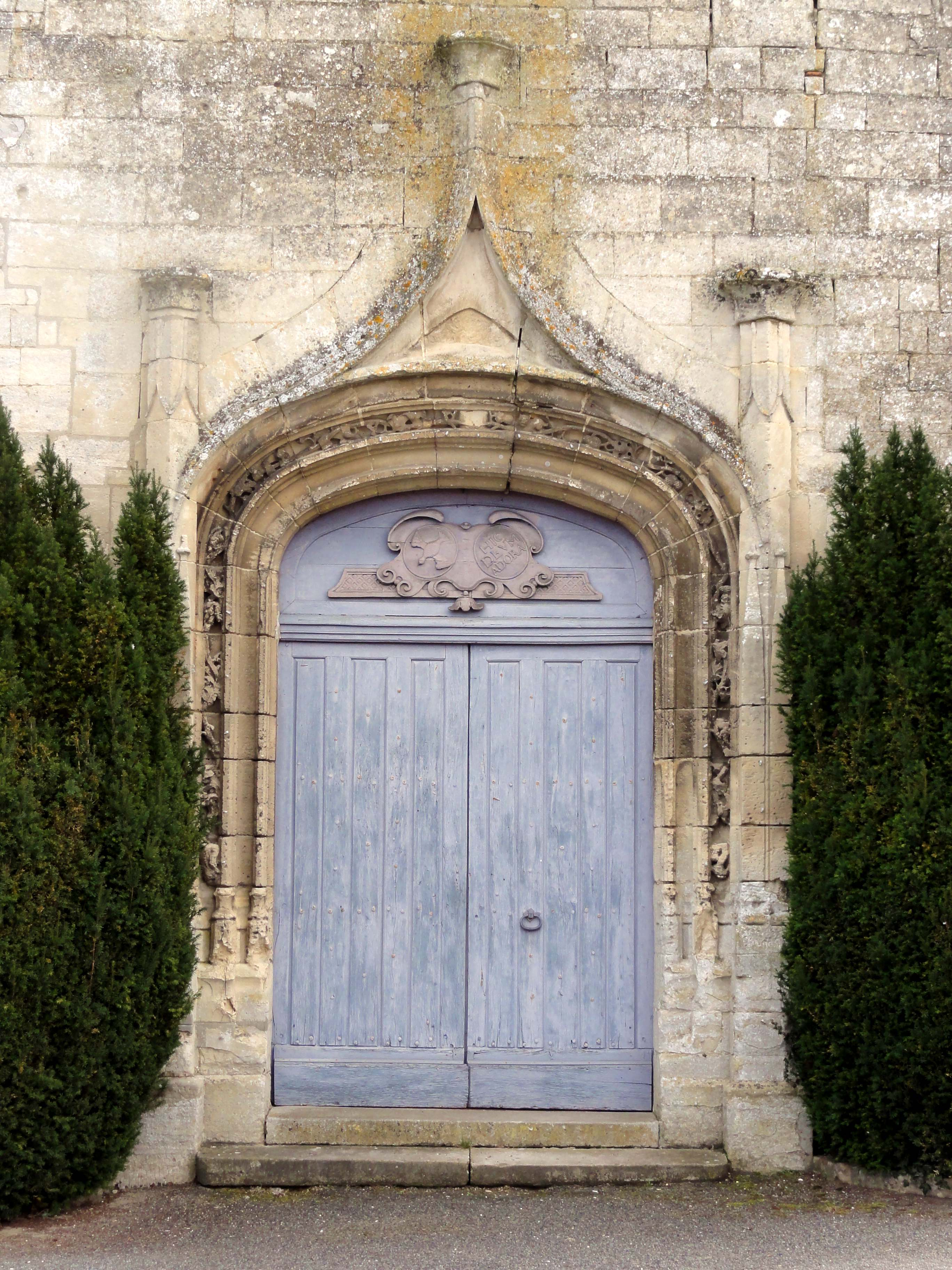
Portail occidental.
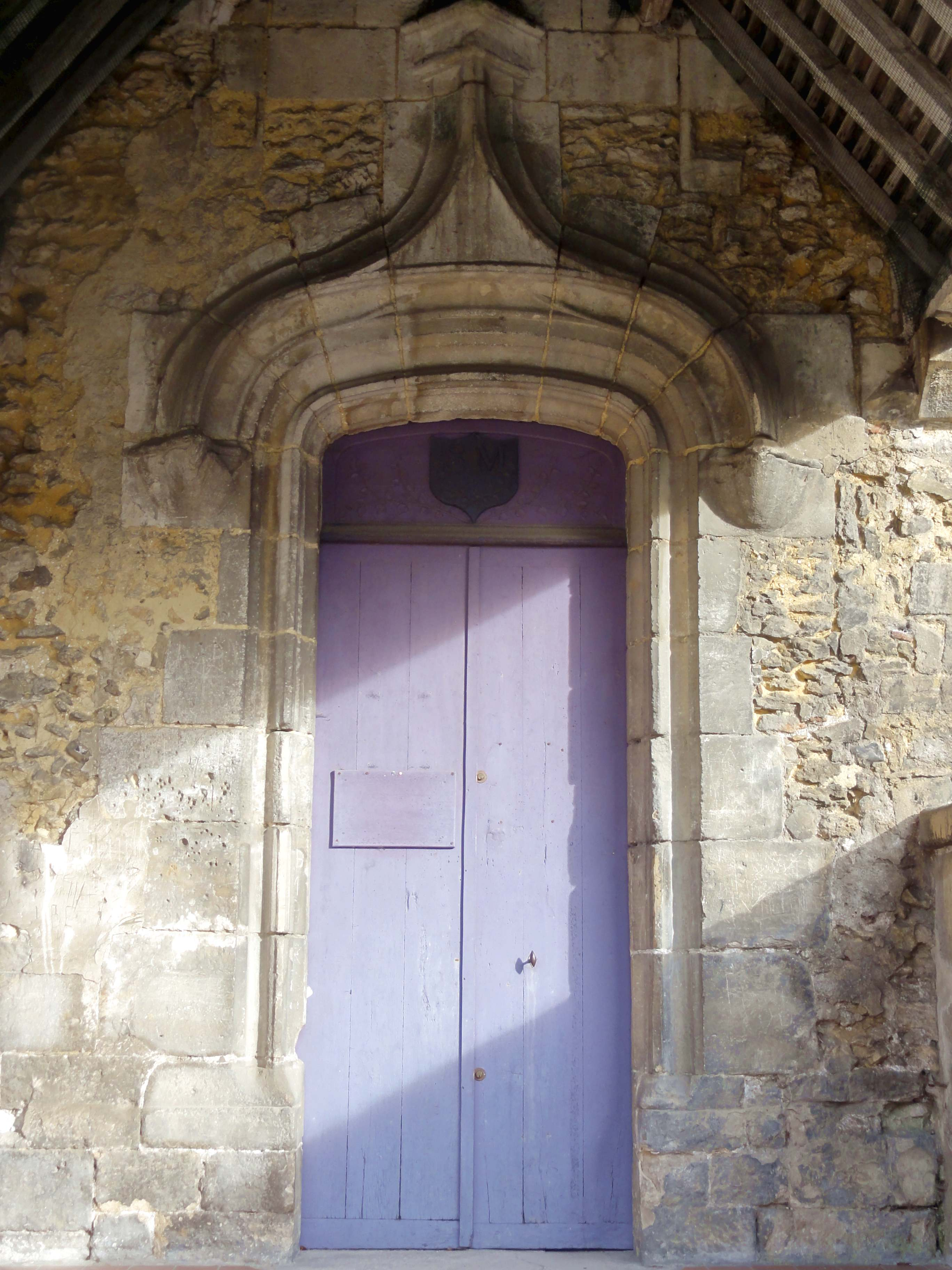
Portail latéral sud.
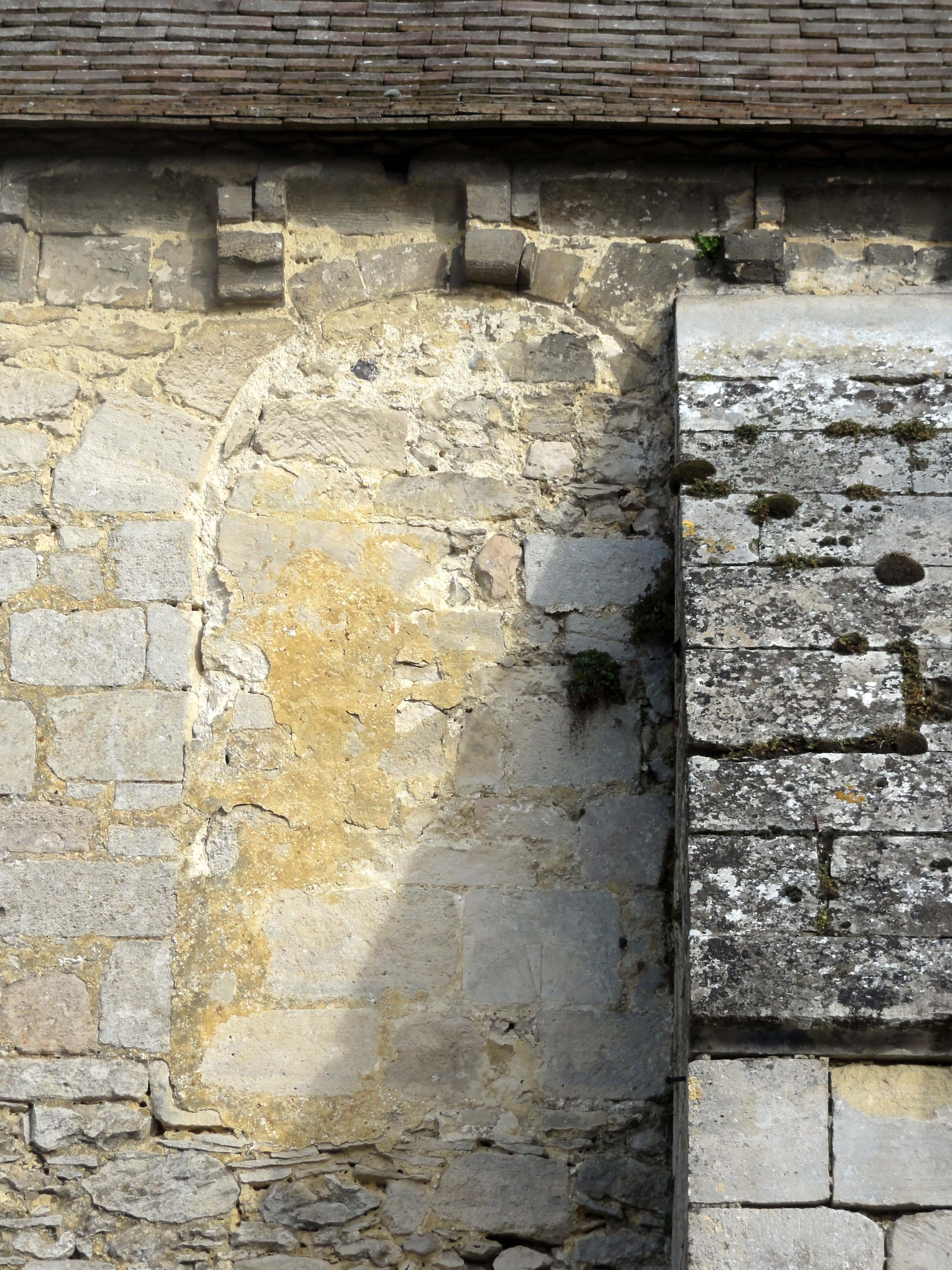
Fenêtre du XIe siècle.
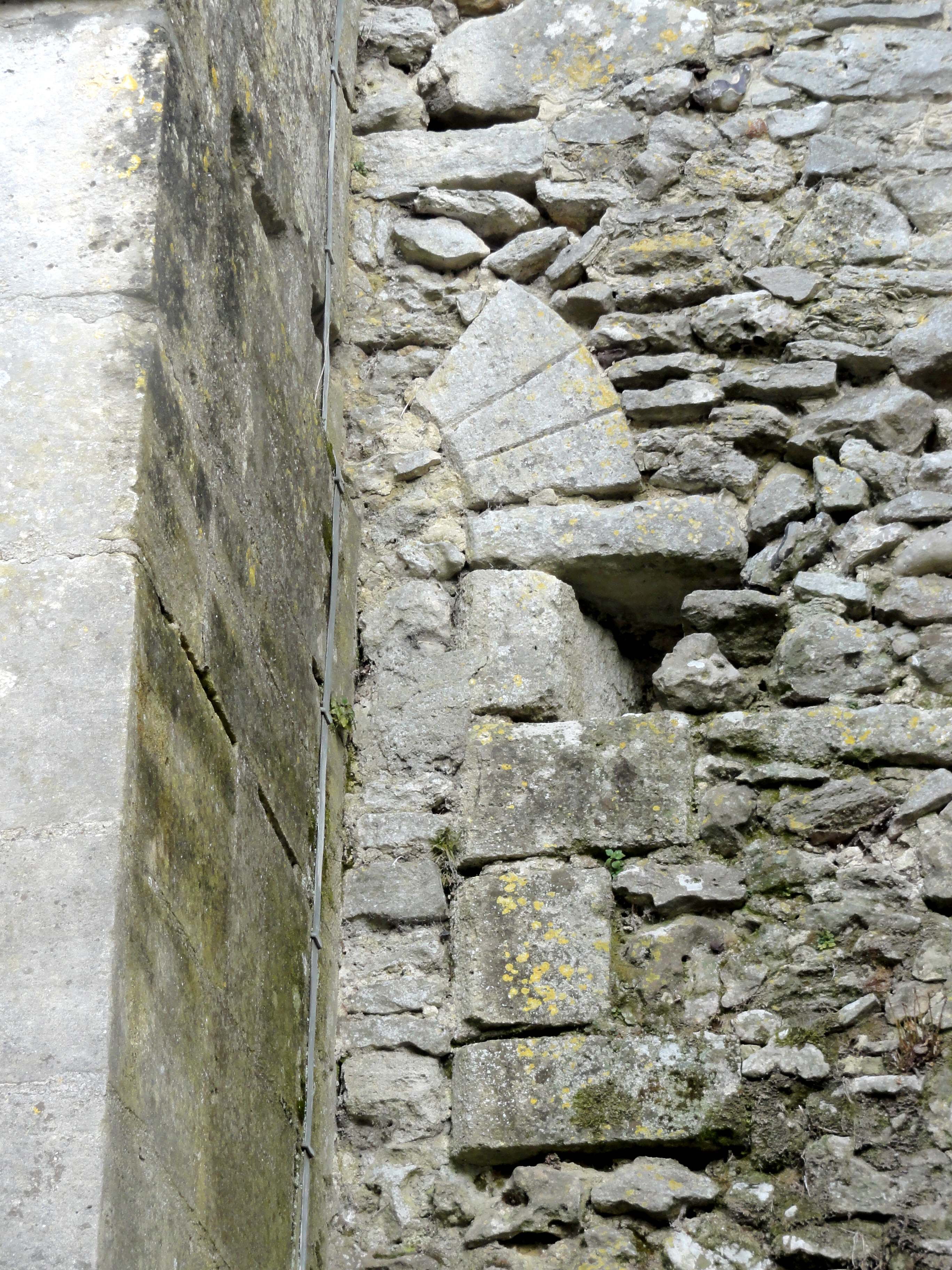
Fenêtre du XIe siècle.
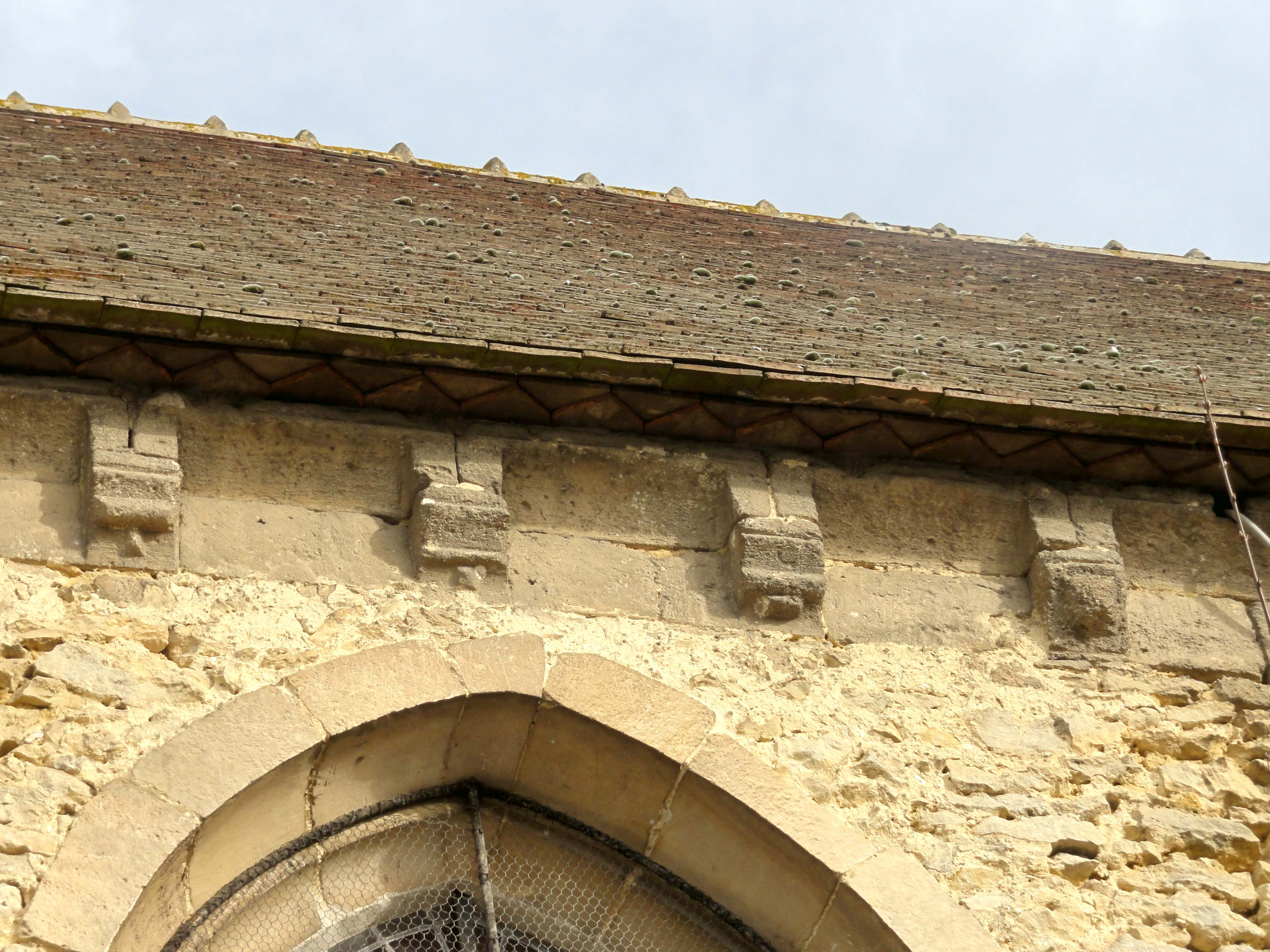
Corniche côté sud.

#### Clocher

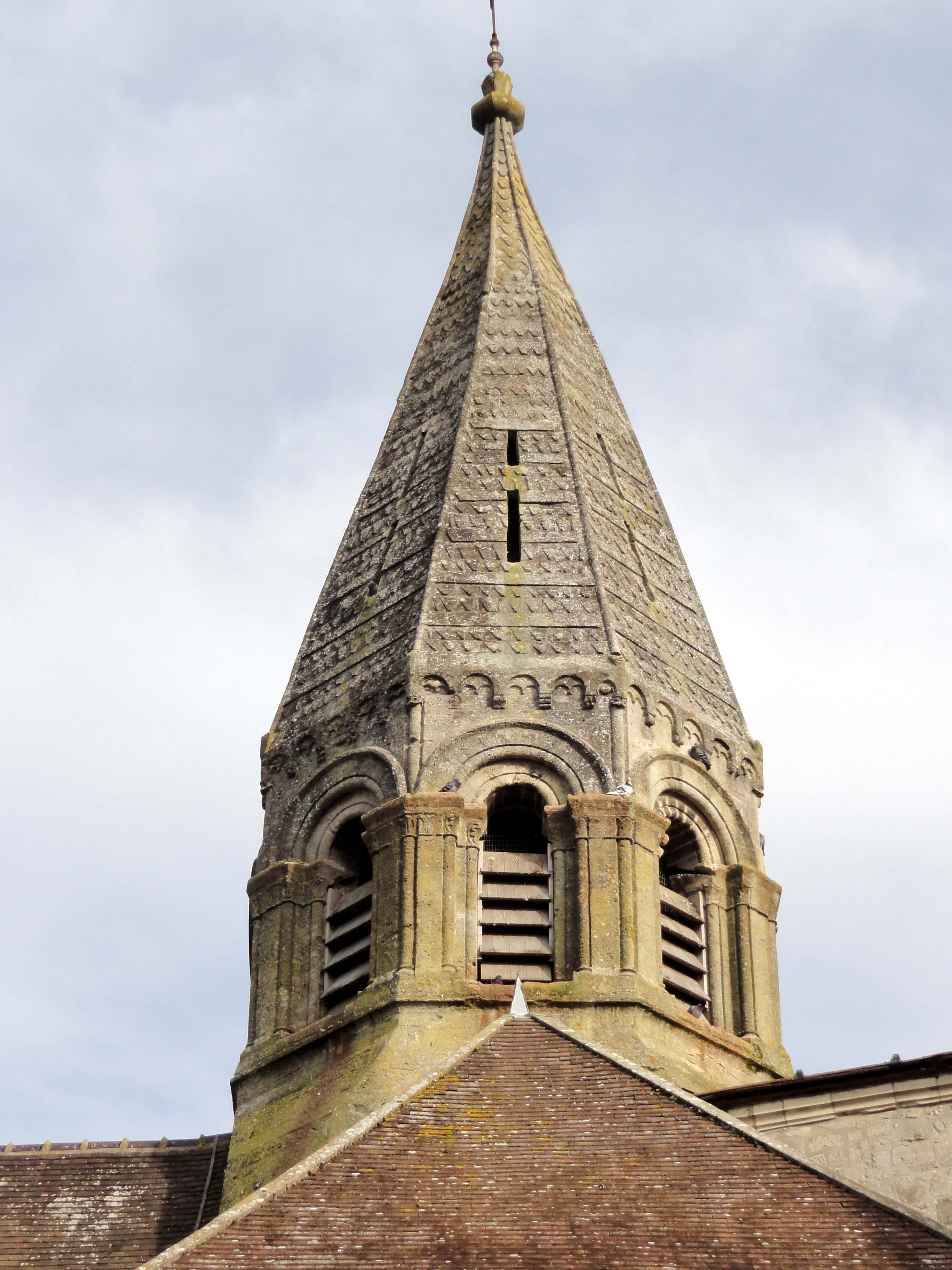
Clocher, côté sud.

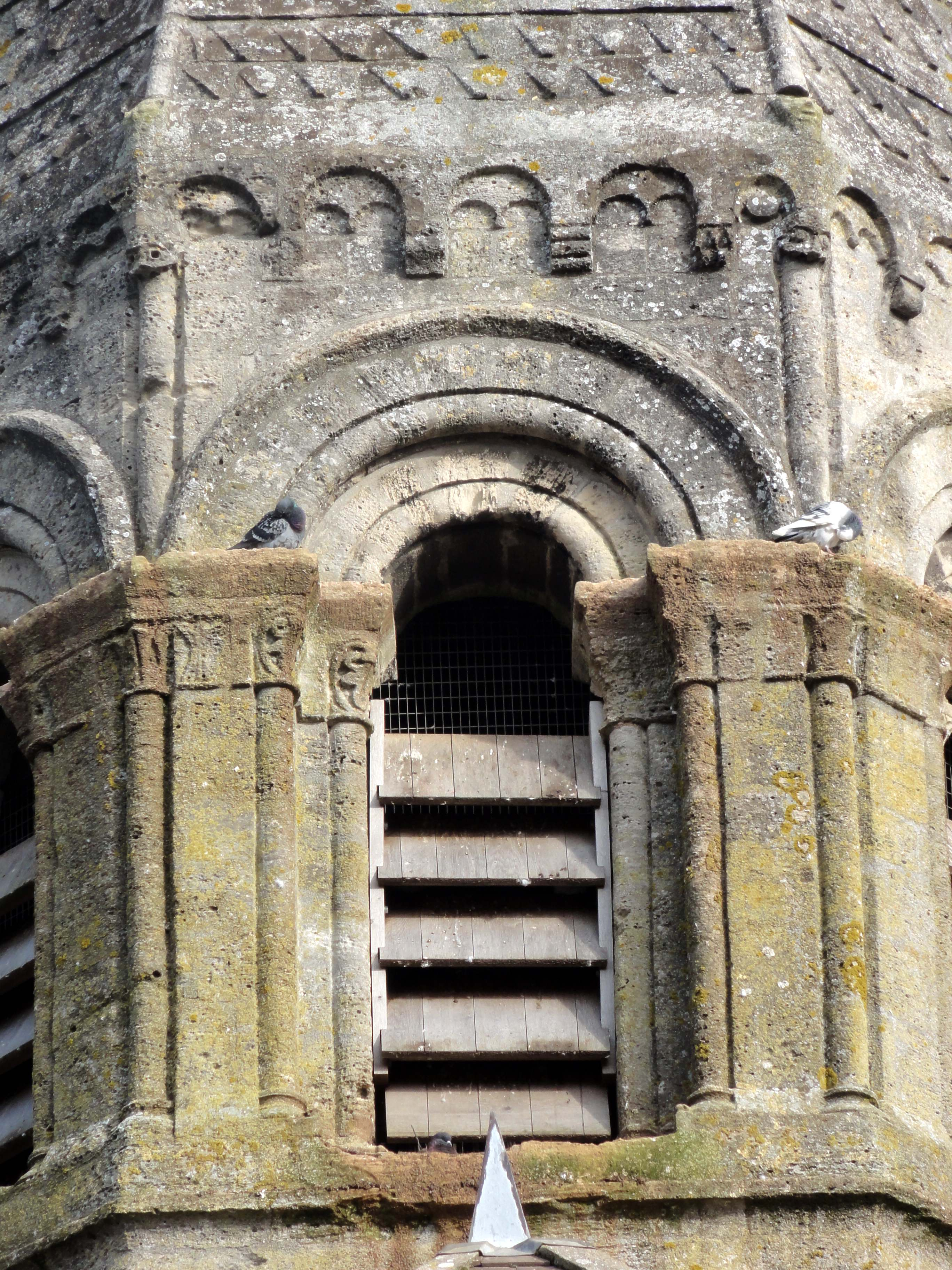
Étage de beffroi ou lanterne.

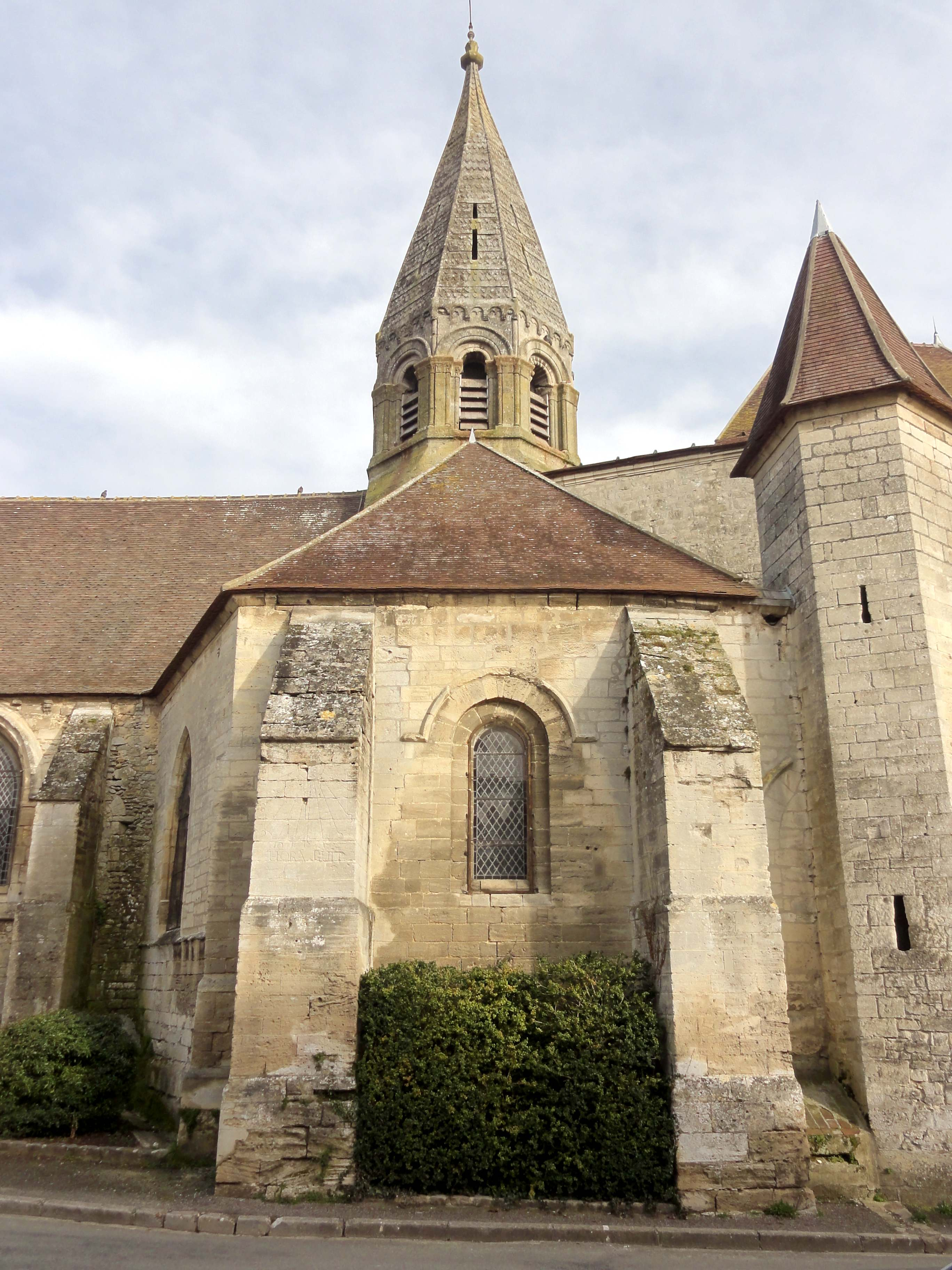
Croisillon sud et clocher.

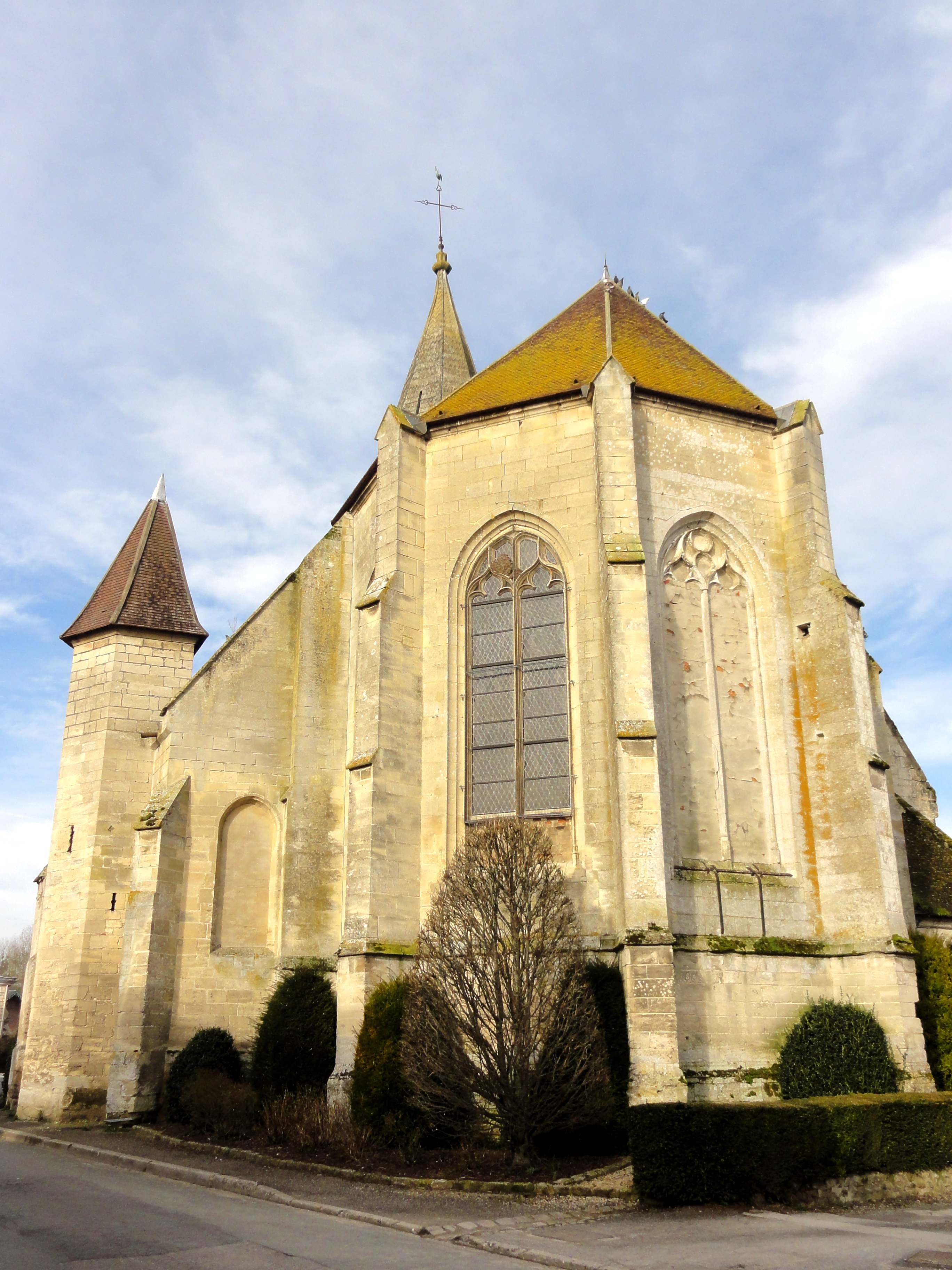
Chevet.

Dominique Vermand loue l'élégance et la beauté du clocher. Il appartient à la famille des clochers octogonaux du Beauvaisis et du Vexin français du XIIe siècle. Édifié à partir de 1160, il est contemporain du croisillon sud, et malgré sa date avancé, il est encore tout roman. Les autres clochers du même type sont Brueil-en-Vexin, Condécourt, Foulangues, Jambville, Rieux (aujourd'hui mutilé), avec un seul étage ou un étage et demi ; Bouconvillers, Cambronne-lès-Clermont, Lierville, Tracy-le-Val (en dehors du périmètre signalé), avec deux étages ; et Acy-en-Multien (en dehors du périmètre signalé), avec trois étages. Le lien de parenté avec le clocher de Cambronne est si évident que Dominique Vermand affirme qu'ils sont tous les deux l'œuvre du même atelier. Le clocher de Cauvigny possède deux étages, mais le premier étage est dissimulé par les combles, et de l'extérieur, l'on ne voit que les quatre surfaces triangulaires inclinés situés à 10,85 m de hauteur du sol, par lesquelles s'opère la transition du plan carré vers le plan octogonal. Ce que l'on voit depuis l'intérieur de la base du clocher est en fait la partie inférieure du premier étage, dont la partie inférieure du mur oriental a été supprimée lors de l'exhaussement de la base. Avant, le premier étage possédait de hautes et étroites baies en plein cintre au nord et au sud, dont celle du nord est bouchée, tandis que celle du sud n'est pas seulement bouchée, mais pour moitié supprimée pour le percement d'une nouvelle ouverture permettant de gagner l'intérieur du clocher depuis les combles du croisillon. Primitivement l'accès s'effectuait depuis la nef, et bien que bouchée, les traces de cette ouverture haute de 1,65 m et large de 70 cm demeurent bien visibles,.
L'étage de beffroi ou lanterne est bâti en moellons, sauf pour les pourtours des fenêtres et le parement extérieur. Il mesure 3,80 m de hauteur. Chacune de ses huit faces est ajourée d'une baie en plein cintre, qui s'ouvre entre deux paires de fines colonnettes à chapiteaux, et sous une double archivolte moulurée de deux tores faiblement dégagés, qui est surmontée d'un bandeau doublement biseauté en forme de sourcil. Les colonnettes sont appareillées, et celles qui cantonnent directement la baie sont placées en retrait par rapport aux autres, avec l'archivolte inférieure. La sculpture des chapiteaux, aux corbeilles allongées tout comme à l'intérieur du croisillon, est assez érodée. L'on reconnaît encore de différentes formes de palmettes. Les hauts tailloirs se résument à une plate-bande et à un biseau. Ils forment des tablettes continues, qui vont d'une baie à l'autre. De cette façon, ils servent aussi aux colonnettes qui ornent chacun des angles de l'étage. En comptant les colonnettes d'angle, le clocher possède quarante colonnettes à chapiteaux au total. Au-delà des tablettes, les colonnettes d'angle se continuent jusqu'à la corniche, où elles sont dévorées par des engoulants. La corniche beauvaisine est composée de cinq arcatures en plein cintre par face, qui retombent sur quatre modillons diversement sculptés ou moulurés, ou se fondent dans les engoulants. Chacune des arcatures est réséquée en deux arcatures plus petites, qui forment l'arrière-plan. Parfois les dimensions prévues n'ont pas été respectées, ce qui a empêché la subdivision de la cinquième arcature sur plusieurs faces du clocher. La corniche est peu saillante, ce qui amène Jean Vergnet-Ruiz à conclure à une date proche de 1200 : à l'approche du XIIIe siècle, quand cette forme de la corniche cesse d'être employée dans la région, elle devient de plus en plus plate. Contrairement à un certain nombre de clochers octogonaux, qui ont perdu leur pyramide en pierre ou qui n'en ont jamais été pourvu, comme Foulangues, la flèche en pierre complète très avantageusement le clocher de Cauvigny. Ses angles sont garnis de boudins, et les assises sont décorées de chevrons en bas-relief. D'étroites ouvertures rectangulaires allègent la structure et diminuent la résistance au vent. Le sommet cumule à 26,35 m de hauteur,,,.

#### Parties orientales
L'ensemble des parties orientales, à l'exception des murs hauts de la première travée du chœur, est bâti en pierre de taille. Pour le croisillon, Eugène Woillez indique quatre assises par mètre, avec des joints d'un à deux centimètres d'épaisseur. Le mur occidental de la travée triangulaire possède la fenêtre au réseau gothique rayonnant déjà décrit. Il n'y a pas de contrefort regardant l'ouest, mais les deux contreforts au sud du croisillon sont d'autant plus volumineux. Dominique Vermand dit que leur taille paraît disproportionnée. Chacun des contreforts équivaut à deux contreforts de la nef ou du collatéral. Sinon, la physionomie est exactement la même, ce qui soulève la question de l'époque de ces contreforts (même si la position oblique des contreforts d'angle de la façade devrait apporter la réponse). En principe, la saillie est bien trop importante pour le milieu du XIIe siècle. Le contrefort de gauche est gravé d'un cadran solaire avec l'inscription « HORA RUIT » (l'heure se précipite). Le pourtour de la baie en plein cintre d'origine est placé en retraite par rapport au parement du mur. Les arêtes des jambages et de l'archivolte sont coupées en biseau, mais il n'y a pas d'ébrasement extérieur. À l'instar de la dernière fenêtre de la nef qui est en tiers-point, la baie est surmontée d'un bandeau en forme de sourcil, dont la coupe est en coin émoussé selon Eugène Woillez. La chapelle à l'est du croisillon possédait primitivement une fenêtre en plein cintre située beaucoup plus près du sol, surmontée d'un bandeau analogue, qui retombe sur des têtes grimaçantes. Cette fenêtre a dû être bouchée lors de l'adjonction de la tourelle d'escalier polygonale, qui obture la moitié de la fenêtre. La tourelle est percée de petites ouvertures rectangulaires évoquant des meurtrières, et n'est pas coiffée d'une flèche de pierre, contrairement à un usage fréquent. À droite de la tourelle, une petite porte est également bouchée,,.
L'abside se présente, à l'extérieur, sous un jour assez austère. Les contreforts qui correspondent au doubleau séparant les deux travées du chœur forment corps avec le chevet des chapelles, mais font néanmoins légèrement saillie à l'est. La chapelle latérale sud possède en plus un contrefort d'angle oblique, qui est dépourvu de tout élément de scansion, et s'amortit par un glacis formant larmier. La fenêtre orientale de la chapelle, qui devait être une lancette simple, a été bouchée. Les angles de l'abside sont flanqués de contreforts à trois larmiers équidistants, dont le premier larmier est présent sur les trois faces, et fait le tour de l'abside, trois assises en dessous de la limite des allèges, ce qui est assez inhabituel. Proche du sol, les murs se retraitent par un fruit dissimulé par une plinthe moulurée, comme d'accoutumée à la période flamboyante. Le couronnement des contreforts est en règle générale formé par un chaperon en bâtière. À titre d'exception, le contrefort à l'angle nord-est possède un glacis sommital incomplet, dont la partie supérieure a été remplacée par une charge dont la face antérieure est conique, et les faces latérales en fort glacis. Cette charge est décorée de sept ou huit rangs de motifs caractéristiques de la Renaissance, dont des feuilles stylisées en forme de cœur, des feuilles lancéolées et des oves. La mousse a envahi ce curieux couronnement, qui ne correspond à aucun type répandu dans la région, et qui ne concorde pas avec le style du reste, à l'exception toutefois des chapiteaux pseudo-corinthiens à l'intérieur de l'abside. Les murs se terminent par une corniche simple, qui consiste d'une tablette coupée en biseau, et moulurée d'une étroite gorge suivie d'une gorge plus large. Des moulures comparables entourent les fenêtres. Les panneaux inférieurs des verrières des trois baies du chevet ont été bouchées, ce que les rideaux suspendus à l'intérieur du sanctuaire font oublier.

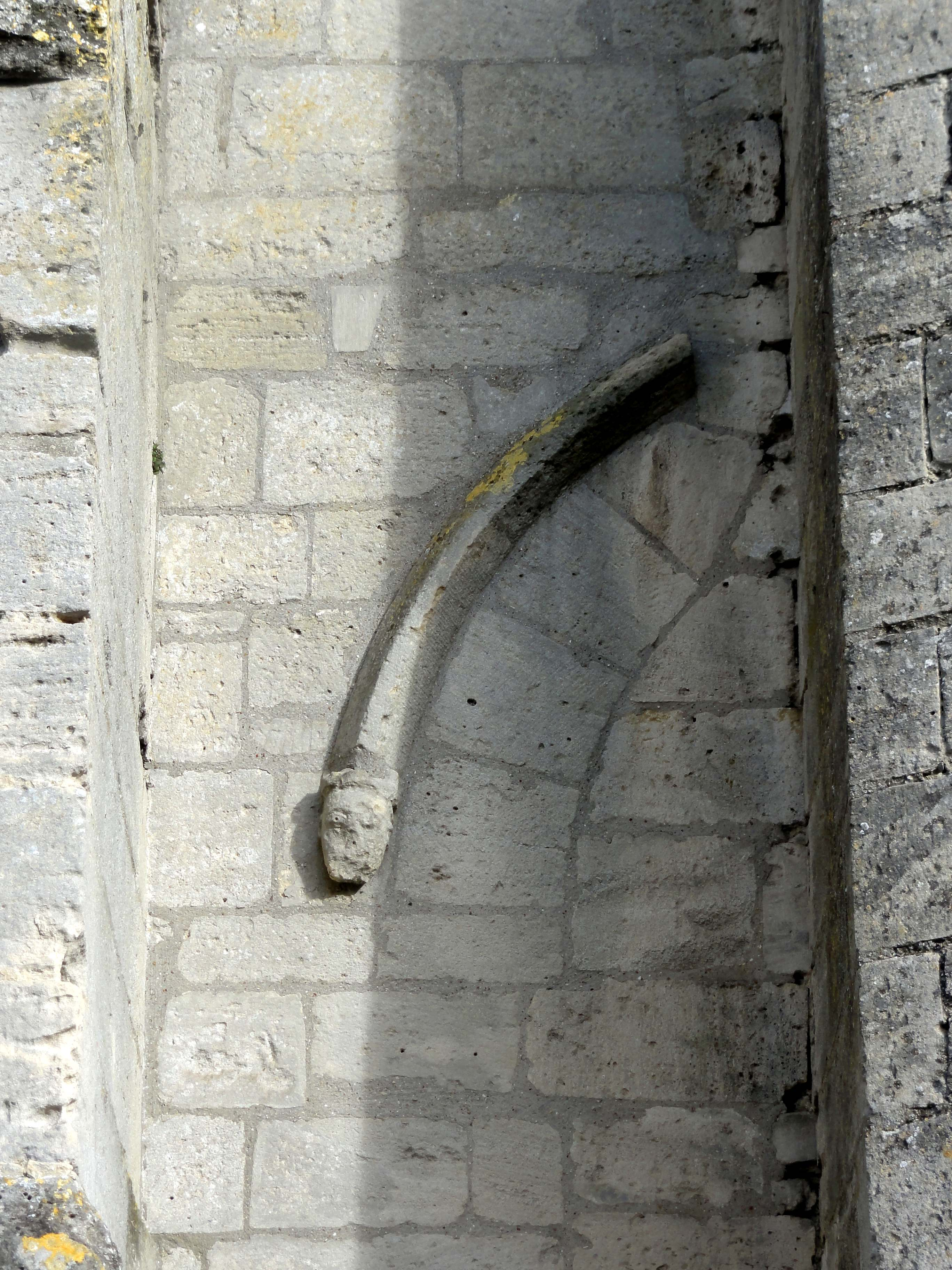
Fenêtre bouchée de la chapelle latérale sud.
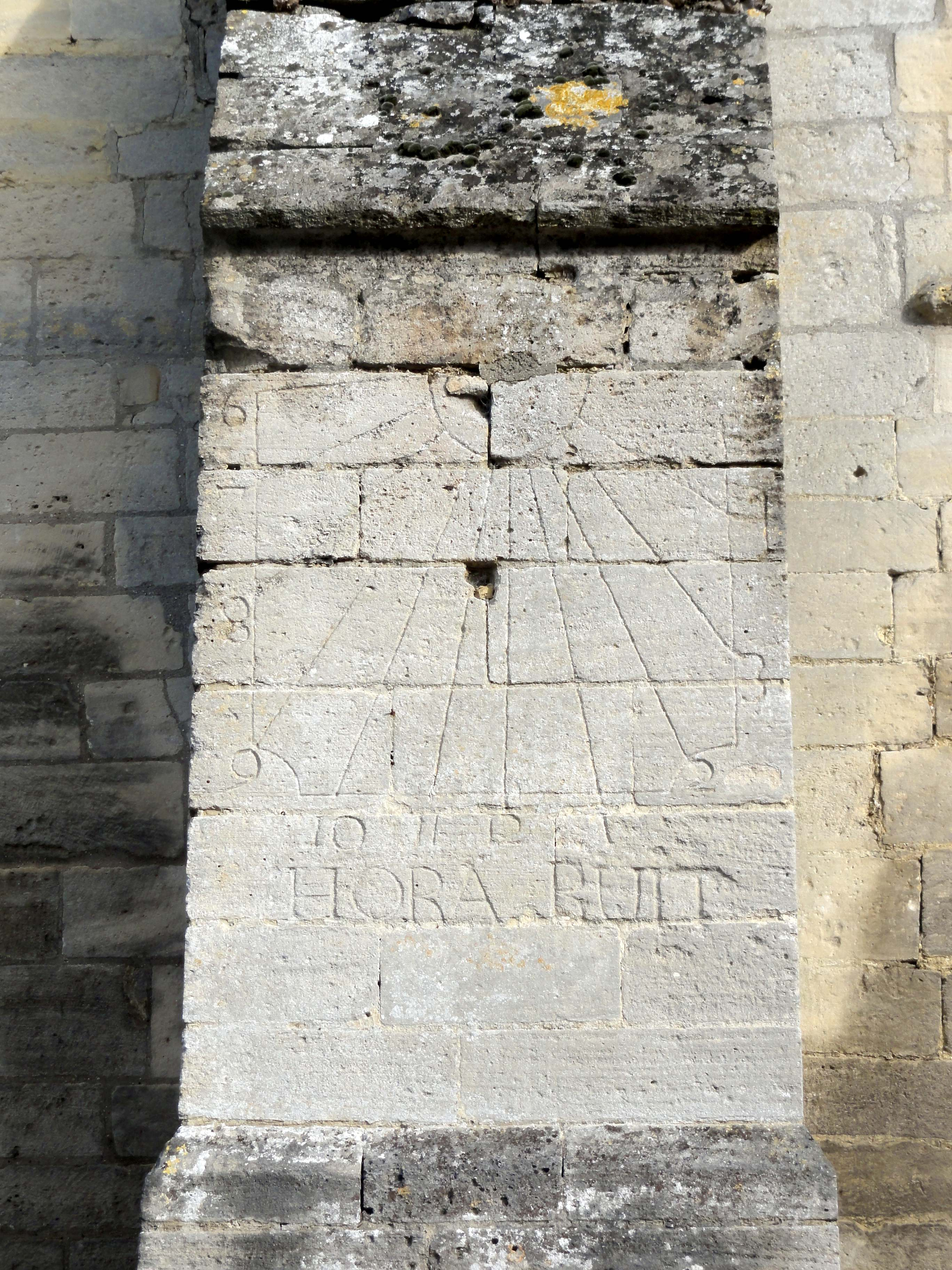
Cadran solaire.
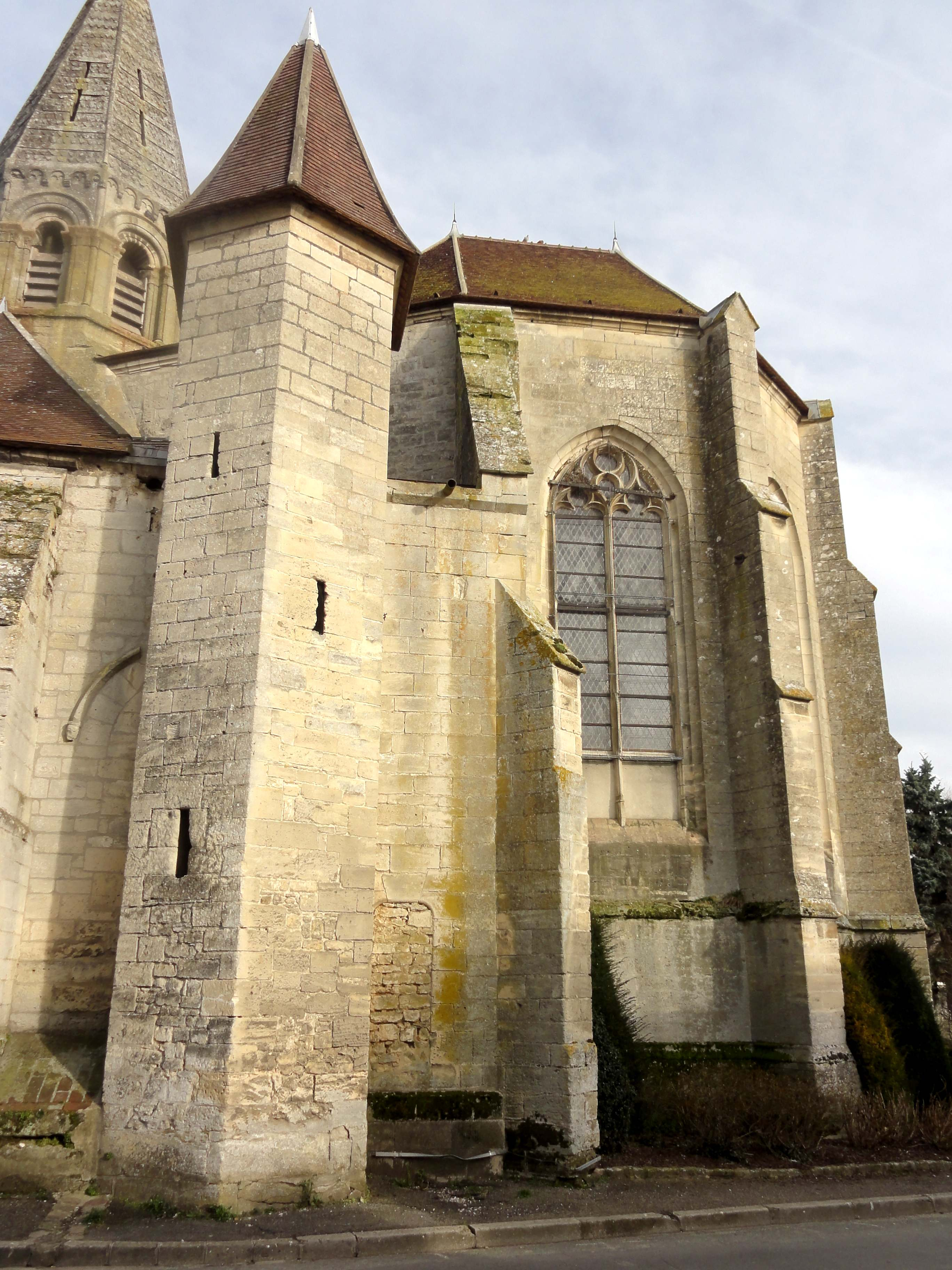
Tourelle d'escalier et abside, côté sud.
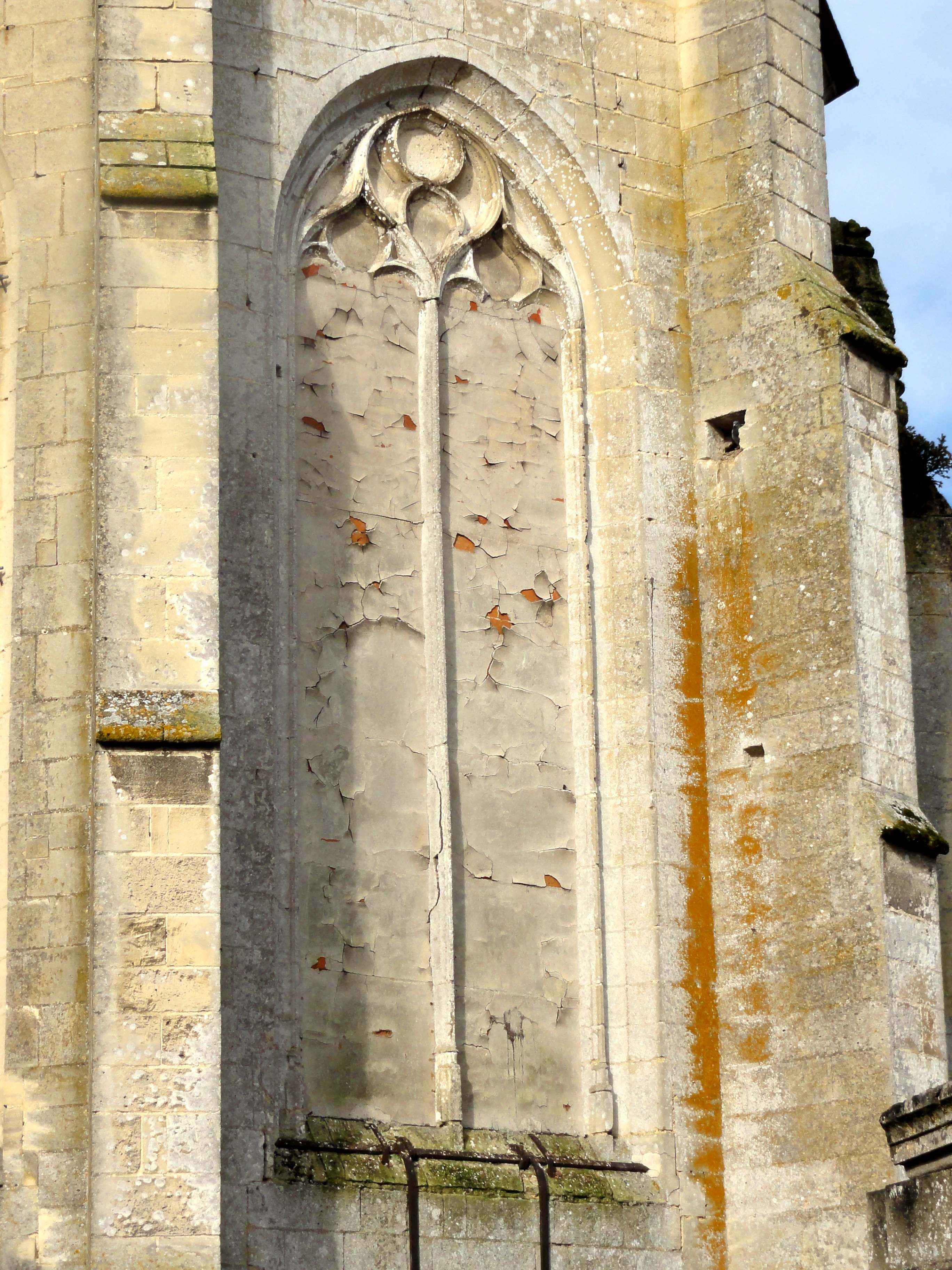
Réseau flamboyant de la baie d'axe bouchée.
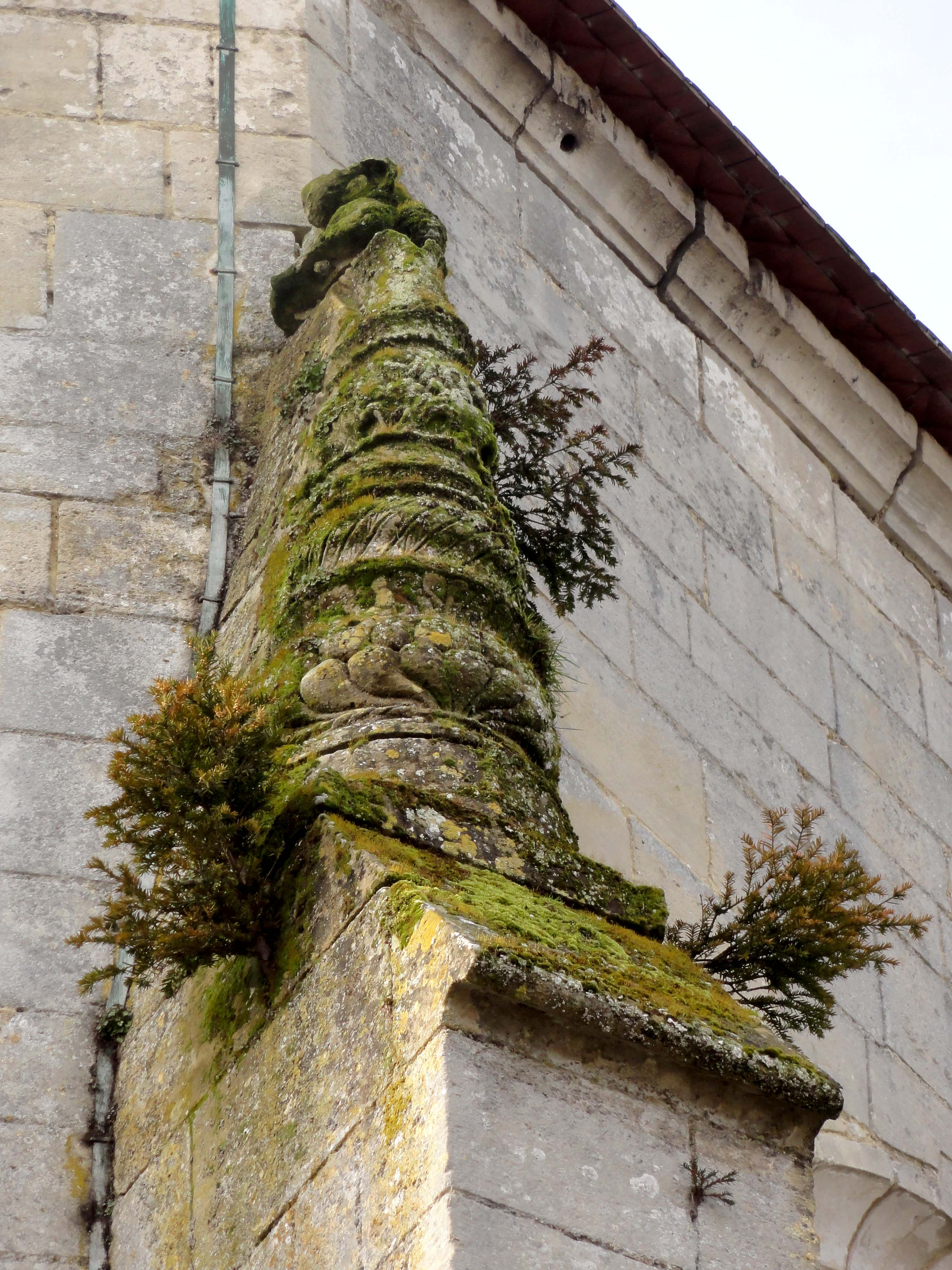
Contrefort Renaissance au nord de l'abside.
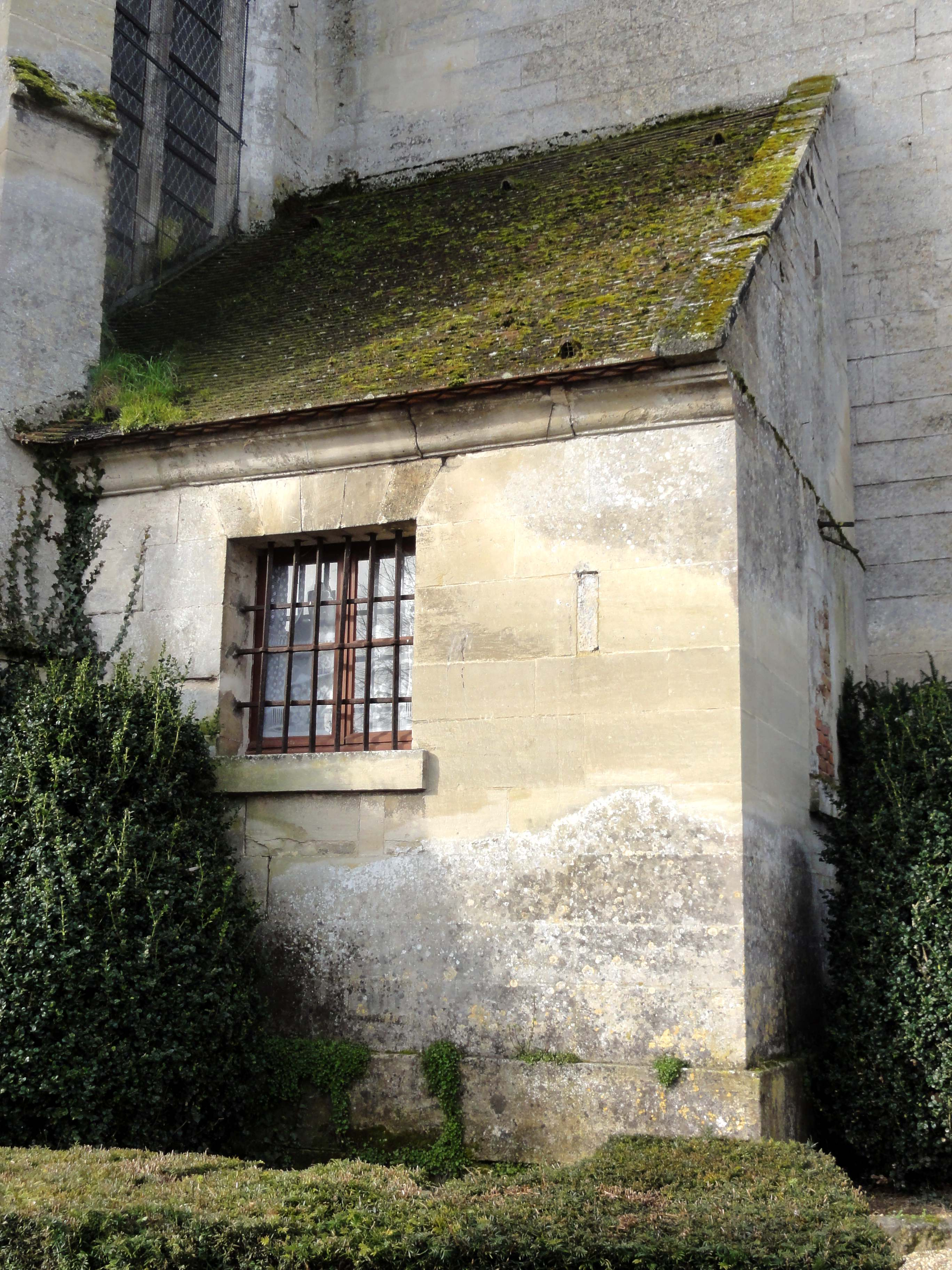
Sacristie.

## Mobilier

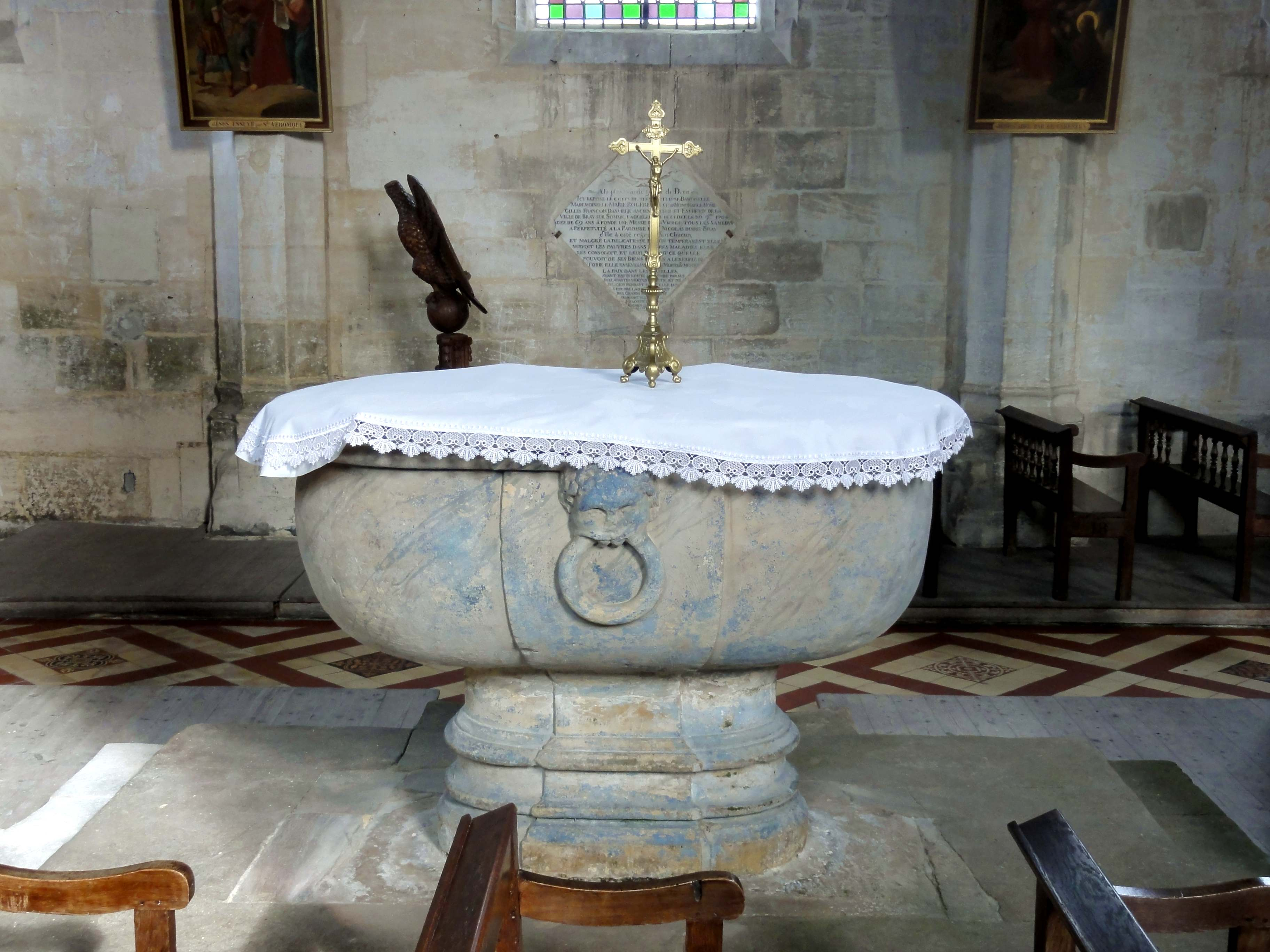
Fonts baptismaux.

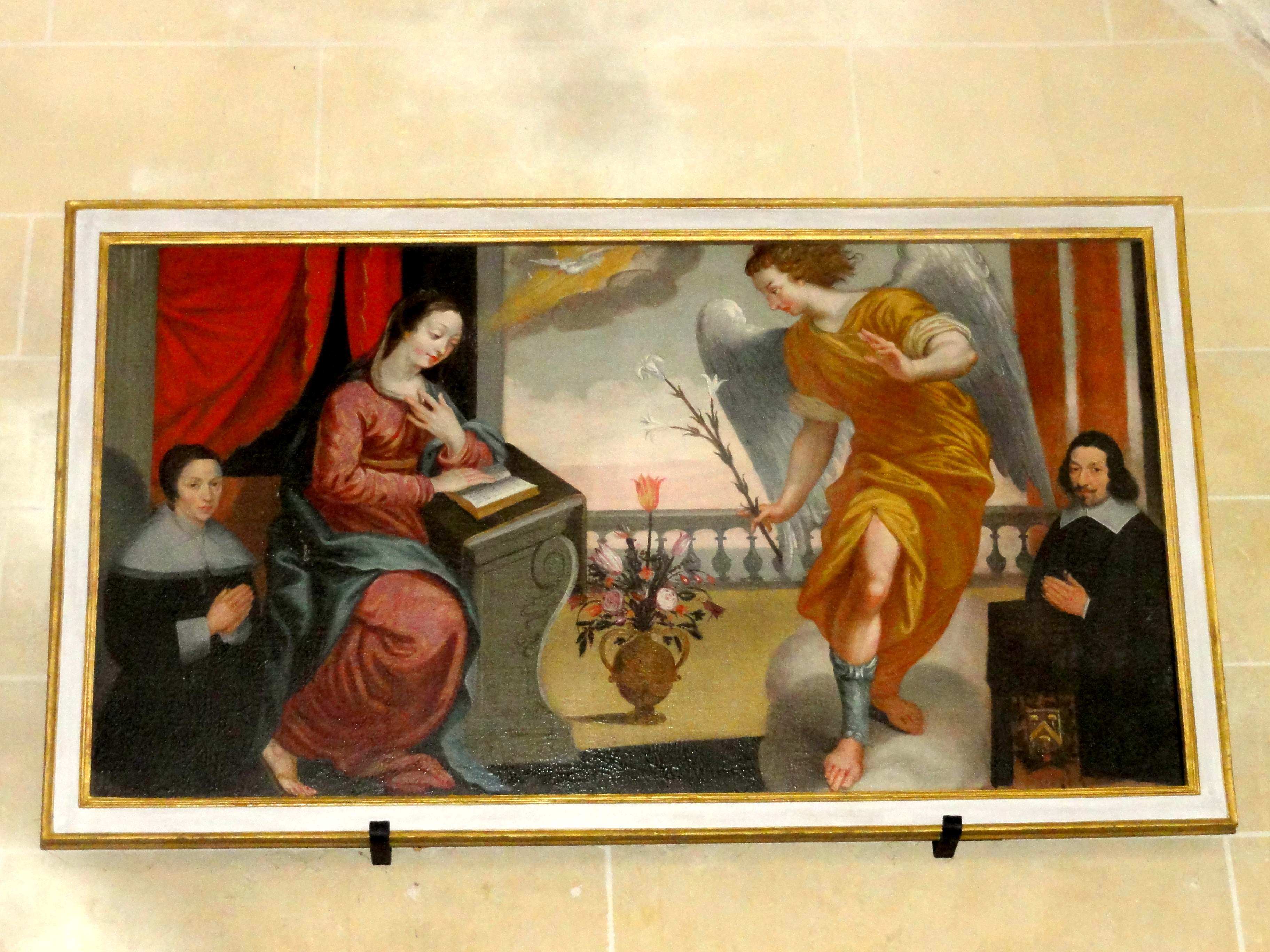
Tableau - L'Annonciation.

Parmi le mobilier de l'église, trois éléments sont classés monument historique au titre objet, à savoir les fonts baptismaux, un tableau représentant l'Annonciation et une cloche en bronze de 1686 de 105 cm de hauteur, qui est toujours suspendu dans le beffroi,. Placés dans la seconde travée du collatéral, près de la grande arcade, les fonts baptismaux datent du XVIe siècle, et se présentent sous la forme d'une profonde cuve baptismale à infusion, qui a été taillée dans un bloc de pierre calcaire monolithique, et repose sur un socle également monolithique. La cuve mesure 149 cm de longueur pour 99 cm de largeur, et adopte un plan ovale allongé. La bordure est moulurée d'un filet, d'un cavet et d'un boudin. Les parties médianes des faces latérales sont légèrement proéminentes, et cette proéminence se poursuit sur le socle. Au nord, l'on voit une tête monstrueuse tenant un anneau dans sa gueule. Cette sculpture a été bûchée au sud. Le socle mesure 84 cm de longueur pour 53 cm de largeur, et adopte également un plan ovale. Proche su sol, il se retraite par un chanfrein ; puis, il adopte une forme évasée et est décoré d'une plinthe moulurée, différente de celle des piliers. L'on doit également noter le piédestal d'origine, avec une marche très usée du côté nord. Le classement remonte à 1912.
Le tableau peint à l'huile sur toile et représentant l'Annonciation de la Vierge Marie par l'archange Gabriel peut être daté du second quart du XVIIe siècle, et mesure 172 cm de largeur pour 96 cm de hauteur. La particularité de l'œuvre est les deux figures de donateurs agenouillées à gauche et à droite, une femme et un homme. Les figures de donateurs apparaissent plus couramment sur les vitraux de la Renaissance, et parfois en miniature, à côté d'importantes statues. Ici elles prennent la moitié de l'ampleur des protagonistes principaux de la scène, et révèlent leur identité par un blason que l'on trouve en bas à droite : d'azur au chevron d'or et aux trois maillets de même. La Vierge Marie est installé devant un pupitre en train d'étudier un livre, et un léger sourire se dessine sur son visage, mais elle ne semble pas apercevoir l'archange Gabriel, qui, vêtu d'un costume drapé jaune, apporte une fleur de lys comme symbole de la pureté, et lève la main gauche dans un geste d'apaisement. Dans le ciel, des nuages sombres s'ouvrent pour laisser partir des rayons de lumière, sur lesquels glisse la colombe du Saint Esprit. Restauré en 2010 par Marie Parant-Andaloro, le tableau est déjà classé depuis 1912. L’église possède deux autres tableaux également restaurés, mais non encore classés, à savoir une petite Vierge à l'Enfant (copie très faible d'après Pierre Mignard) et le tableau de retable, de grandes dimensions, qui est supposé représenter le couronnement de sainte Angadrême par des anges. Comme autres œuvres remarquables, l'on peut signaler l'aigle-lutrin en bois, près des fonts baptismaux ; un Christ en croix et une petite statue en bois de sainte Marguerite d'Antioche, qui sont apparemment les seules statues antérieures à la Révolution que conserve l'église ; et la plaque de fondation de damoiselle Marie Rogère, morte le 20 novembre 1704 à l'âge de soixante-neuf ans, qui fonde une messe à perpétuité tous les samedis en l'église Saint-Nicolas de Bray-sur-Somme. Son mari fut échevin de cette ville, mais Marie Rogère est néanmoins ensevelie en l'église Saint-Martin.

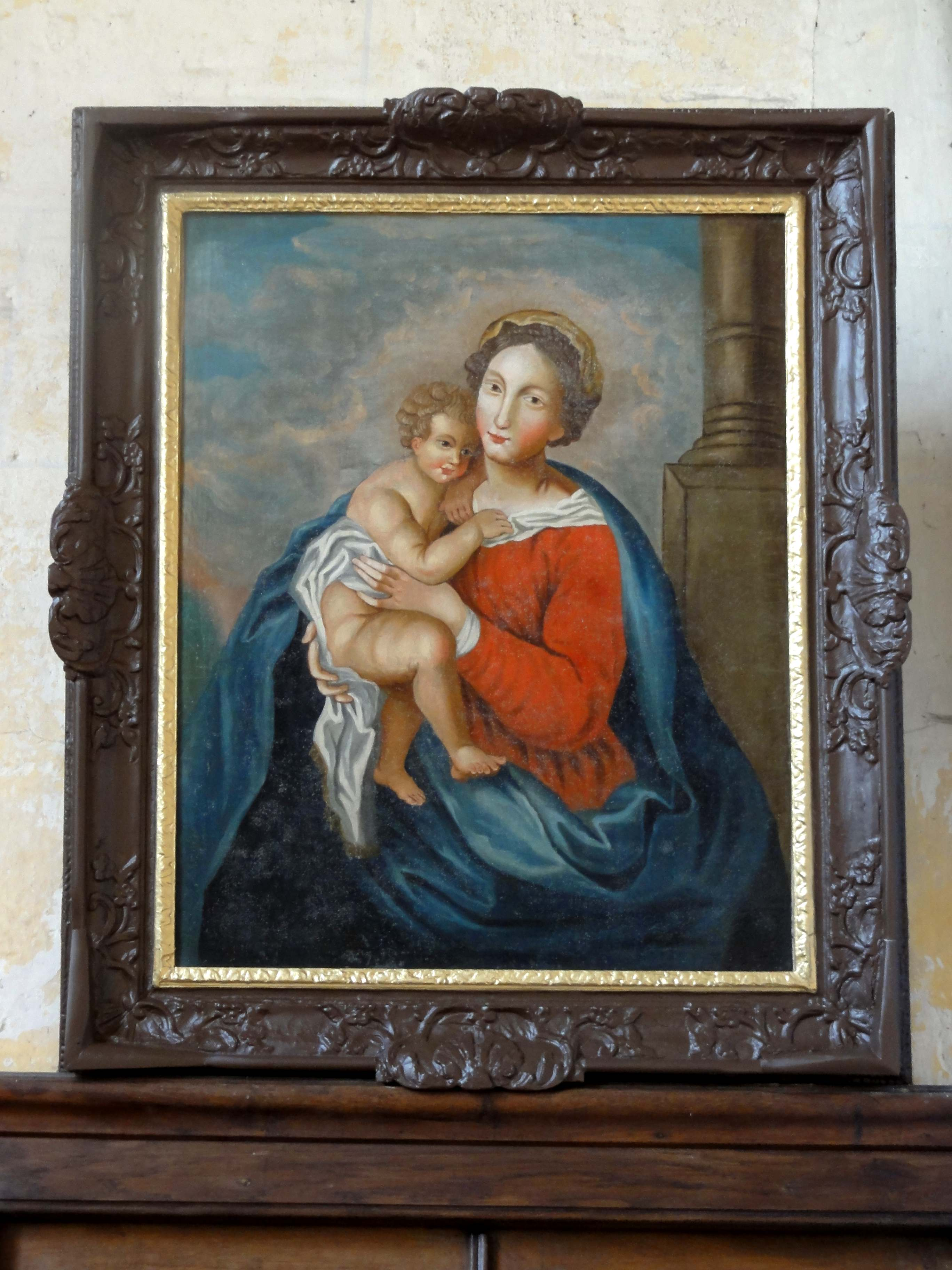
Vierge à l'Enfant, d'après Pierre Mignard
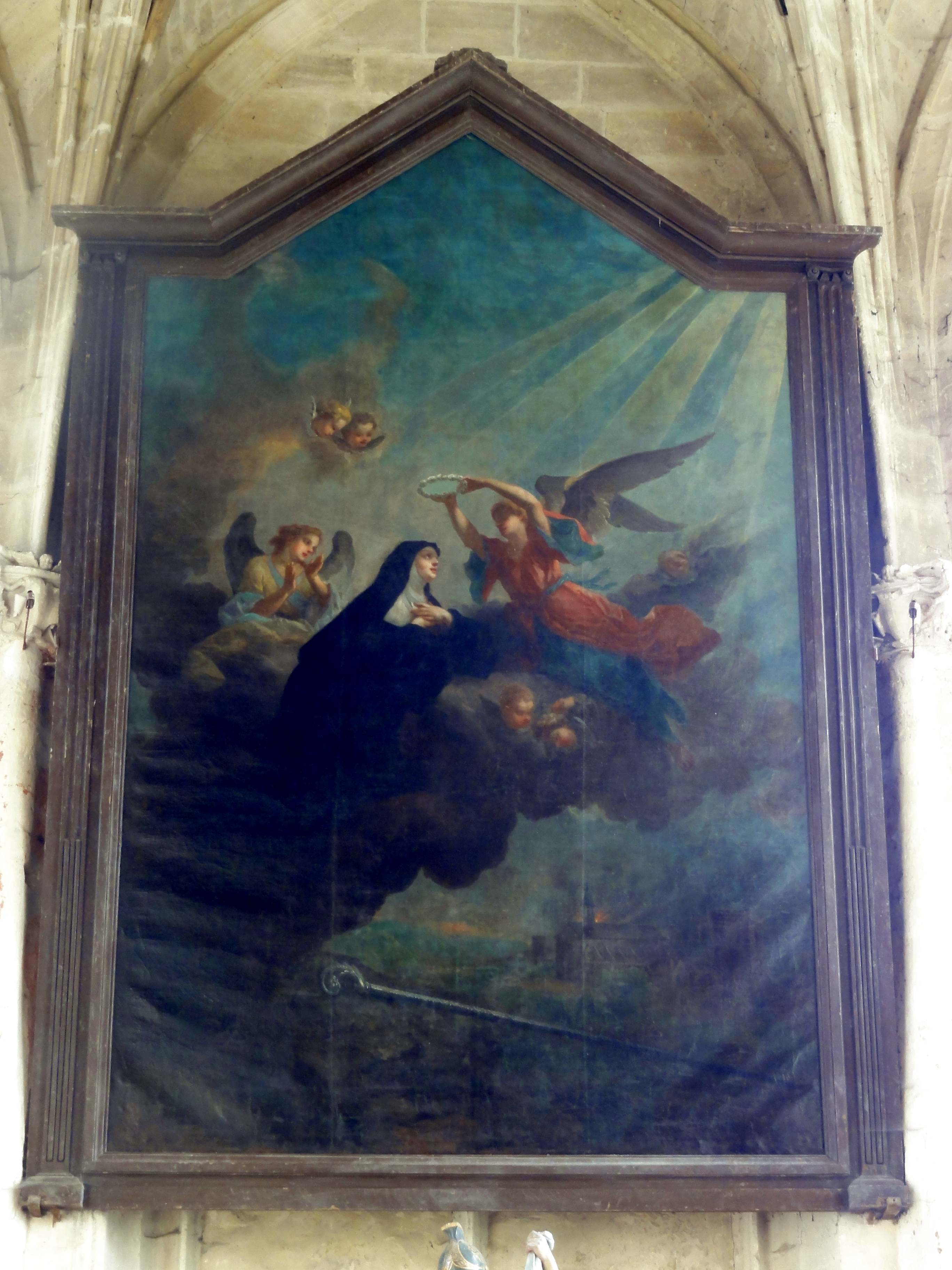
Sainte Angadrème.
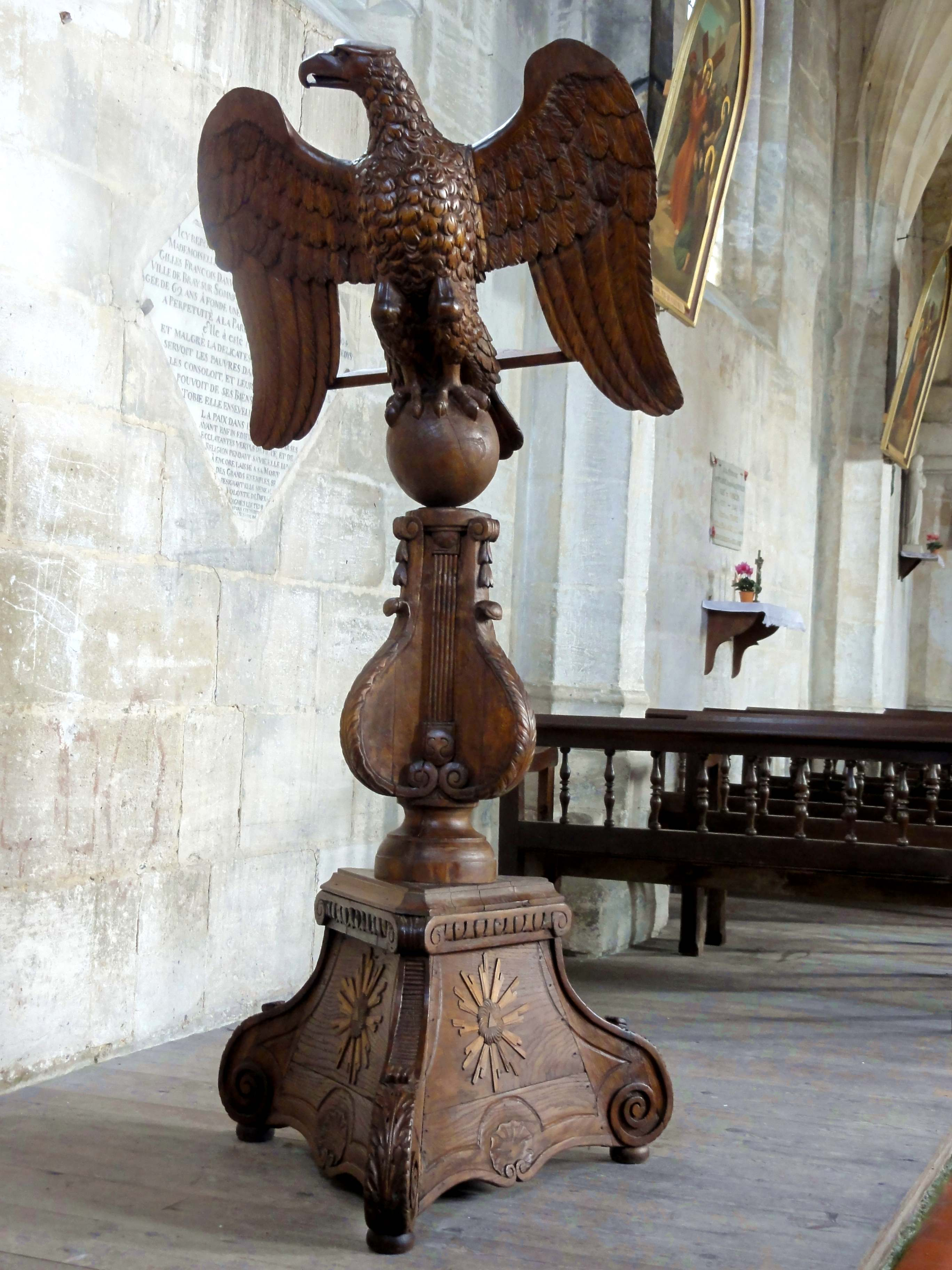
Aigle-lutrin.
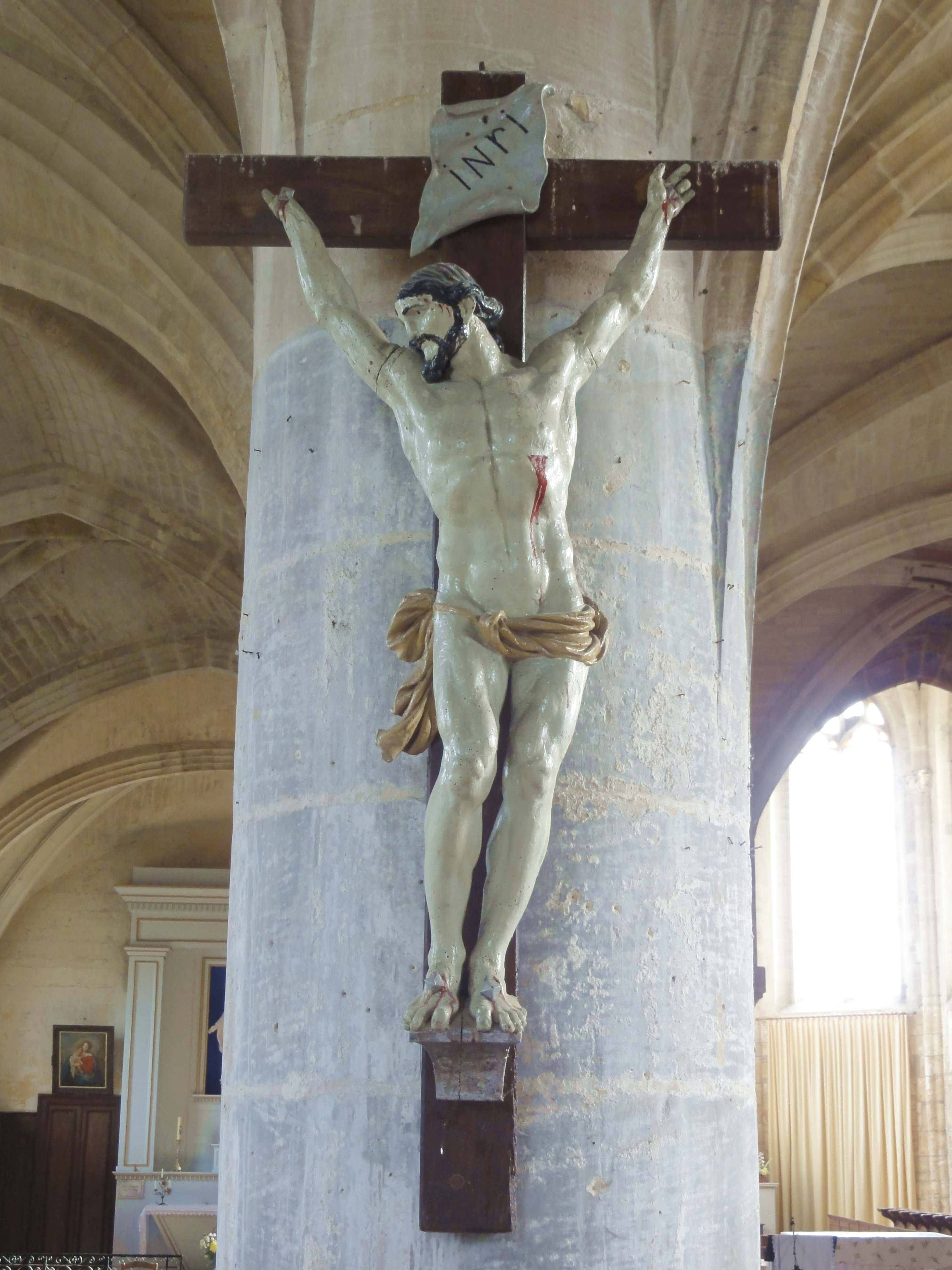
Christ en croix.
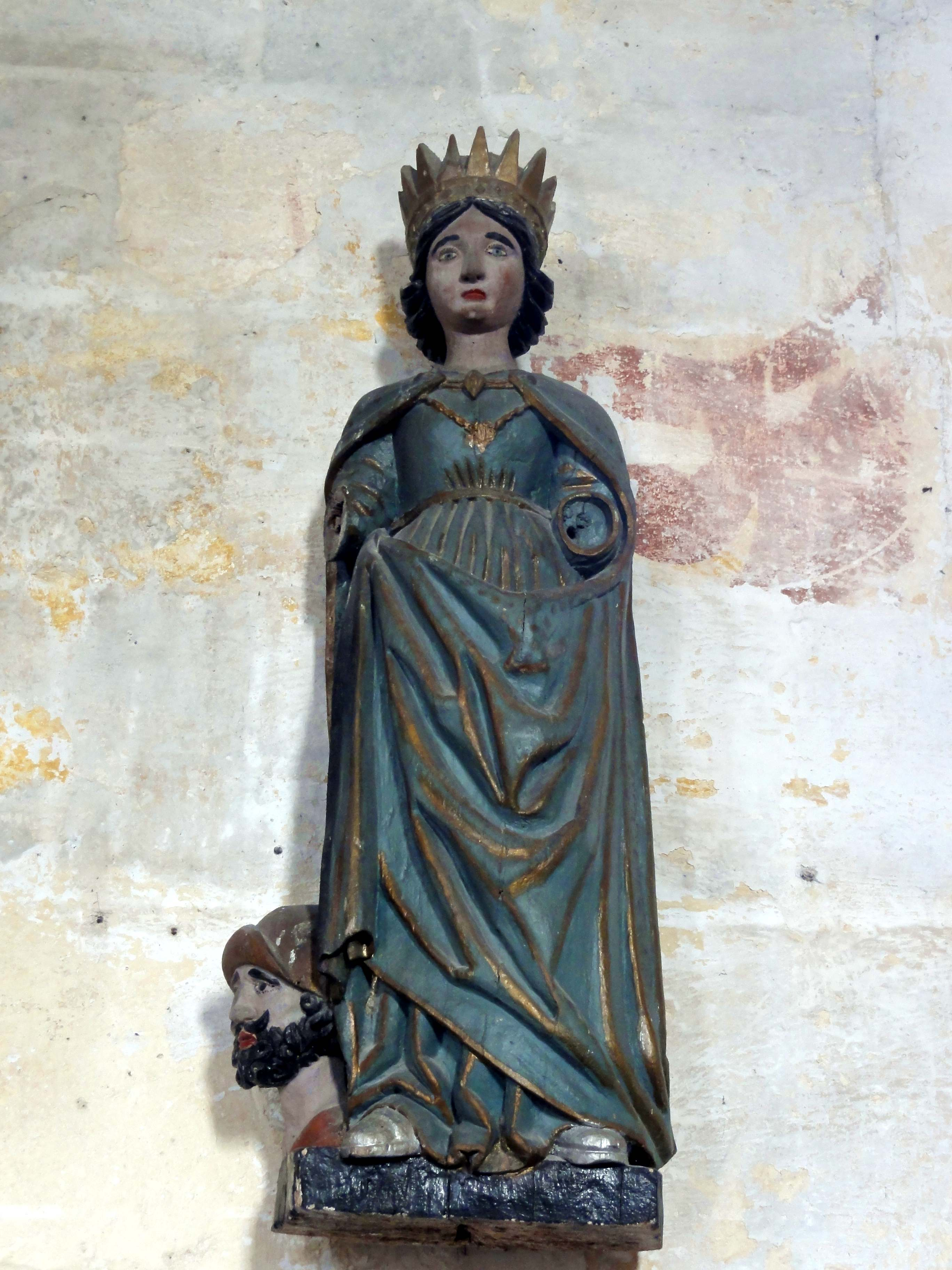
Sainte Marguerite.
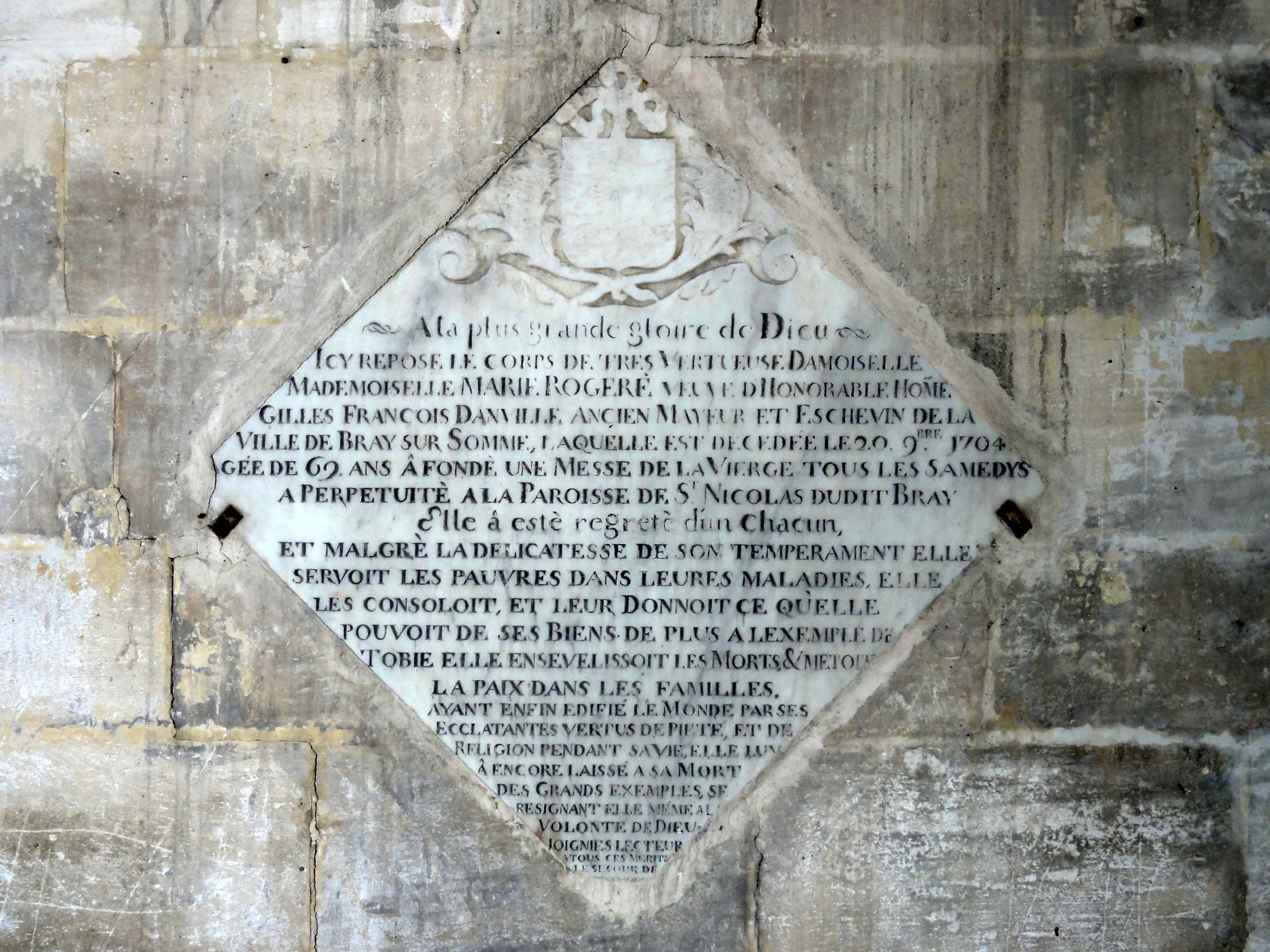
Plaque de fondation.